# دیوید بویی
دیوید رابرت جونز (انگلیسی: David Robert Jones؛ ۸ ژانویهٔ ۱۹۴۷ – ۱۰ ژانویهٔ ۲۰۱۶) نام‌دار به دیوید بویی (David Bowie)، خواننده، ترانه‌سرا، موسیقی‌دان و بازیگر انگلیسی بود. او را یکی از تأثیرگذارترین موسیقی‌دانانِ سدهٔ بیستم می‌دانند. بویی در طول دوران فعالیتش مورد تحسین منتقدان و موسیقی‌دانان قرار گرفت، به‌ویژه بابت خلق آثاری ابتکاری طی دههٔ ۱۹۷۰. بازآفرینی‌های سبک هنری و بصری‌اش از مشخصهٔ حرفهٔ اوست و موسیقی و مهارت اجرایش بر روی صحنه، تأثیر چشم‌گیری بر موسیقی عامه‌پسند گذاشت.
بویی در ابتدا تعدادی تک‌آهنگ ناموفق به‌همراه گروهش و نیز آلبومی تکی منتشر کرد اما با پخش ترانهٔ «شگفتی فضا» (۱۹۶۹) در جدول تک‌آهنگ‌های بریتانیا به موفقیت رسید. پس از دوره‌ای از تجربه‌گرایی، او در سال ۱۹۷۲ طی دورهٔ گلم راک با خود دیگر پرزرق‌وبرق و دوجنسهٔ خود به‌نام زیگی استارداست دوباره مطرح گردید. این شخصیت با تک‌آهنگ موفق «استارمن» و آلبوم ظهور و سقوط زیگی استارداست و عنکبوت‌ها از مریخ هدایت و باعث محبوبیت گستردهٔ بویی شد. در سال ۱۹۷۵، سبکِ بویی به سمت آوایی تغییر پیدا کرد که در گام نخست باعث دلزده‌شدن بسیاری از طرفداران بریتانیایی او شد اما در ایالات متحده با تک‌آهنگ نامبروان «شهرت» و آلبوم آمریکایی‌های جوان همراه بود. در سال ۱۹۷۶، بویی در فیلم کالت مردی که به زمین سقوط کرد به ایفای نقش پرداخت و آلبوم ایستگاه به ایستگاه را منتشر کرد. در سال ۱۹۷۷، او با آلبوم کم متأثر از الکترونیک، بار دیگر تغییر سبک داد. این آلبوم نخستین اثر از سه همکاری با برایان اینو است که به سه‌گانه برلین مشهور شد؛ دو آلبوم بعدی «قهرمانان» و (۱۹۷۷) مستأجر (۱۹۷۹) بودند که بازخوردهای مثبتی از سوی منتقدان داشتند.
پس از موفقیت تجاری ناهموار در اواخر دههٔ ۱۹۷۰، بویی در سال ۱۹۸۰ با تک‌آهنگ «خاکستر به خاکستر» و آلبومش هیولاهای ترسناک (و ابروحشتناک‌ها) و نیز تک‌آهنگ «تحت فشار» (همکاری با کوئین در سال ۱۹۸۱) به صدر جدول‌های فروش بریتانیا رسید. اوج موفقیت او به سال ۱۹۸۳ بازمی‌گردد که آلبوم بیا برقصیم را منتشر کرد. بویی در فاصلهٔ سال‌های ۱۹۸۸ تا ۱۹۹۲ خوانندهٔ اصلی گروه هارد راک تین مشین بود و پس از آن کار انفرادی خود را از سر گرفت. در طول دهه‌های ۱۹۹۰ و ۲۰۰۰، بویی به تجربهٔ سبک‌های موسیقایی همچون اینداستریال و جانگل ادامه داد. او همچنین بازیگری را با فیلم‌هایی مانند کریسمس مبارک، آقای لارنس (۱۹۸۳)، هزارتو (۱۹۸۶)، آخرین وسوسه مسیح (۱۹۸۸) و پرستیژ (۲۰۰۶) ادامه داد. بویی پس از یک دهه وقفه، با آلبوم روز بعد (۲۰۱۳) به موسیقی بازگشت و تا هنگام مرگش بر اثر سرطان کبد در سال ۲۰۱۶، به‌لحاظ موسیقایی فعال ماند. او دو روز بعد از زادروز ۶۹ سالگی‌اش و انتشار آخرین آلبومش، ستارهٔ سیاه (۲۰۱۶)، درگذشت.
فروش آثار بویی در طول دوران زندگی‌اش بیش از ۱۰۰ میلیون نسخه در سراسر جهان برآورد و نامش نیز در میان یکی از پرفروش‌ترین موسیقی‌دانان تاریخ ثبت شده است. او به‌سبب بازآفرینی همیشگی سبک موسیقی، غالباً به «مرد هزارچهرهٔ راک» ملقب بود و در سال ۱۹۹۶ به تالار مشاهیر راک اند رول راه یافت. رولینگ استون نیز او را در میان بزرگ‌ترین هنرمندان تاریخ رتبه‌بندی کرد. نویسنده‌ای از این نشریه، پس از مرگش در سال ۲۰۱۶، از او به‌عنوان «بزرگ‌ترین ستاره راک» یاد کرد. بویی تا سال ۲۰۲۲ بیش از هر هنرمندی در سدهٔ بیست و یکم وینیل فروخته بود.

## اوایل زندگی
دیوید رابرت جونز در ۸ ژانویهٔ ۱۹۴۷ در بریکستون به دنیا آمد. مادرش، مارگرت مری «پگی» (که نام خانوادگی‌اش پیش از ازدواج بُرنز بود) متولد اردوگاه نظامی شورنکلیف در نزدیکی چریتون، کنت بود. مادربزرگ و پدربزرگ پدری مارگرت از مهاجران ایرلندی بودند که در منچستر ساکن شدند. او به‌عنوان پیشخدمت در سینمایی واقع در رویال تانبریج ولز مشغول به کار شد. پدر بویی، هِیوود استِنتون «جان» جونز، اهل دانکستر، یورک‌شر بود و به‌عنوان مسئول تبلیغاتی در یک مؤسسهٔ خیریه کودکانه کار می‌کرد. این خانواده در مرز بین بریکستون و استوک‌ول در محلهٔ لمبت در جنوب لندن سکونت داشتند. بویی تا شش سالگی در مدرسهٔ کودکانهٔ استاک‌ول تحصیل کرد و به‌عنوان کودکی با استعداد و مصمم—و نزاع‌افکن جسوری شهرت یافت.
از سال ۱۹۵۳، بویی و خانواده‌اش به بیکلی و سپس به بروملی کامن رفتند، و در سال ۱۹۵۵ در پارک ساندریج جاگیر شدند. او در آن‌جا در مدرسه بورنت اش جونیر شرکت کرد. گروه سرود مدرسه آواز بویی را رضایت‌بخش شمرد و او در نواختن ریکوردر از خود توانایی‌های بالاتر از حد معمول نشان داد. در نه سالگی، رقص او در کلاس‌های موسیقی و ورزش به‌شدت خلاقانه بود: معلم‌ها عملکرد او را «به صراحت هنرمندانه» و تعادل او در قبال یک کودک را حیرت‌انگیز خواندند. در همان سال که پدرش مجموعه‌ای از صفحه‌های گرامافون آمریکایی از هنرمندانی مانند فتس دومینو، الویس پرسلی و لیتل ریچارد را به خانه آورد، علاقهٔ او به موسیقی بیشتر شد. بویی به‌محض گوش کردن به ترانهٔ «توتی فروتیِ» لیتل ریچارد، بعدها گفت که صدای خدا را شنیده بود.
خیلی زود پس از اینکه پرسلی در سال ۱۹۵۶ «سگ شکاری» را منتشر کرد، بویی پسر عمویش را حین رقص با این ترانه دید، و برای نخستین بار تحت تأثیر پرسلی قرار گرفت. به گفتهٔ کریستینا، او و دیوید مانند جن‌های تسخیرشده با آثار هنرمندان مختلف می‌رقصیدند. تا پایان سال بعد، بویی شروع به یادگیری نواختن چندین ساز مانند یوکللی و تی-چست بیس کرد، و به‌همراه دوستانش در جلسات اسکیفل شرکت کرد و تصمیم گرفت نواختن پیانو را بیاموزد. در همین حال، اجرای آثار پریسلی و چاک بری همراه با تجلیل این هنرمندان برای گروه پیش‌آهنگی محل زندگی‌اش، «مجذوب‌کننده… مانند کسی که از سیاره دیگری آمده» توصیف شد. پدر بویی پسرش را تشویق می‌کرد تا از همان کودکی رویاهایش را دنبال کند. او در اواخر دههٔ ۱۹۵۰ پسرش را به ملاقات با خوانندگان و سایر اجراکنندگان برنامهٔ اجرای متنوع سلطنتی برد و بویی را به آلما کوگان و تامی استیل معرفی کرد. بویی هنگام پایان تحصیلاتش در مدرسهٔ بورنت اش جونیر در آزمون تعیین استعداد شرکت کرد و وارد دبیرستان فنی بروملی شد. بروملی یک مدرسهٔ فنی غیرعادی بود و برنامهٔ درسی متفاوتی داشت.
تری بُرنز برادر ناتنی بویی از سمت مادرش بود که تأثیر فراوانی بر سال‌های نخستین زندگی‌اش داشت. برنز که ۱۰ سال از بویی بزرگتر بود، اسکیزوفرنی و حمله صرع داشت و پی در پی در خانه و آسایشگاه روان‌پزشکی زندگی می‌کرد. بُرنز در زمانی که با بوییِ جوان‌تر زندگی می‌کرد، او را با بسیاری از عوامل تأثیرگذار مادام‌العمرش مانند جاز مدرن، بودیسم، اشعار بیت و علوم خفیه آشنا ساخت. علاوه بر بُرنز، بخش قابل ملاحظه‌ای از اعضای خانوادهٔ بویی دارای اختلالات طیف اسکیزوفرنی بودند؛ یکی از خاله‌های او بستری شده بود و دیگری متحمل لوبوتومی بود؛ این موضوع عامل تأثیرگذاری بر کارهای اولیهٔ او دانسته شده است.
بویی در زمینهٔ هنر، موسیقی و طراحی به مطالعه پرداخت. پس از اینکه بُرنز او را با جاز مدرن آشنا ساخت، میل شدیدش به نوازندگانی مانند چارلز مینگس و جان کولترین باعث شد که مادرش در سال ۱۹۶۱ یک ساکسیفون گرافتون به او تقدیم کند. او خیلی زود تحت نظر نوازندهٔ ساکسوفون باریتون یعنی رونی راس شروع به یادگیری کرد. چشم چپ بویی در سال ۱۹۶۲ هنگام ضربهٔ دوستش جرج آندروود در جریان دعوا بر سر یک دختر، آسیب جدی دید. پس از یک سری عمل جراحی طی چهار ماهی که بستری بود، پزشکان پی بردند که این آسیب را نمی‌توان به‌طور کامل ترمیم کرد و چشم بویی با درک عمق معیوب و آنیزوکوری (یک مردمک که دائماً گشاد است) مواجه شد. به دلیلی اینکه رنگ عنبیه چشم چپ او تغییر پیدا کرد، برخی به اشتباه آن را ناهمرنگی عنبیه دانسته‌اند؛ چشم بویی بعدها به یکی از متمایزترین ویژگی‌های او تبدیل شد. بویی و آندروود علی‌رغم مشاجره، رابطه خوب خود را ادامه دادند و آندروود در ساخت طرح روی جلد آلبوم‌های نخست بویی نقش داشت.

## حرفهٔ موسیقی

### اوایل حرفه (۱۹۶۲–۱۹۶۷)

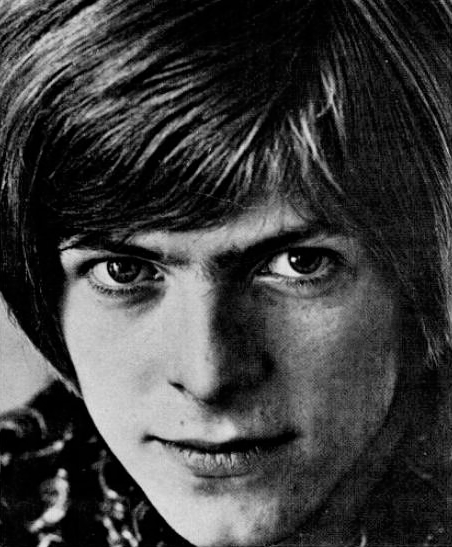
تصویر تبلیغاتی بویی در سال ۱۹۶۷

بویی نخستین گروه خود، کنرادز، را در سال ۱۹۶۲ وقتی ۱۵ ساله بود تشکیل داد. کنرادز در دورهمی‌ها و عروسی‌های محلی سبک راک اند رول گیتارمحور اجرا می‌کرد و ترکیب متغیری از چهار تا هشت عضو داشت که آندروود هم یکی از آن‌ها بود. بویی سال بعد مدرسه فنی را ترک کرد، و به والدینش اطلاع داد که قصد دارد ستارهٔ پاپ شود. او که از جاه‌طلبی‌های محدود هم‌گروهی‌هایش دلسرد شده بود، کنرادز را ترک کرد و به گروه دیگری به نام کینگ بیز پیوست. او به کارآفرین جان بلوم که در فروش ماشین لباسشویی موفق بود نامه نوشت و از او دعوت کرد که «کاری را که برایان اپستاین برای بیتلز انجام داده برای ما انجام دهد — و میلیون‌ها دلار دیگر به دست آورد.» بلوم به این پیشنهاد پاسخ نداد، اما او را به شریک دیک جیمز یعنی لسلی کان معرفی کرد که منجر به عقد نخستین قرارداد برای بویی شد.
کان به سرعت بویی را تبلیغ کرد. نخستین تک‌آهنگ او، «لیزا جین»، که با نام هنری دیوی جونز با کینگ بیز شناخته می‌شد، از نظر تجاری موفق نبود. بویی که از کینگ بیز و رپرتوار آن‌ها از بازخوانی هاولین ولف و ویلی دیکسون ناراضی بود، کمتر از یک ماه بعد گروه را ترک کرد و به گروه منیش بویز که یکی دیگر از گروه‌های موسیقی بلوز بود، و سبک فولک و سول را در بر می‌گرفت، ملحق شد. بویی گفته که قبلاً «آرزو می‌کرد که میک جگر آن‌ها باشد.» بازخوانی ترانهٔ بابی بلاند توسط آن‌ها از «لیزا جین» موفق‌تر نبود، و بویی بعداً به گروه لوور ترد ملحق شد؛ آثار این گروه سه‌نفریِ بلوز به شدت تحت تأثیر د هو بود. بازخوانی بعدی نیز موفق نبود و باعث پایان قرارداد کان شد. بویی اعلام کرد که از دنیای موسیقی پاپ کنار خواهد کشید و به مطالعهٔ ایمایش خواهد پرداخت، اما در گروه لوور تردباقی ماند. مدیر جدید او، رالف هورتون، که بعدها نقش مهمی در تغییر وضعیت او به هنرمند تک‌خوان داشت، به او کمک کرد تا با ناشر پای رکوردز قرارداد ببندد. مسئول تبلیغات، تونی هچ، بر اساس اینکه بویی خودش ترانه‌هایش را می‌نویسند، او را به عضویت در این ناشر درآورد. او از نام دیوی (که در میانهٔ دههٔ ۱۹۶۰ باعث سردرگمی با دیوی جونز از گروه مانکیز شده بود) ناراضی بود و نام هنری دیوید بویی را برگزید. این نام برگرفته از پیشگام آمریکایی سدهٔ نوزدهم، یعنی جیمز بویی و چاقویی به نام بویی است که او باعث محبوبیتش شد. نخستین اثر او تحت این نام، تک‌آهنگ «نمی‌توانم به خودم فکر نکنم» در ژانویهٔ ۱۹۶۶ بود که با گروه لوور ترد ضبط شد. این تک‌آهنگ مانند آثار قبلی ناموفق بود.
بویی پس از انتشار این تک‌آهنگ از گروه لوور ترد جدا شد، تا حدی به‌خاطر اصرار مدیر برنامه‌اش رالف هورتون. او دو تک‌آهنگ دیگر برای پای رکوردز به نام‌های «هر کاری که می‌گویی انجام بده» و «همه چیز را فهمیدم» منتشر کرد که هر دو با حضور گروه جدیدی به نام باز بودند. بویی سپس با دریم رکوردز قرارداد بست. او در همین زمان همچنین به گروه The Riot Squad ملحق شد. آثار آن‌ها که شامل یکی از ترانه‌های غیراقتباسی بویی و اجرای یکی از ترانه‌های ولوت آندرگراوند بود، منتشر نشد. رالف هورتون بعدها کنت پیت را به بویی معرفی کرد و پیت مدیر برنامهٔ بویی شد. تک‌آهنگ تک‌خوان آوریل ۱۹۶۷ او، «نوم خندان» که در آن آواز تند و بلندی برای توصیف نوم داشت، نتوانست به جدول فروش راه یابد. نخستین آلبوم او دیوید بویی نام داشت که شش هفته بعد منتشر شد؛ این آلبوم ترکیبی از سبک‌های مختلف موسیقی پاپ، سایکدلیک و میوزیک هال بود که به همان سرنوشت دچار شد. این آلبوم به‌مدت دو سال آخرین اثر منتشرشدهٔ او بود. در سپتامبر، بویی «بگذار کنارت بخوابم» و «کارما من» را ضبط کرد که هر دو توسط دریم رکوردز رد و تا سال ۱۹۷۰ منتشر نشدند. این قطعات آغاز رابطهٔ کاری بویی با تهیه‌کننده تونی ویسکانتی بود که تا پایان زندگی حرفه‌ای بویی ادامه داشت، هرچند با فاصله‌های طولانی.

### شگفتی فضاییتارضایتمندانه(۱۹۶۸–۱۹۷۱)
بویی هنرهای نمایشی — از تئاتر آوانگارد و میم گرفته تا کمدیا دلآرته — را تحت نظر لیندزی کمپ فرا گرفت. او غرقِ آفرینش پرسونایی برای ارائه به جهان شد. او قطعه‌ای به نام «Over the Wall We Go» نوشت که در آن زندگی در زندان بریتانیا را به‌صورت طنز بیان می‌کرد؛ این قطعه در سال ۱۹۶۷ تک‌آهنگی برای پل نیکلاس شد. یکی دیگر از ترانه‌های بویی، «Silly Boy Blue» سال بعد توسط بیلی فیوری  منتشر شد. هرمیون فارتینگل که گیتار آکوستیک می‌نواخت، به‌همراه بویی و گیتاریست جان هاچینسون گروهی به نام فدرز تشکیل داد. از سپتامبر ۱۹۶۸ تا اوایل ۱۹۶۹، این سه نفر شمار اندکی کنسرت با آمیزه‌ای از سبک‌های فولک، مرسی‌بیت، شعر و میم برگزار کردند.
بویی در پی جدایی از فارتینگل، مستأجر خانهٔ مری فینیگان شد. در فوریه و مارس ۱۹۶۹، او اجرای تور کوتاهی را به همراه گروه دونفرهٔ مارک بولان، یعنی تیرانوزاروس رکس، عهده‌دار شد و در آن نمایش میم برگزار کرد. هنگامی که بویی با فارتینگل فعالیت می‌کرد، از سبک‌های راک اند رول و بلوز کنار می‌گرفت. بویی سپس با فینیگان، کریستینا اوستروم و بری جکسون همدست شد و یکشنبه‌شب‌ها در کلابی به سبک فولک در خیابان بکنهام اجرا می‌کردند. این کلاب تحت تأثیر جنبش Arts Lab بود و بسیار محبوب شد. Arts Lab میزبان جشنواره رایگانی در یک پارک محلی بود که این جشنواره به سوژهٔ ترانهٔ او «خاطره یک جشنواره رایگان» تبدیل گردید.

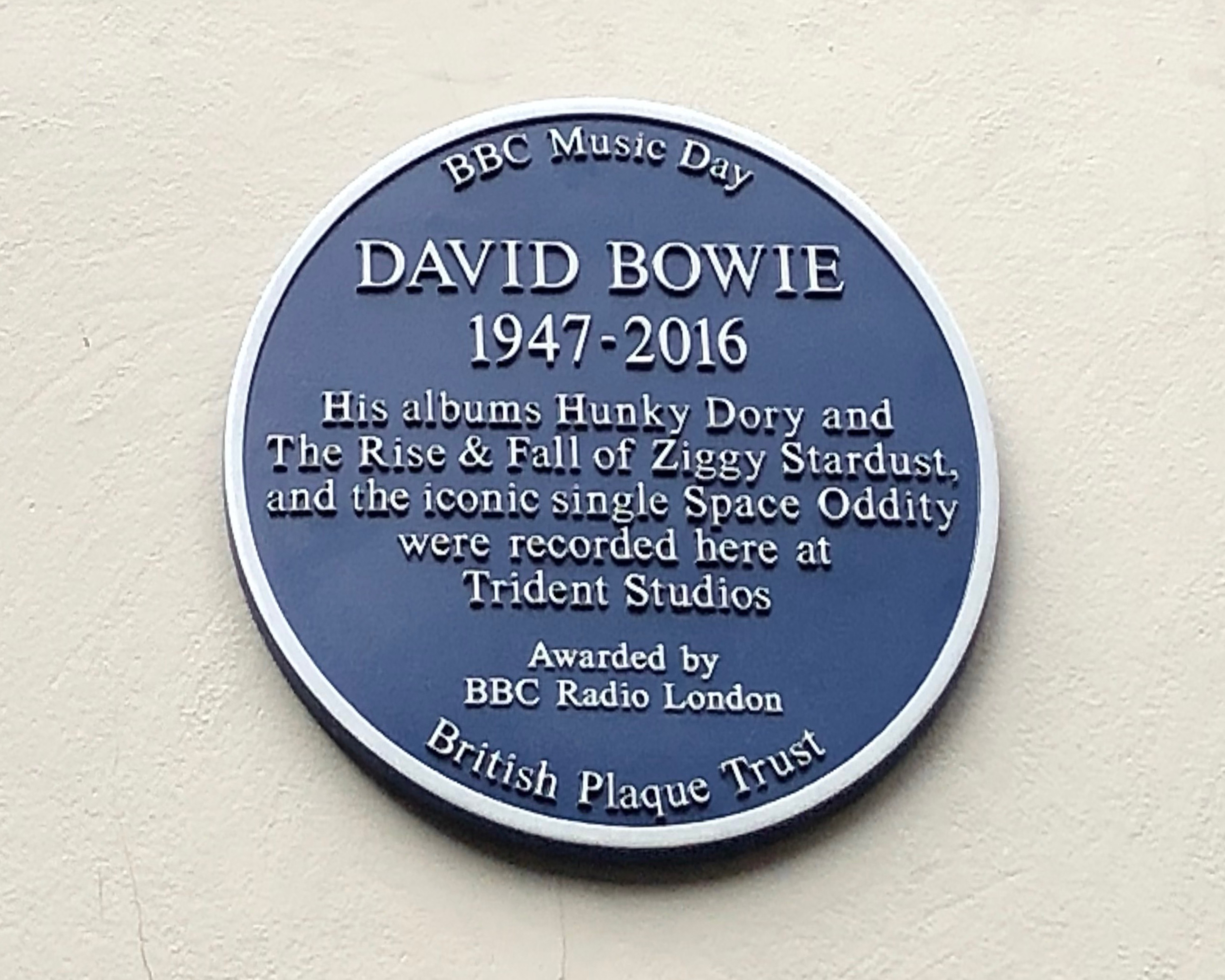
پلاکی در ترایدنت استودیوز در لندن. بویی شش آلبوم بین سال‌های ۱۹۶۹ تا ۱۹۷۴ در آن‌جا ضبط کرد.

کنت پیت با فیلم تا سه‌شنبه دوستت دارم تلاش کرد تا بویی را به مخاطبان بیشتری معرفی کند؛ با این حال، این فیلم تا سال ۱۹۸۴ منتشر نشد. بویی که نسبت به حرفهٔ ناموفق خود احساس بیگانگی می‌کرد و عمیقاً تحت تأثیر جدایی‌اش از فارتینگل قرار گرفته بود، «شگفتی فضایی» را نوشت، داستانی دربارهٔ فضانوردی تخیلی به نام سرگرد تام. این ترانه منجر به عقد قرارداد با مرکوری رکوردز و زیرمجموعه‌اش در بریتانیا، یعنی فیلیپس، شد. این دو ناشر که «شگفتی فضایی» را به شکل تک‌آهنگ در ۱۱ ژوئیه ۱۹۶۹، پنج روز پیش از پرتاب آپولو ۱۱ منتشر کردند. این تک‌آهنگ در میان پنج عنوان برتر جدول فروش بریتانیا رسید، و نخستین و آخرین اثر موفق او در سه سال آینده بود. دومین آلبوم استودیویی بویی در نوامبر ۱۹۶۹ منتشر شد؛ ابتدا نامش در بریتانیا دیوید بویی بود، و باعث سردرگمی شد زیرا آلبوم قبلی همین نام را داشت. در عوض نسخهٔ آمریکایی آلبوم مرد کلمات/مرد موسیقی نام گرفت. این آلبوم در سال ۱۹۷۲ توسط آرسی‌ای رکوردز تحت عنوان شگفتی فضایی به شکل بین‌المللی منتشر شد. این آلبوم با اشعار فلسفی پساهیپی در مورد صلح، عشق و اخلاق بود و سبک فولک راک آکوستیک آن گهگاه با هارد راک تقویت می‌شد. این آلبوم در آن زمان موفقیت تجاری نداشت.
بویی در آوریل ۱۹۶۹ با انجلا بارنت آشنا شد و سال بعد با هم ازدواج کردند. انجلا بر بویی تأثیر مستقیمی گذاشت؛ بویی در سال ۱۹۷۰ تک‌آهنگ «زیباترین ستاره» را برای او نوشت. انجلا نقش همه‌جانبه‌ای در حرفهٔ بویی ایفا می‌کرد. در نتیجه کنت پیت از نفوذ محدودی بر بویی داشت ناراضی بود و از سمت مدیریت او کنار رفت. بویی که با «شگفتی فضایی» خود را به‌عنوان هنرمند تک‌خوان مطرح ساخته بود، خواستار یک گروه تمام وقت بود که بتواند با آن‌ها به ضبط موسیقی بپردازد و از لحاظ فکری با آن‌ها ارتباط برقرار کند. گروهی که بویی گرد هم آورد، مشتمل بر جان کمبریج (درامری که بویی در Arts Lab با او آشنا شد) ویسکانتی (نوازنده باس) و میک رانسن (نوازنده گیتار الکتریک) بود. اعضای این گروه که با نام هایپ شناخته شد، شخصیت‌هایی را برای خود پدیدآوردند و لباس‌های پر نقش و نگاری به تن می‌کردند که سبک گلم عنکبوت‌های اهل مریخ را از پیش نشان می‌داد. پس از برگزاری برنامهٔ موسیقی فاجعه‌باری در راندهاوس لندن، آن‌ها به موقعیتی بازگشتند که در آن بویی به‌عنوان هنرمند تک‌خوان معرفی می‌شد. کار اولیهٔ آن‌ها در استودیو بابت اختلاف نظر شدید بین بویی و کمبریج بر سر شیوه درام نوازی کمبریج خدشه‌دار شد و در نهایت میک وودمنسی جایگزین کمبریج شد. دیری نگذشت که بویی مدیر برنامهٔ خود را اخراج و تونی دفریس را جایگزین او کرد. این کار منجر به سال‌ها دعوای قضایی شد و در نهایت بویی مجبور شد غرامت پیت را بپردازد.
جلسات ضبط استودیویی ادامه یافت و حاصل آن، سومین آلبوم بویی تحت عنوان مردی که دنیا را فروخت (۱۹۷۰) بود. این آلبوم حاوی ارجاعاتی به اسکیزوفرنی، پارانویا و توهم بود. این آلبوم نشان‌دهنده کنار گذاشتن گیتار آکوستیک و سبک فولک راک بود که با آلبوم دومش آغاز شده بود. بویی در این آلبوم به سمت صدای هارد راک بیشتر رفت. مرکوری هزینهٔ یک تور تبلیغاتی در سرتاسر ایالات متحده را پرداخت که در آن بویی، بین ژانویه و فوریه ۱۹۷۱، با رسانه‌ها مصاحبه کرد. طرح روی جلد آلبوم در نسخهٔ بریتانیا که بویی را با لباسی در ظاهر آندروجینی نشان می‌داد دو ماه بعد رونمایی شد. او این لباس را در طول مصاحبه‌ها می‌پوشید و کارش مورد تأیید منتقدان قرار گرفت. جان مندلسون در رولینگ استون  او را «فریبنده، تقریباً یادآور لورن باکال» توصیف کرد.

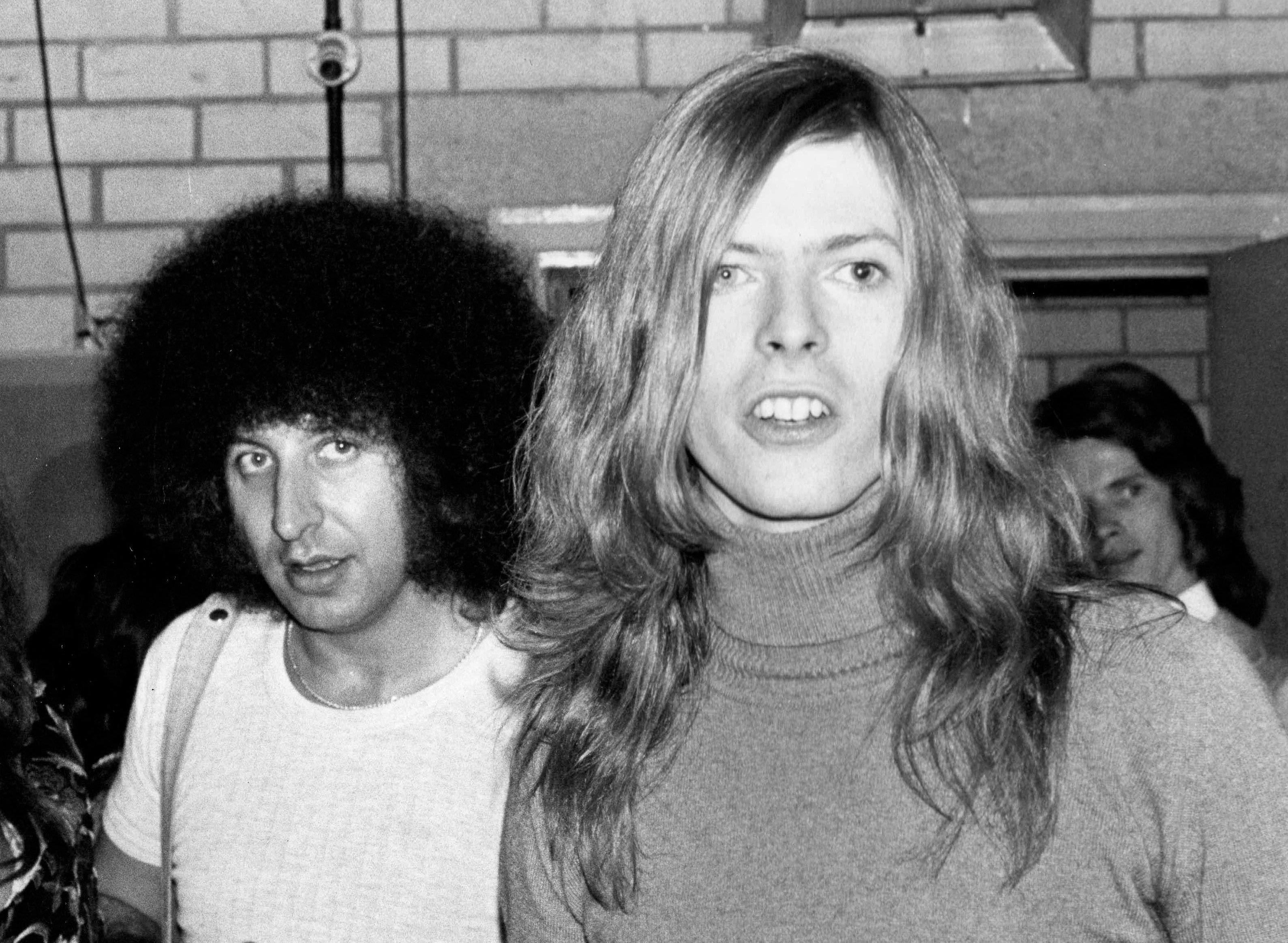
بویی و تونی دفریس در راندهاوس لندن، ۱۹۷۱

در طول تور، مشاهدات بویی از دو هنرمند پروتوپانک جریان‌ساز آمریکایی، او را به ایجاد مفهومی سوق داد که در نهایت در شخصیت زیگی استارداست شکل گرفت: یعنی ادغام شخصیت ایگی پاپ با موسیقی لو رید که باعث به وجود آوردن این شخصیت شد. دوست‌دخترش یادداشت‌هایی خط‌خطی‌شدهٔ او بر روی دستمال زیر نوشیدنی را به یاد می‌آورد که دربارهٔ ستارهٔ راک دیوانه‌ای به‌نام ایگی یا زیگی بود. او همچنین بازگشت بویی به انگلستان و قصدش برای خلق شخصیتی «که به نظر می‌رسد از مریخ فرود آمده» را یادآورد شد. نام خانوادگی «استارداست» ادای احترامی به «لجندری استارداست کابوی» بود که موسیقی‌اش در طول تور به بویی داده شد. بویی بعدها یکی از ترانه‌های او با نام «I Took a Trip on a Gemini Space Ship» را برای آلبوم هیتن (۲۰۰۲) ضبط کرد.
رضایتمندانه (۱۹۷۱) آلبوم بعدی بویی بود. ویسکانتی در این آلبوم حضور نداشت و کن اسکات تهیه‌کنندگی و ترور بولدر گیتار باس آن را عهده‌دار بود. در این آلبوم نیز تغییر سبک به سوی آرت پاپ و پاپ راکِ ملودیک صورت گرفت. علاوه بر این، آلبوم به موضوعات جدی‌تری می‌پرداخت و بویی در قطعاتی از آلبوم به هنرمندان تأثیرگذار ادای احترام می‌کرد: «ترانه‌ای برای باب دیلن»، «اندی وارهول» و «کویین بچ». این نخستین آلبوم اوست که از طریق ناشر آرسی‌ای عرضه شد. این آلبوم نقدهای بسیار مثبتی از سوی منتقدان گرفت؛ با این حال یک شکست تجاری بود، تا حدی به دلیل عدم تبلیغ از سوی این ناشر. در رابطه با حرفهٔ بویی، رضایتمندانه آلبومی دانسته می‌شود که در آن «بویی شروع به بویی شدن کرد» و در آن صدا و سبک خود را کشف کرد.

### دورهٔ گلم راک (۱۹۷۲–۱۹۷۴)

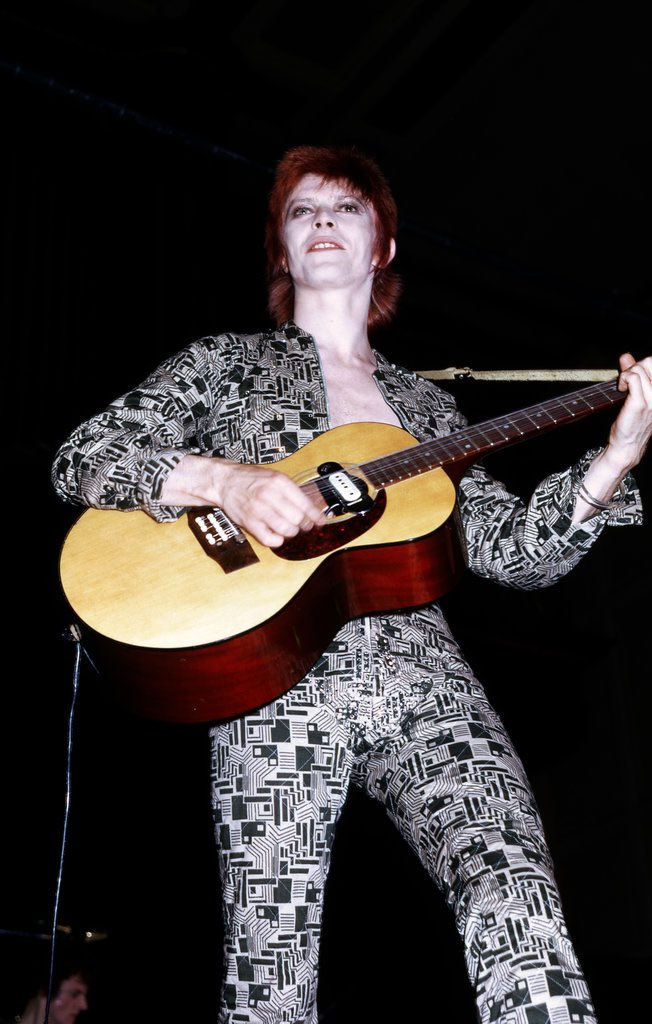
بویی در طول تور زیگی استارداست، ۱۹۷۲

بویی در نقش شخصیت زیگی استارداست، لباس چشم‌نوازی به تن می‌کرد و رنگ موهایش را به قهوه‌ای نسبتاً قرمز تغییر می‌داد. او نمایش زیگی استارداست را از ۱۰ فوریهٔ ۱۹۷۲ به‌همراه اسپایدرز فرام مارس—رانسن، بولدر و وودمنسی—در تالوورث واقع در کینگستون آپون تیمز به راه انداخت. این نمایش به‌شدت محبوب بود، همان‌طور که بویی طی شش ماه آینده در بریتانیا تور برگزار می‌کرد و به شهرت رسید. زندگی‌نامه‌نویس دیوید باکلی، آن را «فرقهٔ بویی» توصیف کرده که «منحصر به فرد» بود، «تأثیر آن به‌مدت بیشتری ادامه پیدا کرد و شاید تقریباً از هر نیروی دیگری در جهان شیفتگان پاپ خلاقانه‌تر بوده است.» ظهور و سقوط زیگی استارداست و عنکبوت‌ها از مریخ ترکیبی از عناصر هارد راک مردی که دنیا را فروخت با راک تجربه‌گرایانه و پاپ رضایتمندانه را برخوردار بود و در ژوئن همان سال منتشر شد. این یکی از آلبوم‌های تعیین‌کنندهٔ سبک گلم راک بود. «استارمن» که به‌عنوان تک‌آهنگ در آوریل آن سال پیش از آلبوم منتشر شد، موفقیت چشمگیر بویی در بریتانیا را تثبیت کرد: هم آلبوم و هم تک‌آهنگ در پی اجرای ژوئیهٔ او در برنامهٔ بهترین‌های پاپ به‌سرعت وارد جدول فروش شدند. این آلبوم به‌مدت دو سال در جدول فروش باقی ماند، و خیلی زود آلبوم رضایتمندانه نیز وارد جدول شد. در همان زمان، تک‌آهنگ بی‌آلبوم «جان، من فقط می‌رقصم» و «همه رفقای جوان» (ترانه‌ای که او برای مات د هوپل نوشت و تهیه کرد) در بریتانیا موفق بودند. برگزاری تور زیگی استارداست در ایالات متحده ادامه پیدا کرد.
بویی در آلبوم تک‌خوان مبدل اثر لو رید، نوازندگی گیتار و سازهای شستی‌دار و آوازهای پس‌زمینه را به عهده داشت. این آلبوم مشترکاً به‌دست بویی و میک رانسن تهیه شد. سال بعد، بویی در کنار ایگی پاپ، آلبوم قدرت خام گروه استوجز را تهیه و میکس کرد. علاءالدین سالم خودش (۱۹۷۳) به نخستین آلبوم نامبروان او در بریتانیا تبدیل شد. بویی آن را «زیگی به آمریکا می‌رود» توصیف کرد. این آلبوم حاوی قطعاتی بود که او هنگام سفر به ایالات متحده و در سرتاسر ایالات متحده در طول اجراهای اولیهٔ تور زیگی استارداست نوشت. او اکنون تور زیگی استارداست را برای تبلیغ آلبوم جدید در ژاپن ادامه می‌داد. تک‌آهنگ‌های «جین جینی» و «درایو-این ستردی» از این آلبوم به میان پنج عنوان برتر جدول فروش بریتانیا راه یافتند.
شیفتگی بویی به بازیگری منجر به عجین‌شدگی در شخصیت‌هایی شد که خود برای موسیقی‌هایش خلق کرده بود. او گفت: «بیرون از صحنه یک ربات هستم. روی صحنه به احساسات دست می‌یابم. احتمالاً به همین دلیل است که پوشیدن لباس زیگی را به دیوید بودن ترجیح می‌دهم.» با اینکه خشنود بود، اما مشکلات شخصی شدیدی به وجود آمد: با ایفای همان نقش در مدت طولانی، برای او غیرممکن می‌شد که در پشت صحنه خود را از قالب شخصیتی زیگی استارداست—و بعدها، دوک سفید لاغر— خارج کند. بویی بیان کرد که زیگی، «من را برای سال‌های متمادی تنها نمی‌گذاشت. آن زمان بود که همه چیز شروع به ناخوشایندی کرد… تمام خصوصیات شخصی من تحت تأثیر قرار گرفت. بسیار خطرناک شد. واقعاً در مورد سلامت روانی‌ام شک داشتم.» بویی در اجراهای بعدی زیگی، که شامل ترانه‌هایی از آلبوم‌های زیگی استارداست و علاءالدین سالم بود، کارهای نمایشی مملوّ از صحنه‌های تکان‌دهنده اجرا می‌کرد، مانند درآوردن بیشتر لباس‌ها و پوشیدن لباس کشتی‌گیری سومو یا شبیه‌سازی آمیزش جنسی دهانی با گیتار رانسن. بویی در نقش زیگی به مصاحبه‌های مطبوعاتی پرداخت و سپس در ۳ ژوئیهٔ ۱۹۷۳ روی صحنهٔ همرسمیت آپولو خود را به‌طرز غیرمنتظره‌ای از این شخصیت بازنشست کرد.
به‌دنبال از هم پاشیدن گروه اسپایدرز، بویی تلاش کرد وجههٔ زیگی را متوقف کند و به کار دیگری بپردازد. مجموعهٔ کامل آثارش اکنون بسیار مورد توجه بود: مردی که دنیا را فروخت در سال ۱۹۷۲ به همراه شگفتی فضایی دوباره منتشر شد. «زندگی در مریخ؟» از آلبوم رضایتمندانه در ژوئن ۱۹۷۳ منتشر شد و در جدول تک‌آهنگ‌های بریتانیا به رتبه سوم رسید. همچنین ترانهٔ «نوم خندان» (مربوط به سال ۱۹۶۷) به‌تازگی ضبط شد و در سپتامبر آن
سال به جدول تک‌آهنگ‌های بریتانیا راه یافت و به رتبهٔ ششم رسید. آلبوم پین‌آپ‌ها که مجموعه‌ای از بازخوانی‌های ترانه‌های مورد علاقه‌اش از دههٔ ۱۹۶۰ بود، در اکتبر همان سال منتشر شد و در صدر جدول بریتانیا قرار گرفت. تعداد کل آلبوم‌های بویی که هم‌زمان در جدول بریتانیا بودند، به شش رسید. همچنین بویی به پرفروش‌ترین هنرمند سال ۱۹۷۳ در بریتانیا تبدیل شد.

### «سول پلاستیکی» و دوک سفید لاغر (۱۹۷۴–۱۹۷۶)

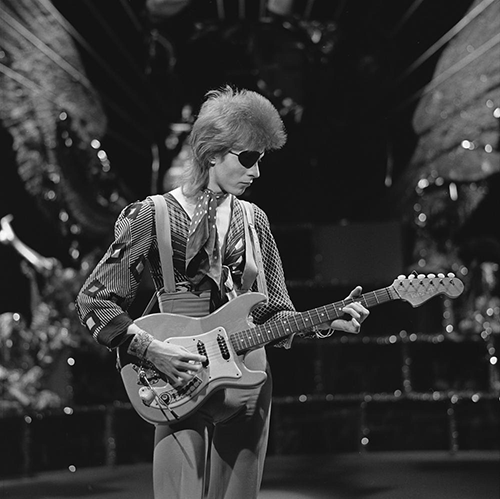
بویی هنگام اجرای «ربل ربل»، فوریهٔ ۱۹۷۴

بویی در سال ۱۹۷۴ به آمریکا رفت؛ ابتدا در نیویورک سیتی اقامت داشت و سپس در لس آنجلس مستقر شد. سگ‌های الماسی (۱۹۷۴) که بویی در بخش‌هایی از آن به سول و فانک متمایل شد، محصول دو ایدهٔ متمایز بود: موزیکال مبتنی بر آینده‌ای پرآشوب در شهری پساآخرالزمانی، و پرداختن به رمان ۱۹۸۴ اثر جرج اورول. این آلبوم به صدر جدول بریتانیا رسید و در آمریکا پنجم شد. همچنین تک‌آهنگ‌های موفق «ربل ربل» و «سگ‌های الماسی» را به همراه داشت. برای پشتیبانی از آلبوم، تور سگ‌های الماسی بین ژوئن و دسامبر ۱۹۷۴ برگزار شد و بویی از شهرهای آمریکای شمالی بازدید کرد. بویی در فیلم مستند مربوط، بازیگر خل، به شکل رنگ‌پریده و لاغری حضور داشت: این تور هم‌زمان شد با وخامت او بر اثر مصرف شدید کوکائین که به آن اعتیاد پیدا کرده بود. اعتیاد او به کوکائین باعث ناتوانی جسمی شدید، پارانویا و مشکلات عاطفی شد. او بعداً گفت که نام آلبوم زندهٔ دیوید لایو، باید «دیوید بویی زنده و تندرست است و فقط در تئوری زندگی می‌کند» می‌بود. با این حال دیوید لایو  جایگاه بویی را به عنوان سوپراستار تثبیت کرد و به رتبه دوم جدول بریتانیا و رتبه هشتم جدول ایالات متحده رسید. همچنین بازخوانی ترانهٔ «ضربه به چوب» اثر ادی فلوید موفق به کسب رتبه دهم در بریتانیا شد. پس از وقفه‌ای در فیلادلفیا (که بویی در آنجا آثار جدیدی را ضبط کرد) تور با تأکید جدیدی بر سبک سول از سر گرفته شد.

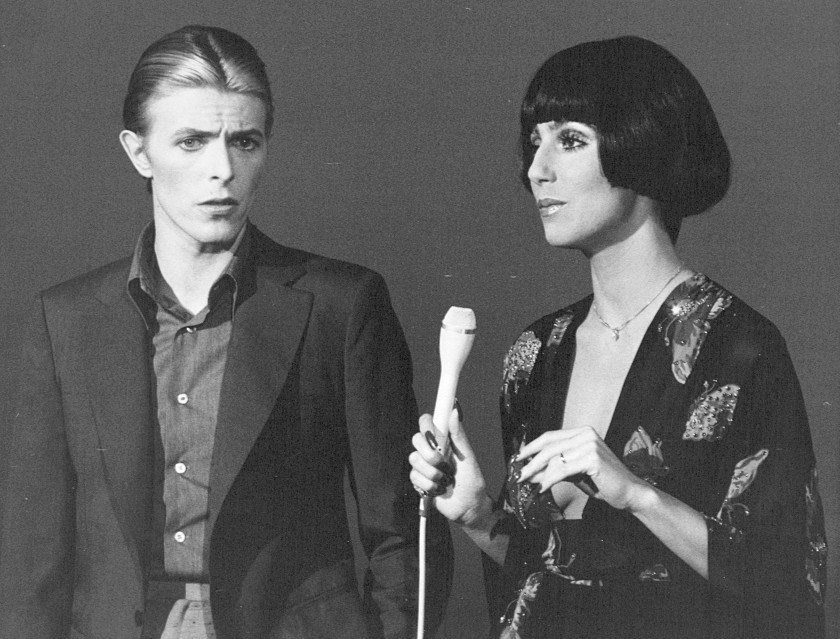
بویی و شر، ۱۹۷۵

نتیجه جلسات ضبط فیلادلفیا، آلبوم آمریکایی‌های جوان (۱۹۷۵) بود. سندفورد نوشت: «طی سال‌ها، بیشتر راکرهای بریتانیایی به هر طریقی سعی کردند تا نتیجتاً سیاه‌پوست شوند. تعداد معدودی مانند بویی موفق شده بودند.» آوای آلبوم که بویی آن را «سول پلاستیکی» معرفی کرد، یک تغییر اساسی در سبکی ایجاد کرد که ابتدا باعث رویگردانی بسیاری از طرفدارانش در بریتانیا شد. آمریکایی‌های جوان در ایالات متحده و بریتانیا موفقیت تجاری بود و بویی با ترانهٔ «شهرت» نخستین ترانهٔ نامبروان خود در ایالات متحده را به دست آورد. بویی با پخش مجدد تک‌آهنگ سال ۱۹۶۹ «شگفتی فضایی» چند ماه پس از «شهرت» به نخستین ترانهٔ نامبروان خود در بریتانیا دست یافت. در همان سال، بویی دفریس را از مدیریت برنامه‌هایش برکنار کرد. در اوج دعوای حقوقی چندماهه که پس از آن رخ داد، سندفورد نوشت که بویی شاهد واگذاری «میلیون‌ها دلار از درآمدهای آینده‌اش» در آن چیزی است که «برای دفریس شرایط بسیار پربرکتی» بود. آنگاه بویی «خودش را در خیابان وست بیستم حبس کرد و در آن‌جا به‌مدت یک هفته صدای ضجه‌هایش از در قفل‌شده اتاق زیرشیروانی شنیده می‌شد.» مایکل لیپمن، وکیل بویی در جریان مذاکرات، مدیر برنامهٔ جدیدش شد؛ لیپمن نیز به نوبه خود پس از اینکه سال بعد اخراج شد، غرامت قابل توجهی به دست آورد.
بویی در آلبوم ایستگاه به ایستگاه (۱۹۷۶) و قطعهٔ هم‌نام آلبوم، پرسونای جدیدی به وجود آورد که دوک سفید لاغر نام داشت. این شخصیت به‌لحاظ عینی برگرفته از توماس جروم نیوتن بود، موجود فرازمینی که او همان سال در فیلم مردی که به زمین سقوط کرد به تصویر کشیده بود. این آلبوم سبک فانک و سول آمریکایی‌های جوان را گسترش می‌داد و متأثر از ژانر آلمانی کراوت‌راک بود. اعتیاد بویی به کوکائین در این دوره به اوج رسید. در طول جلسات ضبط ایستگاه به ایستگاه، او اغلب به مدت سه تا چهار روز نمی‌خوابید و بعداً گفت تقریباً هیچ‌چیز از مراحل تولید را به خاطر نمی‌آورد. سلامت روانی او — به اعتراف خودش — بر اثر کوکائین مخدوش شده بود؛ او در قطعهٔ آغازین ده دقیقه‌ای آلبوم به این مخدر اشاره کرد. پس از این آلبوم تور ایزولار در اروپا و آمریکای شمالی برگزار شد و بویی روی صحنه در نقش دوک سفید لاغر به اجرا می‌پرداخت. گروهی که برای ضبط آلبوم و تور گرد هم آمدند، تا پایان دههٔ ۱۹۷۰ عضو پایدار بودند.

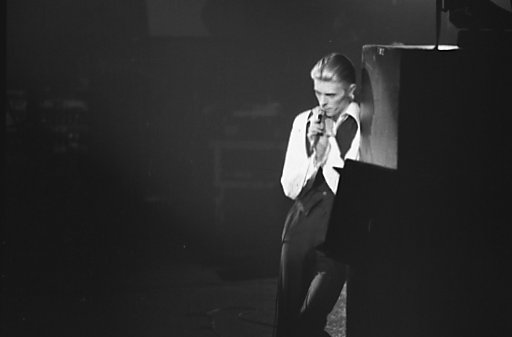
بویی در نقش دوک سفید لاغر، ۱۹۷۶

این تور بسیار موفق، اما غرق در جنجال‌های سیاسی بود. بویی در استکهلم نقل کرد «بریتانیا می‌تواند از یک رهبر فاشیست بهره‌مند شود». او به‌علت در اختیار داشتن لوازم وابسته به نازی، به‌وسیلهٔ گمرک مرز روسیه/لهستان بازداشت شد. این مسائل در لندن و طی رویدادی که به «حادثه ایستگاه ویکتوریا» معروف شد، به نقطهٔ بحرانی رسید. هنگامی که بویی با خودروی کروکی مرسدس بی‌سقف به آن‌جا رسید، برای جمعیت در حالتی دست تکان داد که برخی ادعا می‌کنند سلام نازی بوده است و در دوربین ثبت و به‌وسیلهٔ ان‌ام‌ئی منتشر شده است. بویی گفت که عکاس این تصویر را در میانهٔ دست تکان دادن گرفته است. او بعداً اعتیاد به کوکائین، شخصیت دوک سفید لاغر و زندگی در لس آنجلس را مقصرِ بیان اظهارات به‌نفعِ فاشیسم و رفتار خود در این دوره دانست. بویی بعداً گفت لس آنجلس «باید از روی زمین محو شود». او سپس بابت این گفته‌ها عذرخواهی کرد و در طول دهه‌های ۱۹۸۰ و ۱۹۹۰ از نژادپرستی در سیاست اروپا و صنعت موسیقی آمریکا انتقاد کرد. با این وجود، نظرات او در مورد فاشیسم منجر به پایه‌گذاری جنبش راک علیه نژادپرستی شد.

### دورهٔ برلین (۱۹۷۶–۱۹۷۹)

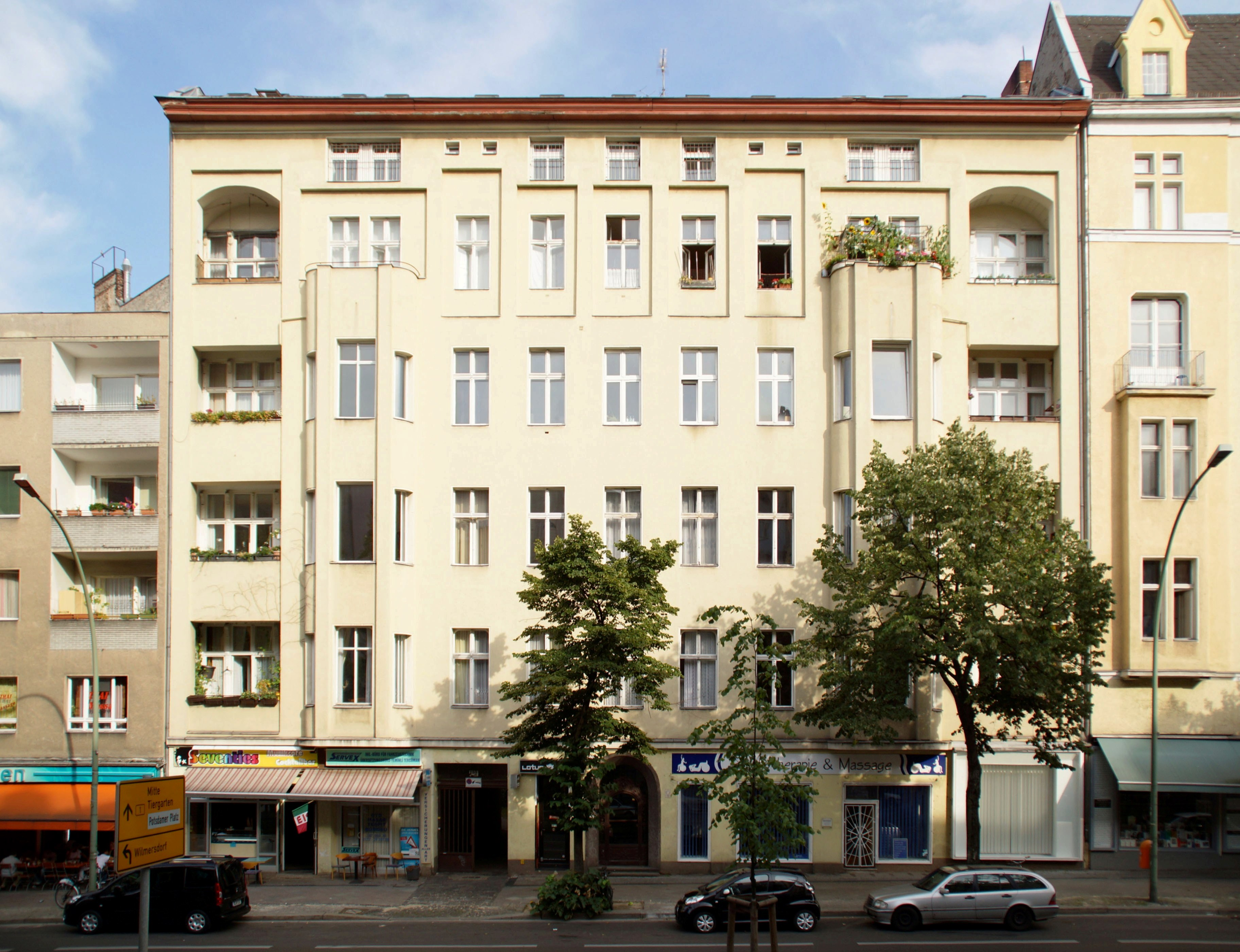
آپارتمان واقع در شونبرک، برلین، که بویی از ۱۹۷۶ تا ۱۹۷۸ در آن‌جا زندگی می‌کرد

در اوت ۱۹۷۶، بویی به‌همراه دوست قدیمی‌اش ایگی پاپ به برلین غربی رفت تا از شر اعتیاد به مواد مخدر خلاص و از کانون توجه دور شوند. علاقهٔ بویی به ژانر آلمانی کراوت‌راک و آثار امبینت موسیقی‌دان برایان اینو نهایتاً به نخستین آلبوم — از سه آلبومی که به سه‌گانه برلین مشهور شد — ختم گردید. این آلبوم، یعنی کم (۱۹۷۷) در فرانسه ضبط شد و متأثر از کراوت‌راک و موسیقی تجربی بود. پیش از ضبط آن، بویی نخستین آلبوم تک‌خوان ایگی پاپ یعنی ابله را تهیه‌کنندگی کرد که از سوی زندگی‌نامه‌نویس نیکولاس پگ، سکوی پرتابی بین ایستگاه به ایستگاه و کم توصیف شد. کم در نوامبر تکمیل شد، اما به مدت سه ماه منتشر نشد. آرسی‌ای این آلبوم را از نظر تجاری نتیجه‌بخش نمی‌دید. مدیر برنامهٔ سابق بویی، تونی دفریس، که منافع مالی قابل توجهی در امور بویی داشت، نیز سعی کرد از انتشار آن جلوگیری کند. بلافاصله پس از انتشارش در ژانویهٔ ۱۹۷۷، تک‌آهنگ «صدا و بینایی» در بریتانیا به رتبهٔ سوم رسید و خود آلبوم نسبت به ایستگاه به ایستگاه عملکرد بهتری در جدول بریتانیا داشت و به رتبهٔ دوم رسید. خود بویی آلبوم را تبلیغ نکرد؛ در عوض طی ماه مارس و آوریل به‌همراه پاپ به‌عنوان نوازنده ساز شستی‌دار تور برگزار کرد. او سپس تهیه‌کنندگی آلبوم بعدی پاپ، شهوت زندگی، را بر عهده داشت.
دومین آلبوم سه‌گانه "قهرمانان" (۱۹۷۷) بود که رویکرد مینیمالیست و سازگرایانهٔ کم را تکرار، پاپ و راک را تا حد زیادی تلفیق کرد، و در آن گیتاریست رابرت فریپ به بویی ملحق شده بود. این تنها آلبومی بود که به‌طور کامل در برلین ضبط شد. این آلبوم در بریتانیا به رتبهٔ سوم رسید. «"قهرمانان"» قطعه‌ای هم‌نام در آلبوم بود که به دو زبان آلمانی و فرانسوی خوانده شد. این تک‌آهنگ اگرچه در بریتانیا به رتبهٔ ۲۴ رسید، اما بعداً به یکی از ترانه‌های به‌خوبی شناخته‌شدهٔ بویی تبدیل شد. برخلاف کم، بویی "قهرمانان" را خیلی تبلیغ، و قطعهٔ هم‌نام را در برنامه تلویزیونی مارک بولان و ویژ برنامهٔ کریسمسی بینگ کرازبی اجرا کرد. او در برنامهٔ کرازبی به او ملحق شد و در کنارش «صلح در زمین/پسرک درامر» را اجرا کرد. این اثر نسخه‌ای از ترانهٔ «پسرک درامر» بود که ورس جدید و کنترپوانی داشت. آرسی‌ای این قطعه را با تأخیر پنج سال بعد در سال ۱۹۸۲ به‌عنوان تک‌آهنگ منتشر کرد و به رتبه سوم جدول بریتانیا رسید.

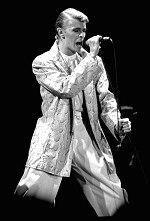
بویی هنگام اجرا در اسلو، نروژ، ۱۹۷۸

پس از تکمیل کم و "قهرمانان"، بویی بخش عمدهٔ سال ۱۹۷۸ را در تور جهانی ایزولار دوم گذراند و موسیقی دو آلبوم نخست سه‌گانهٔ برلین را طی ۷۰ کنسرت در ۱۲ کشور برای تقریباً یک میلیون نفر اجرا کرد. او در حال حاضر مواد مخدر را ترک کرده بود. باکلی می‌نویسد که ایزولار دوم «نخستین تور بویی در پنج سال گذشته بود که در آن احتمالاً پیش از روی صحنه رفتن، خود را با مقادیر زیادی کوکائین بی‌حس نکرده بود…» ضبط اجراهای این تور آلبوم زنده استیج را تشکیل داد که در همان سال منتشر شد. بویی همچنین گویندگی اقتباسی از مجموعهٔ کلاسیک پیتر و گرگ سرگئی پروکفیف را به عهده گرفت که در مهٔ ۱۹۷۸ به‌عنوان آلبوم منتشر شد.
آخرین قطعه در آنچه که بویی «سه‌لتی» خود نامید، مستأجر (۱۹۷۹) بود. این آلبوم از ماهیت مینیمالیستی و امبینت دو آلبوم قبلی پرهیز کرد و نشان‌دهندهٔ بازگشتی ناکامل به راک و پاپ مبتنی بر درام و گیتار در دوران پیش از برلین بود. مستأجر ترکیبی پیچیده از موج نو و موسیقی ملل بود. این آلبوم در سوئیس و نیویورک سیتی ضبط شده است. پیش از انتشار، مل ایلبرمن در آرسی‌ای، آن را «آلبومی مفهومی که مستأجر را به‌عنوان سرگردان بی‌خانمان به تصویر می‌کشد، طردشده و قربانی فشارهای زندگی و تکنولوژی» توصیف کرد. مستأجر در بریتانیا به رتبهٔ چهار و در ایالات متحده به رتبهٔ ۲۰ رسید و تک‌آهنگ‌های آن، «پسرها در حال تاب خوردن هستند» و «دی‌جی» در بریتانیا موفق بودند. در اواخر سال، بویی و انجی مراحل طلاق را آغاز کردند و پس از ماه‌ها نزاع در دادگاه، ازدواج آن‌ها در اوایل سال ۱۹۸۰ پایان یافت. سه آلبوم مذکور بعداً توسط آهنگساز آمریکایی فیلیپ گلس در سال‌های ۱۹۹۲، ۱۹۹۷ و ۲۰۱۹ به سمفونی‌های موسیقی کلاسیک تبدیل شدند. گلس از بویی بابت خلق «قطعات نسبتاً پیچیدهٔ موسیقی که به‌عنوان قطعات ساده ظاهر جدید به خود می‌دهند» تمجید کرد.

### دورهٔ نیو رمانتیک و پاپ (۱۹۸۰–۱۹۸۸)
بویی دههٔ جدید را با هیولاهای ترسناک (و ابروحشتناک‌ها) (۱۹۸۰) آغاز کرد. این آلبوم با تک‌آهنگ نامبروان «خاکستر به خاکستر» معرفی شد؛ اثری با اجرای گیتار-سینث‌سایزر به نوازندگی چاک همر که دوباره به سراغ شخصیت سرگرد تام از «شگفتی فضایی» رفت. این ترانه باعث شد جنبش زیرزمینی نیو رمانتیک در معرض دید بین‌المللی قرار گیرد، زیرا بویی به کلاب «بلیتز» (پاتوق اصلی نیو رمانتیک) در لندن رفت و چند نفری از اعضای پایدار آن‌جا را برای حضور در موزیک ویدئوی «خاکستر به خاکستر» — یکی از خلاقانه‌ترین موزیک ویدئوهای تاریخ — به کار گرفت. هیولاهای ترسناک اصول مطرح‌شده در آلبوم‌های برلین را به کار می‌برد. رابرت فریپ و پیت تاونزند نقش برجسته‌ای در نواختن گیتارِ هارد راک آلبوم داشتند. این آلبوم برای نخستین بار از زمان سگ‌های الماسی، در صدر جدول آلبوم‌های بریتانیا قرار گرفت و همچنین با تحسین همگانی منتقدان روبه‌رو شد. به نوشتهٔ باکلی، بویی با هیولاهای ترسناک به «نقطهٔ تعادل کامل» در خلاقیت و موفقیتِ جریان اصلی دست یافت.

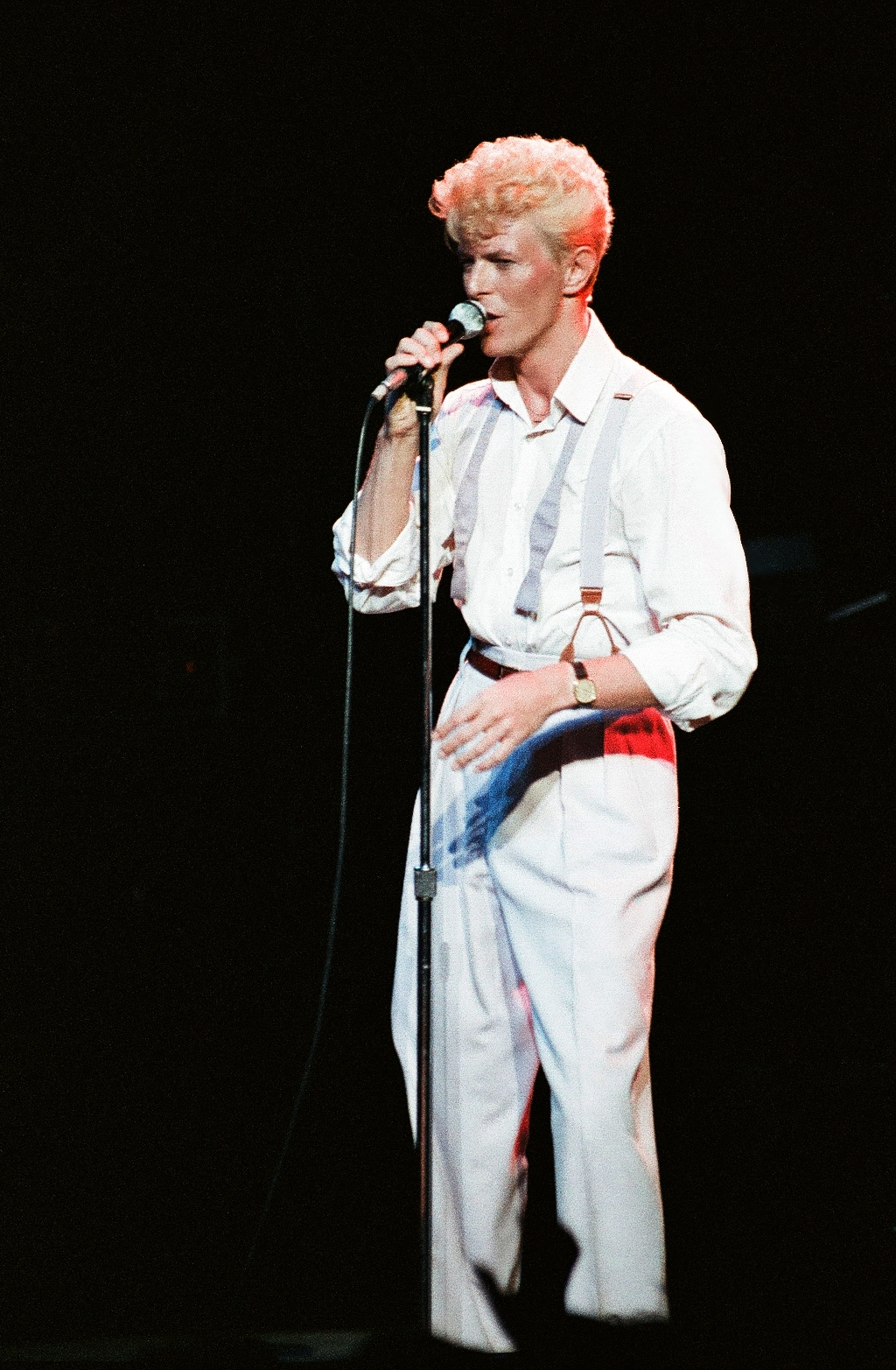
بویی در تور مهتاب جدی، ۱۹۸۳

بویی در سال ۱۹۸۱ برای انتشار تک‌آهنگی یک‌باره، یعنی «تحت فشار»، با کوئین همکاری کرد. این ترانه، دوئت موفقیت‌آمیزی بود و سومین تک‌آهنگ نامبروان بویی در بریتانیا شد. به بویی نقش اصلی اقتباس تلویزیونی سال ۱۹۸۲ بی‌بی‌سی از نمایش‌نامه بعل اثر برتولت برشت داده شد. همزمان با پخش اقتباس، یک ئی‌پی پنج قطعه‌ای از ترانه‌های این نمایش‌نامه، تحت عنوان بعل، منتشر شد. در مارس ۱۹۸۲، ترانهٔ بویی برای فیلم آدم‌های گربه‌ای ساختهٔ پل شریدر در قالب تک‌آهنگ منتشر شد. این ترانه با همکاری جورجو مورودر موفقیت متوسطی در ایالات متحده داشت و در میان ۳۰تای برتر جدول بریتانیا قرار گرفت. بویی در همان سال ناشر آرسی‌ای را ترک کرد، زیرا به‌طور فزاینده‌ای از آن‌ها ناراضی شده بود و قرارداد جدیدی با ئی‌ام‌آی آمریکا رکوردز امضا کرد. مبلغ این قرارداد ۱۷ میلیون دلار گزارش شد. توافق‌نامه قطع همکاری سال ۱۹۷۵ با تونی دفریس نیز در سپتامبر همان سال به پایان رسید.
بویی در سال ۱۹۸۳ با آلبوم بیا برقصیم به اوج محبوبیت و موفقیت تجاری رسید. این آلبوم به تهیه‌کنندگی نایل راجرز از گروه شیک، هم در بریتانیا و هم در ایالات متحده گواهی پلاتین کسب کرد. تک‌آهنگ آغازین آلبوم «بیا برقصیم» نام داشت که حاوی سبک‌های مختلفی بود و در کشورهای متعددی از جمله بریتانیا و آمریکا صدر جدول فروش رسید. باکلی موزیک ویدئوهای این آلبوم را جذاب عنوان کرد که «کهن الگوهای کلیدی در دنیای پاپ را به کار گرفته است». استیوی ری وان، گیتاریست بلوز که در آن زمان ناشناخته بود، هنرمند مهمان این آلبوم بود و در ترانهٔ «بیا برقصیم» نقش برجسته ای داشت. آلبوم بیا برقصیم ۱۰٫۷ میلیون نسخه در سراسر جهان فروش داشته و به پرفروش‌ترین آلبوم بویی تبدیل شده است. این آلبوم با تور شش ماههٔ مهتاب جدی همراه بود که بسیار موفق شد. در جوایز موسیقی ویدئوی ام‌تی‌وی سال ۱۹۸۴، بویی دو جایزه شامل جایزهٔ پیشتاز ویدئو را دریافت کرد.
امشب (۱۹۸۴) آلبوم رقص‌محور دیگری از بویی بود و در آن با پاپ و تینا ترنر همکاری کرد. این اثر که مشترکاً به‌دست هیو پدگام تهیه شده بود، شامل تعدادی ترانهٔ بازخوانی‌شده، از جمله سه بازخوانی از پاپ و بازخوانی ترانهٔ ۱۹۶۶ بیچ بویز با عنوان «فقط خدا می‌دونه» بود. این آلبوم تک‌آهنگ «جین آبی» را داشت که در بریتانیا و آمریکا به ۱۰تای برتر جدول رسید و الهام‌بخش فیلم کوتاهی به کارگردانی جولین تمپل شد. بویی در آن نقش دوگانه قهرمان رمانتیک و و ستاره راک متکبری را بازی کرد. این فیلم کوتاه برای بویی برد جایزه گرمی در رشتهٔ بهترین موزیک ویدئوی کوتاه را به دنبال داشت. در اوایل سال ۱۹۸۵، همکاری بویی با گروه پت متنی با عنوان «این آمریکا نیست» برای موسیقی متن فیلم شاهین و آدم‌برفی، در قالب تک‌آهنگ منتشر شد. در ژوئیه همان سال، بویی در ورزشگاه ومبلی برای کنسرت خیریه‌ای لایو اید اجرا کرد. بویی و میک جگر بازخوانی «رقصیدن در خیابان» از مارتا و واندلاس را به‌عنوان تک‌آهنگ در جذب کمک مالی اجرا کردند که در بریتانیا به رتبه یک و در ایالات متحده رتبه هفتم رسید. ویدئوی آن برای نخستین بار در طول لایو اید پخش شد.

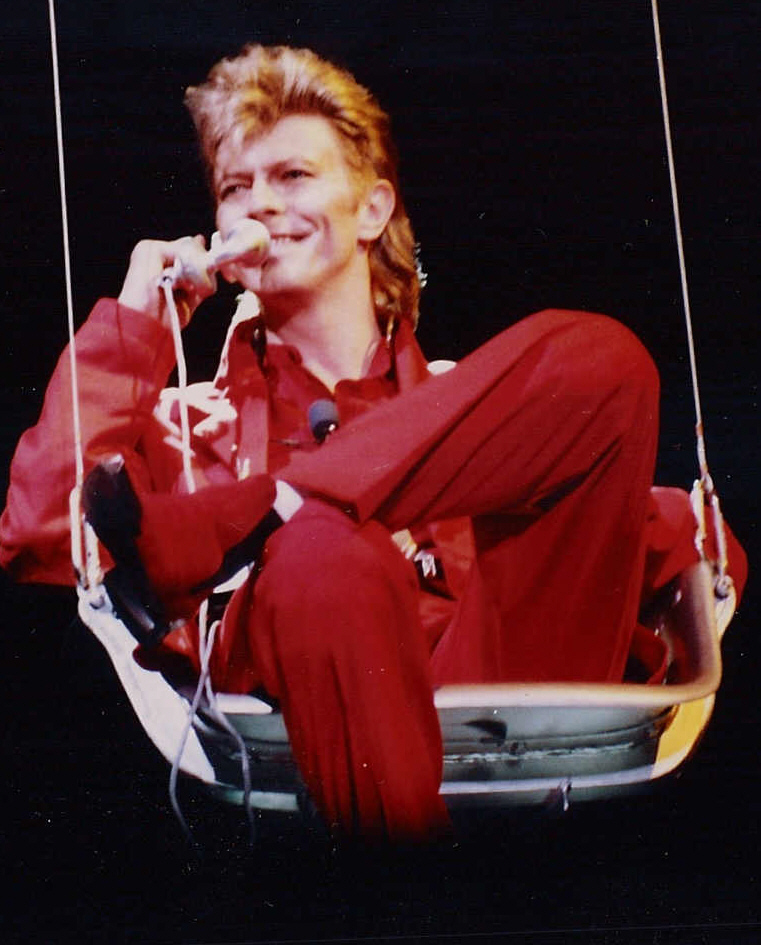
بویی در تور عنکبوت شیشه‌ای، ۱۹۸۷

بویی در فیلم مبتدیان مطلق (۱۹۸۶) به ایفای نقش پرداخت و ترانهٔ ضبط‌شدهٔ او برای این فیلم به رتبه دوم جدول بریتانیا رسید. او همچنین با آهنگساز ترور جونز کار کرد و پنج ترانهٔ غیراقتباسی برای فیلم ۱۹۸۶ هزارتو نوشت و در آن فیلم هم بازی کرد. هیچ‌وقت ناامیدم نکن (۱۹۸۷) واپسین آلبوم تک‌خوان او در دهه ۱۹۸۰ بود، که در آن آوای شاد دو آلبوم قبلی خود را کنار گذاشت، و در عوض پاپ راک را با آوای هارد راک تلفیق کرد. این آلبوم یکی از ضعیف‌ترین کارهای بویی دانسته می‌شود. خود او بعدها آن را پایین‌ترین حد خود و «آلبومی افتضاح» توصیف کرد. او این آلبوم را در تور کنسرتی عنکبوت شیشه‌ای پشتیبانی کرد. در سال‌های بعد منتقدان به نقاط قوت این تور و تأثیر آن بر تورهای کنسرت هنرمندان دیگر مانند پرینس، مدونا و یوتو اذعان داشتند.

### تین مشین (۱۹۸۹–۱۹۹۱)
در پی شکست هنری امشب و هیچ‌وقت ناامیدم نکن، بویی قصد داشت حرفهٔ خودش را کاملاً احیا کند. او پس از آشنایی با گیتاریست ریوز گابرلز، کار انفرادی خود را به حالت تعلیق درآورد و گروه چهارنفرهٔ هارد راک تین مشین را پایه‌گذاری کرد. این ترکیب با حضور تونی و هانت سیلز، نوازنده بیس و درامر، که در سال ۱۹۷۷ با بویی در آلبوم شهوت زندگی ایگی پاپ کار کرده بودند، تکمیل شد. به رغم اینکه بویی قصد داشت تین مشین از دموکراسی برخوردار باشد، با این حال هم ترانه‌سرایی و هم تصمیم‌گیری‌ها زیر سیطرهٔ او بود. نخستین آلبوم هم‌نام گروه در سال ۱۹۸۹ با نقدهای مختلطی روبه‌رو شد ناشر ئی‌ام‌آی از اشعار موعظه‌کننده و همچنین موسیقی یکنواخت و ساختار مینیمالیست این آلبوم گله‌مند بود. به باور منتقدان آل‌میوزیک و آلتیمت کلسیک راک، این آلبوم جلوتر از زمان خود بود و اگر پنج تا شش سال بعد منتشر می‌شد، تحسین بیشتری را به خود جلب می‌کرد. این آلبوم در بریتانیا به رتبه سوم رسید و با یک تور دوازده روزه پشتیبانی شد.

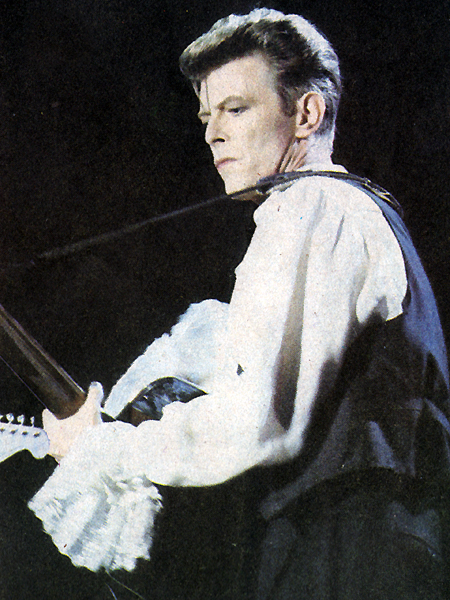
بویی در تور صدا+بینایی، ۱۹۹۰

این تور با موفقیت تجاری همراه بود، اما یک بی‌میلی فزاینده در بین طرفداران و منتقدان مبنی بر پذیرش جایگاه بویی صرفاً به‌عنوان عضو گروه وجود داشت. مجموعه‌ای از تک‌آهنگ‌های تین مشین در جدول شکست خوردند و بویی پس از اختلاف نظر با ئی‌ام‌آی، این ناشر را ترک کرد. همانند مخاطبان و منتقدانش، خود بویی به‌طور فزاینده‌ای از نقش خود در کسوتِ فقط یکی از اعضای گروه ناراضی شد. تین مشین کار بر روی آلبوم دوم را آغاز کرد، اما مراحل ضبط متوقف شد. در آن زمان بویی تور هفت‌ماهه صدا+بینایی را اجرا می‌کرد که برای او موفقیت تجاری و تحسین منتقدان را به همراه داشت.
در اکتبر ۱۹۹۰، بویی و ایمان به‌وسیلهٔ یک دوست مشترک با هم آشنا شدند. بویی به خاطر می‌آورد «شبی که همدیگر را دیدیم، داشتم اسم بچه‌ها را انتخاب می‌کردم…» آن‌ها در سال ۱۹۹۲ ازدواج کردند. تین مشین کار خود را در همان ماه از سر گرفت، اما مخاطبان و منتقدان که از آلبوم نخست ناامید بودند، خیلی زود علاقهٔ ناچیزی نشان دادند. تین مشین ۲ (۱۹۹۱) نخستین آلبوم بویی در بیست سال گذشته بود که نتوانست در میان ۲۰تای نخست جدول بریتانیا قرار بگیرد و به‌خاطر طرح روی جلدش بحث‌برانگیز بود. طرح روی جلد چهار مجسمه برهنهٔ باستانی کوروس را نشان می‌داد. کمپانی موسیقی جدید، ویکتوری، جلد آن را «نمایش تصاویر نادرست و ناپسند» تلقی کرد و طرح اندام تناسلی مجسمه‌ها را برای پخش در آمریکا اصطلاح کرد. تین مشین دوباره به برگزاری تور پرداخت، اما پس از اینکه آلبوم زنده تین مشین لایو: ای وای، عزیزم (۱۹۹۲) از نظر تجاری شکست خورد، بویی گروه را منحل کرد و فعالیت انفرادی خود را از سر گرفت. او تا پایان دههٔ ۱۹۹۰ به همکاری با گابرلز ادامه داد.

### دورهٔ الکترونیک (۱۹۹۲–۱۹۹۸)
در ۲۰ آوریل ۱۹۹۲، بویی در کنسرت بزرگداشت فردی مرکوری حضور یافت و «'قهرمانان'»، «همهٔ رفقای جوان» و «تحت فشار» را اجرا کرد. آنی لنکس اجرای بخش آواز مرکوری در «تحت فشار» را بر عهده داشت. بویی طی حضورش در این کنسرت، زانو زد و دعای ربانی را در ورزشگاه ومبلی تلاوت کرد. چهار روز بعد، بویی و ایمان در سوئیس ازدواج کردند. آن‌ها قصد داشتند به لس آنجلس نقل مکان کنند، و برای یافتن ملک مناسب به این شهر آمدند، اما در همان روز شورش‌های ۱۹۹۲ لس‌آنجلس آغاز شد و این دو در شرایط منع آمد و شد مجبور شدند خودشان را در هتل محبوس کنند. آن‌ها به جای آن در نیویورک ساکن شدند.
در سال ۱۹۹۳، بویی نخستین کار انفرادی خود به‌دنبال خروج از تین مشین را منتشر کرد: آلبوم متأثر از سول، جاز و هیپ هاپِ بلک تای وایت نویز. در این آلبوم از سازهای الکترونیکی به‌طرز چشمگیری استفاده شده بود، و بویی بار دیگر با نایل راجرز، تهیه‌کننده بیا برقصیم، کار کرد. این آلبوم در صدر جدول بریتانیا قرار گرفت و برخی از منتقدان آن را بهترین اثر بویی از زمان هیولاهای ترسناک دانستند. بویی برای آلبوم بودای حومه‌نشینان مسیر جدیدی را در پیش گرفت. این آلبوم در ابتدا قرار بود موسیقی متنی برای اقتباس تلویزیونی بی‌بی‌سی از رمان به همین نامِ حنیف قریشی باشد، اما بعدها به آلبومی کامل تبدیل شد. موسیقی این آلبوم عمدتاً شامل موتیف‌های متعددی است که با استفاده از سازهای گوناگون خلق شده‌اند و حاوی ارجاعاتی به آثار اواخر دههٔ ۱۹۷۰ اوست. این آلبوم انتشار بی‌سروصدایی داشت، تقریباً هیچ تبلیغی نداشت و از نظر تجاری شکست خورد و در بریتانیا به رتبه ۸۷ رسید. با این وجود، بعداً به‌عنوان «آلبوم بزرگ گمشده» بویی مورد تحسین منتقدان قرار گرفت.

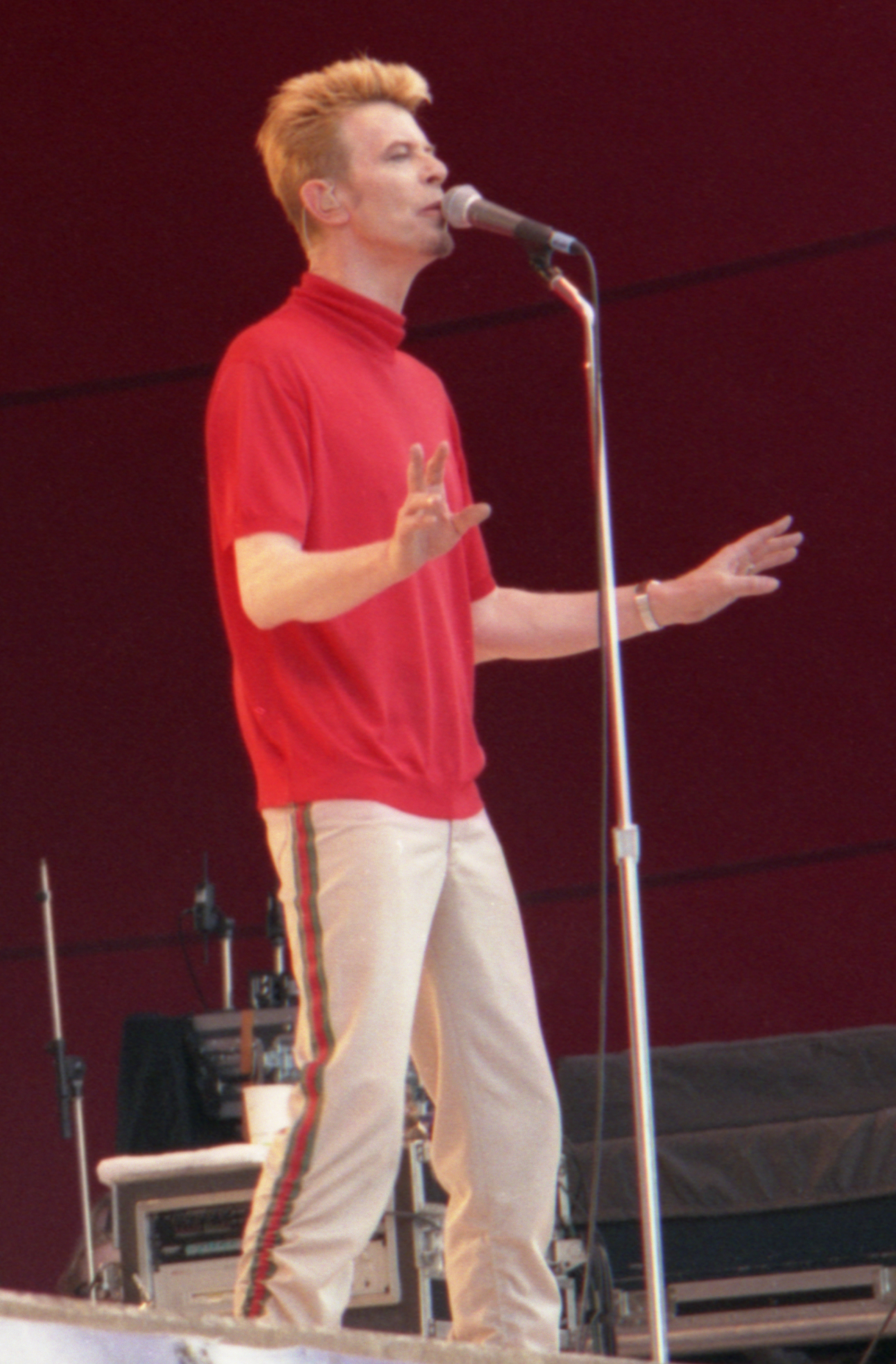
بویی هنگام اجرا در تورکو، فنلاند، ۱۹۹۷

برای آلبوم شبه اینداستریالِ بیرون (۱۹۹۵)، بویی و برایان اینو بار دیگر گرد هم آمدند. مفهوم این آلبوم به‌عنوان یک روایت غیرخطی از هنر و قتل در ذهن خواننده شکل گرفت. شخصیت‌های داستان کوتاهی به نویسندگی بویی در آلبوم حضور داشتند و قطعات آلبوم، دیدگاه شخصیت‌های خاصی را بیان می‌کردند. این آلبوم در جدول‌های بریتانیا و آمریکا موفق شد و سه تک‌آهنگ آن در میان ۴۰ عنوان برتر جدول بریتانیا جای گرفتند. در اقدامی که واکنش متفاوت طرفداران و منتقدان را به دنبال داشت، بویی ناین اینچ نیلز را به‌عنوان شریک خود برای برگزاری تور بیرون برگزید. بویی بین سپتامبر ۱۹۹۵ و فوریه ۱۹۹۶ از شهرهای اروپا و آمریکای شمالی بازدید کرد و ریوز گابرلز به عنوان گیتاریست بویی حضور داشت. در ۷ ژانویهٔ ۱۹۹۷، بویی نیم قرن عمر خود را با یک کنسرت ۵۰ سالگی در مدیسون اسکوئر گاردن جشن گرفت و در جریان این مراسم، ترانه‌های خود و مهمانان خود را اجرا کرد.
بویی در آلبوم زمینی (۱۹۹۷) به تجربهٔ سبک‌های جانگل و درام اند بیس پرداخت. این آلبوم در بریتانیا و آمریکا با موفقیت هنری و تجاری مواجه شد.  بویی ترانهٔ فیلم دختران شو یعنی «از آمریکایی‌ها وحشت دارم» را برای این آلبوم مجدداً ضبط و ترنت رزنر یک نسخه از آن را ریمیکس کرد. موزیک ویدئوی همراه آن که رزنر نیز در آن حضور داشت، به حضور ۱۶ هفته‌ای این ترانه در بیلبورد هات ۱۰۰ کمک کرد. در همان سال ستاره‌ای با نام بویی در پیاده‌روی مشاهیر هالیوود نصب شد. تور زمینی بین ژوئن و نوامبر آن سال در اروپا و آمریکای شمالی برگزار شد. در نوامبر، بویی در ترانهٔ خیریه‌ای کودکان نیازمند بی‌بی‌سی با نام «روز تمام‌عیار» حضور داشت که به صدر جدول بریتانیا رسید. بویی در سال ۱۹۹۸ دوباره با تونی ویسکانتی شروع به کار کرد تا ترانه «(Safe in This) Sky Life» را برای فیلم راگرتز ضبط کنند. اگرچه این ترانه در برش نهایی فیلم حذف شد، اما بعداً دوباره ضبط و تحت نام «Safe» با تک‌آهنگ سال ۲۰۰۲ بویی یعنی «همه می‌گویند سلام» منتشر شد. این تجدید دیدار به همکاری‌های بیشتری با این تهیه‌کنندهٔ دیرینه منجر شد؛ از جمله نسخهٔ محدود قطعهٔ «بی تو هیچم» اثر پلاسیبو که آواز همنوایی بویی به ضبط اولیهٔ آن افزوده شد.

### دورهٔ احیای سبکِ کهن (۱۹۹۹–۲۰۱۲)

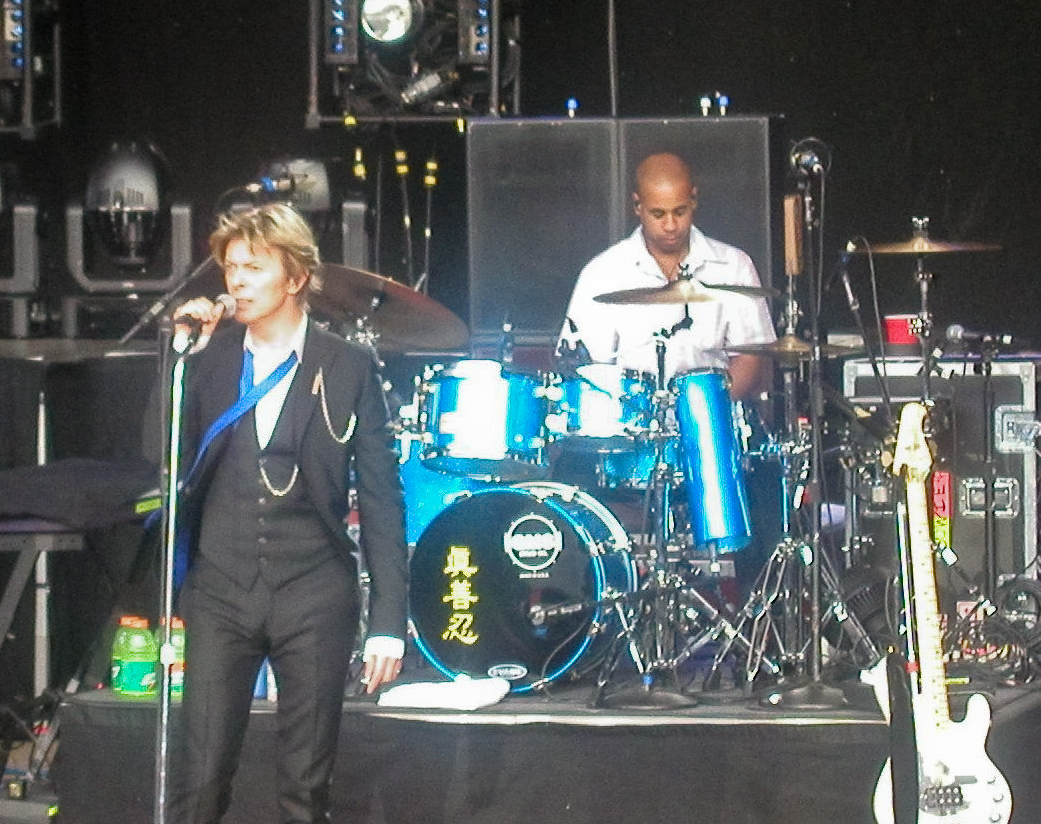
بویی هنگام اجرا در طول تور هیتن، ۲۰۰۲

بویی در سال ۱۹۹۹ به‌همراه ریوز گابرلز موسیقی متن بازی ویدئویی امیکرون: روح سرگردان را ضبط کرد و به‌همراه ایمان صداپیشگی شخصیت‌های درون بازی را به‌عهده داشت. در همان سال آلبومش ساعت‌ها منتشر شد که حاوی قطعات مجدداً ضبط‌شدهٔ امیکرون بود. پیش از این مسابقه‌ای در وبگاه بویی برگزار شد و نتیجهٔ آن، مشارکت یکی از طرفداران در اشعار و آواز پشتیبان یکی از قطعه‌ها بود. در ساخت آلبوم از سازهای زنده به حد وفور استفاده شده بود و بویی در نهایت سبک الکترونیکا را کنار گذاشت. این آلبوم و داستان‌گویان وی‌اچ۱ نشان‌دهندهٔ قطع همکاری گابرلز با بویی در مقام اجراکننده و ترانه‌سرا بود. جلسات ضبط آلبوم اسباب‌بازی در سال ۲۰۰۰ آغاز شد؛ این آلبوم شامل بازسازی قطعات دورهٔ ۱۹۶۰ بویی بود اما به دلیل عدم اطمینان کافی ئی‌ام‌آی/ویرجین در خصوص منفعت تجاری آن، کنار گذاشته شد. بویی و ویسکانتی به همکاری ادامه دادند و به جای آن آلبوم جدیدی از ترانه‌های کاملاً غیراقتباسی تهیه کردند: نتیجهٔ جلسات، آلبوم هیتن در سال ۲۰۰۲ بود.
در ۲۵ ژوئن ۲۰۰۰، بویی (تقریبا پس از ۳۰ سال) برای دومین بار در جشنوارهٔ گلاستونبری انگلستان به روی صحنه رفت. این اجرا در قالب یک آلبوم زنده در نوامبر ۲۰۱۸ منتشر شد. در ۲۷ ژوئن، او کنسرتی را در تئاتر رادیویی بی‌بی‌سی لندن اجرا کرد که در آلبوم تلفیقی بویی ات د بیب منتشر شد. این آلبوم همچنین شامل جلسات ضبط بی‌بی‌سی در فاصلهٔ سال‌های ۱۹۶۸ تا ۱۹۷۲ بود. دختر بویی و ایمان، به‌نام الکساندرا، در ۱۵ اوت به دنیا آمد. علاقهٔ بویی به آیین بودیسم باعث شد تا او در کنسرت‌های فوریهٔ ۲۰۰۱ و فوریهٔ ۲۰۰۳ به‌منظور پشتیبانی از خانه تبت آمریکا در تالار کارنگی نیویورک به اجرا بپردازد.

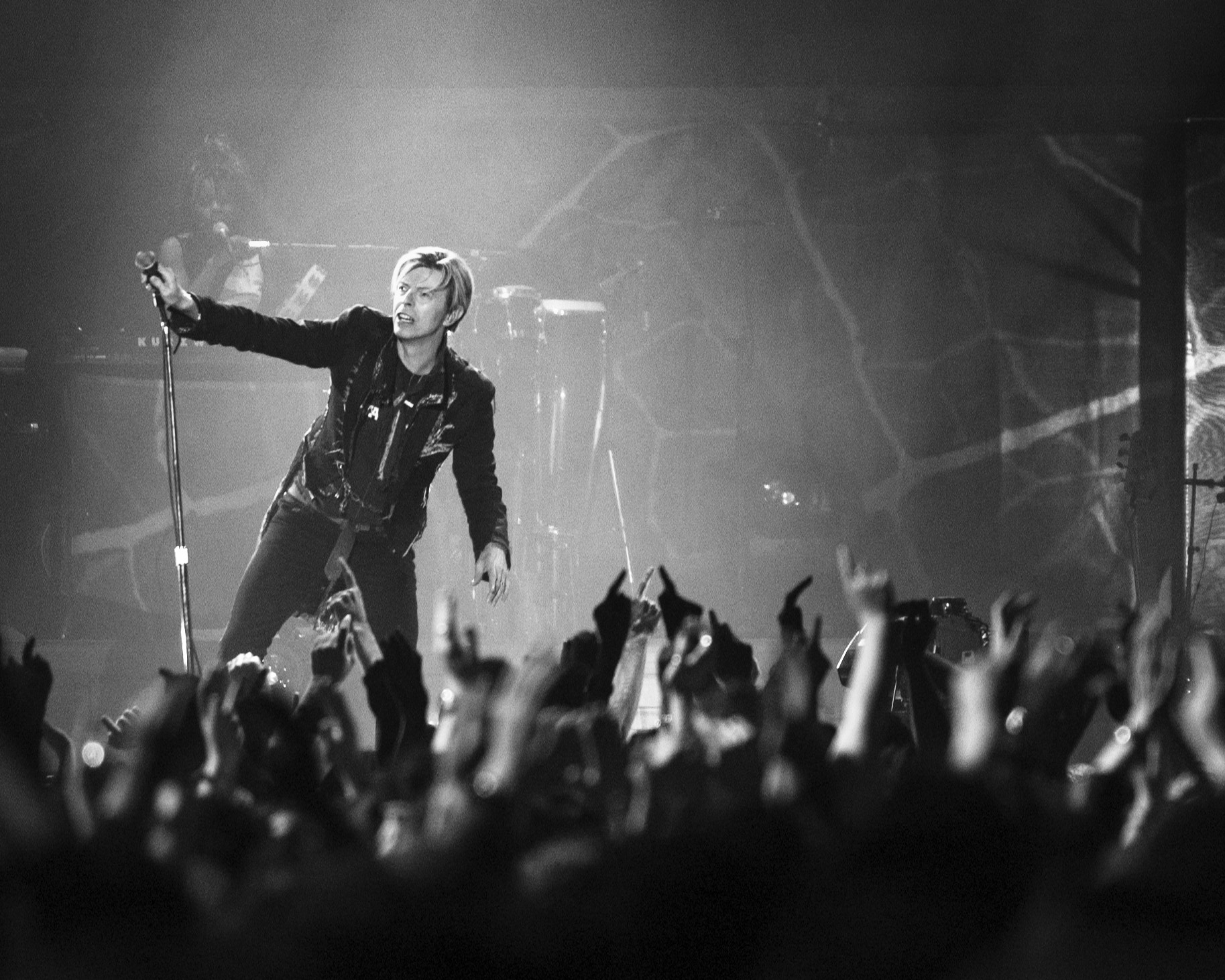
بویی هنگام اجرا در دوبلین، ایرلند، در نوامبر ۲۰۰۳ طی تور واقعیت—آخرین تور کنسرتی او

در اکتبر ۲۰۰۱، بویی در رویداد خیریه‌ای کنسرتی برای نیویورک سیتی (که برای حملات ۱۱ سپتامبر برگزار شد) به اجرا پرداخت. او در این رویداد ترانهٔ «آمریکا» اثر سایمون و گارفانکل را به شکل ساده و پس آن به همراه گروهش ترانهٔ «'قهرمانان'» را اجرا کرد. سال ۲۰۰۲ شاهد انتشار هیتن و تور کنسرت همراه آن بود که در اروپا و آمریکای شمالی برگزار شد. نخستین اجرای این تور در جشنوارهٔ سالانهٔ ملت‌داون لندن بود که بویی در همان سال به عنوان مدیر هنری آن گماشته شد. از جمله هنرمندانی که او برای این جشنواره انتخاب کرد، فیلیپ گلس، تلویژن و دندی وارهولز بودند. در تور هیتن علاوه بر ترانه‌های آلبوم جدید، آثاری از دوران آلبوم کم اجرا شدند. واقعیت (۲۰۰۳) آلبوم بعدی بویی بود که تماشاگران تور جهانی همراه آن ۷۲۲٬۰۰۰ نفر برآورد شد و از نظر تاریخ‌های مجزا، طولانی‌ترین تور او بود. در ۱۳ ژوئن، بویی اجراکنندهٔ اصلی آخرین شب جشنواره جزیره وایت ۲۰۰۴ بود. در ۲۵ ژوئن، بویی حین اجرا در جشنواره هاریکان واقع در شسل آلمان، متحمل درد قفسهٔ سینه شد. ابتدا تصور می‌شد که این درد نوعی عصب تحت فشار در شانه او باشد، اما بعداً تشخیص داده شد که این درد بر اثر سرخرگ کرونری به‌شدت مسدود ایجاد شده و مستلزم آنژیوپلاستی اضطراری در هامبورگ شد. در نتیجه چهارده تاریخ باقی‌ماندهٔ تور لغو شدند.
در سال‌های پس از بهبودی از حملهٔ قلبی، بویی فعالیت موسیقایی خود را کاهش داد و حضوری یک‌باره بر روی استیج و در استودیو داشت. او ترانهٔ سال ۱۹۷۱ «تغییرها» را به‌همراه باترفلای باچر برای فیلم پویانمایی سال ۲۰۰۴ شرک ۲ اجرا کرد. در سال نسبتاً آرام ۲۰۰۵، او آواز ترانهٔ «(او می‌تواند) انجامش دهد» به نویسندگی مشترک برایان ترانسو را برای فیلم نهان ضبط کرد. او در سپتامبر ۲۰۰۵ به سکوی اجرا بازگشت و با آرکید فایر در رویدادی به اجرا پرداخت. او هفتهٔ بعد در طول ماراتن موسیقی سی‌ام‌جی برای دومین بار با این گروه کانادایی اجرا کرد. بویی همچنین در آواز زمینهٔ ترانهٔ «Province» اثر تی‌وی آن د ریدیو برای آلبومشان بازگشت به کوه کوکی نقش داشت و به‌همراه لو رید در آلبوم سال ۲۰۰۵ گروه آلترناتیو راک دانمارکی کشمیر تحت عنوان نو بالانس پلس حضور یافت.

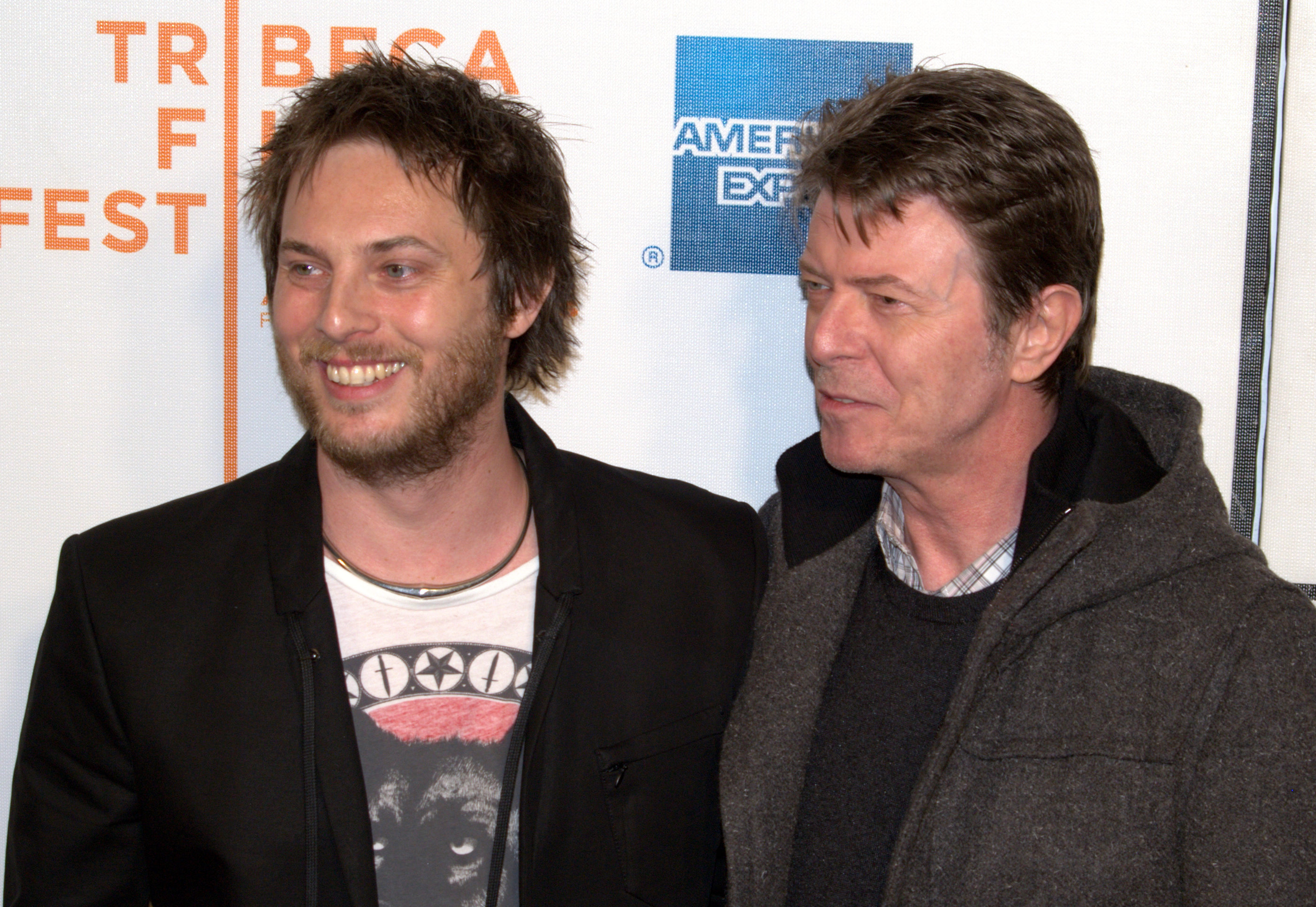
بویی به همراه پسرش دانکن جونز در افتتاحیهٔ نخستین فیلم کارگردانی‌شدهٔ جونز، ماه، ۲۰۰۹

در فوریهٔ ۲۰۰۶ به بویی جایزهٔ گرمی یک عمر دست‌آورد هنری اهدا شد. او در آوریل همان سال اعلام کرد: «یک سال مرخصی می‌گیرم—نه تور کنسرتی، نه آلبومی» در جریان کنسرت ۲۰ مهٔ دیوید گیلمور در رویال آلبرت هال لندن، بویی حضور غافلگیرکننده‌ای داشت و در آن‌جا «خلسه دلپذیر» و «آرنولد لین» را در کنار گیلمور اجرا کرد. این رویداد ضبط شد و گلچینی از ترانه‌هایی که او در آوازهای مشترک آن نقش داشت متعاقباً منتشر شدند. او بار دیگر در نوامبر، در کنار آلیشا کیز، در یک رویداد خیریه برای سازمان کیپ ا چایلد الایو در سالن هامرشتاین نیویورک اجرا کرد. این آخرین باری بود که بویی برای اجرای موسیقی خود به روی صحنه رفت.
بویی به‌عنوان مسئول جشنوارهٔ های لاین ۲۰۰۷ انتخاب شد. موسیقی‌دانان و هنرمندانی که او برای رویداد منهتن انتخاب کرد شامل گروه موسیقی پاپ الکترونیکی ایر، عکاس سوررئالیست کلود کائون و کمدین انگلیسی ریکی جرویز می‌شدند. بویی در آلبوم هرجایی سرم را می‌گذارم (۲۰۰۸) اثر اسکارلت جوهانسون بازخوانی‌های متعلق به تام ویتس را اجرا کرد. در ژوئن ۲۰۰۸، آلبوم زنده‌ای از کنسرت دوران زیگی استارداست که مربوط به سال ۱۹۷۲ بود منتشر شد. در چهلمین سالگرد برنامه فضایی آپولو که مصادف بود با موفقیت چشمگیر ترانهٔ «شگفتی فضایی»، ئی‌ام‌آی قطعه‌های جداگانه از ضبط استودیویی هشت قطعه‌ای این ترانه را طی یک مسابقه در سال ۲۰۰۹ منتشر و از عموم مردم دعوت به ساخت ریمیکس کرد. آلبوم زنده‌ای از تور واقعیت در ژانویهٔ ۲۰۱۰ منتشر شد.

### سال‌های پایانی (۲۰۱۳–۲۰۱۶)
شایعاتی مبنی بر حال نامساعد بویی وجود داشت، به‌ویژه پس از رد دعوت‌های مکرر برای اجرا در بازی‌های المپیک تابستانی ۲۰۱۲ لندن. بویی در نوامبر ۲۰۱۰ جویای ویسکانتی بود که منجر به ضبط نمونهٔ آزمایشی چندین اثر شد. بیست و پنجمین آلبوم استودیویی بویی، روز بعد، در مارس ۲۰۱۳ منتشر شد. جلسات ضبط به‌صورت کاملاً محرمانه برگزار شد و همهٔ عوامل در امضای پیمان‌نامه عدم افشا دخیل بودند. خبر انتشار این آلبوم در ۱۳ ژانویه همان سال مصادف با روز تولد بویی منتشر شد و با انتشار تک‌آهنگ «اکنون کجا هستیم؟» همراه بود. روز بعد از زمان بلک تای وایت نویز در ۱۹۹۳، نخستین آلبومش بود که به صدر جدول بریتانیا رسید.
بر اساس گزارش تایمز، بویی درخواست مصاحبه را همواره رد می‌کرد. بعداً در سال ۲۰۱۳، آواز کوتاه او در ترانهٔ «رفلکتور» اثر آرکید فایر قرار گرفت. در نظرسنجی اکتبر ۲۰۱۳ مجله تاریخی بی‌بی‌سی، بویی به‌عنوان خوش‌پوش‌ترین بریتانیایی تاریخ معرفی شد. موفقیت روز بعد باعث شد که بویی به مسن‌ترین دریافت‌کننده جایزهٔ بریت تبدیل شود. او در این مراسم جایزهٔ هنرمند تک‌خوان مرد بریتانیا را در جوایز بریت ۲۰۱۴ به دست آورد. کیت ماس از طرف او این جایزه را دریافت کرد.
در میانهٔ سال ۲۰۱۴، بویی به سرطان کبد مبتلا شد. او سرطان خود را مخفی نگه داشت. آلبوم گردآوری‌شدهٔ جدیدی به نام هیچ چیز تغییر نکرده است در نوامبر همان سال منتشر شد. این آلبوم شامل ترانه‌های کمیاب و آثار قدیمی او به اضافه یک ترانهٔ جدید به نام «سو (یا در فصلی از جنایت)» بود. بویی در طول سال ۲۰۱۵ به کار خود ادامه داد و مخفیانه آخرین آلبوم خود یعنی ستارهٔ سیاه را در نیویورک ضبط کرد. در اوت ۲۰۱۵ اعلام شد که او در حال نوشتن ترانه برای موزیکال برادوی مبتنی بر مجموعهٔ کارتونی باب‌اسفنجی شلوارمکعبی است. او همچنین ترانهٔ افتتاحیهٔ مجموعهٔ تلویزیونی آخرین پلنگ‌های سیاه را نوشت و ضبط کرد که در نوامبر پخش شد. این ترانه بعدها قطعهٔ عنوان آلبوم ستارهٔ سیاه شد. در ۷ دسامبر، موزیکال لازاروسِ بویی در نیویورک به نمایش درآمد. آخرین حضور در ملأ عام او در شب افتتاحیهٔ این موزیکال بود.
ستارهٔ سیاه در ۸ ژانویه ۲۰۱۶ همزمان با ۶۹ سالگی بویی منتشر شد و با تحسین منتقدان روبه‌رو گردید. او دو روز بعد درگذشت. ویسکانتی اعلام کرد بویی هدف داشت این آلبوم آواز قو و هدیهٔ خداحافظی او به طرفدارانش باشد. چندین گزارشگر و منتقد سپس خاطرنشان کردند که به نظر می‌رسد بخش عمدهٔ اشعار آلبوم حول محور مرگ قریب‌الوقوع او می‌چرخد. سی‌ان‌ان اشاره کرد که این آلبوم «مردی را نشان می‌دهد که به نظر می‌رسد با فناپذیری خود دست و پنجه نرم می‌کند». به گفتهٔ ویسکانتی، بویی در حال برنامه‌ریزی برای نوشتن آلبوم بعدی بود و در هفته‌های پایانی، دموهایی از پنج ترانه را نوشت و ضبط کرد، و حاکی از آن بود که فکر می‌کند چند ماه دیگر برایش باقی مانده است. روز بعد از مرگ بویی، بازدید آنلاین موسیقی او به شدت افزایش یافت و رکورد پربازدیدترین هنرمند ویوو در یک روز را شکست. ستارهٔ سیاه به صدر جدول آلبوم‌های بریتانیا رسید. همچنین نوزده آلبومش در جدول ۱۰۰ آلبوم برتر بریتانیا و سیزده تک‌آهنگش در جدول ۱۰۰ آلبوم برتر بریتانیا قرار داشتند. ستارهٔ سیاه همچنین در صدر جدول‌های سراسر جهان از جمله استرالیا، فرانسه، آلمان، ایتالیا، نیوزیلند و ایالات متحده قرار گرفت.

### انتشارات پس از مرگ
در سپتامبر ۲۰۱۶، مجموعه‌ای با عنوان حالا می‌توانم چه کسی باشم؟ (۱۹۷۴–۱۹۷۶) منتشر شد که به دوره موسیقی سول بویی در میانه دهه ۱۹۷۰ اختصاص داشت. این مجموعه شامل آلبومی از سال ۱۹۷۴ بود که پیش‌تر منتشر نشده بود و بعدها به آلبوم آمریکایی‌های جوان تبدیل شد. در ۸ ژانویه ۲۰۱۷، مصادف با هفتادمین زادروز بویی، ئی‌پی بدون برنامه منتشر شد. این ئی‌پی، علاوه بر ترانه «لازاروس»، شامل سه ترانه دیگر بود که بویی در جلسات ستاره سیاه ضبط کرده بود، اما در آلبوم اصلی گنجانده نشدند و در اکتبر ۲۰۱۶ در آلبوم موسیقی متن موزیکال لازاروس منتشر شدند. همچنین موزیک ویدئویی برای ترانه اصلی این ئی‌پی منتشر شد. در سال ۲۰۱۷، سومین مجموعه او با عنوان حرفه‌ای جدید در شهری جدید (۱۹۷۷–۱۹۸۲) منتشر شد که به دوره «برلین» بویی اختصاص داشت. در سال بعد، مجموعه‌ای از آلبوم‌های زنده پس از مرگ شامل بازیگر ترک‌خورده (اجرای زنده لس‌آنجلس '۷۴)، اجرای زنده ناسائو کولوسئوم '۷۶، و به خاموشی خوش آمدید (اجرای زنده لندن '۷۸) منتشر شد. در دو سال پس از مرگ بویی، او تنها در بریتانیا پنج میلیون نسخه از آثارش را به فروش رساند. فدراسیون بین‌المللی صنعت فونوگرافی در فهرست ۱۰ هنرمند برتر سال، بویی را در سال ۲۰۱۶ به‌عنوان دومین هنرمند پرفروش جهان، پس از دریک، معرفی کرد.
در پنجاه و نهمین مراسم جایزه گرمی در سال ۲۰۱۷، بویی در هر پنج رشته‌ای که نامزد شده بود، برنده شد: بهترین اجرای راک، بهترین آلبوم موسیقی آلترناتیو، بهترین مهندسی آلبوم غیرکلاسیک، بهترین بسته‌بندی، و بهترین ترانه راک. این جوایز اولین پیروزی‌های بویی در دسته‌های موسیقی گرمی بودند. در سپتامبر ۲۰۱۸، چهارمین مجموعه با عنوان عاشق بیگانه (۱۹۸۳–۱۹۸۸) منتشر شد که آثار بویی در دهه ۱۹۸۰ را در بر می‌گرفت. در ۸ ژانویه ۲۰۲۰، همزمان با آنچه می‌توانست هفتادوسومین زادروز بویی باشد، نسخه‌ای منتشرنشده از ترانه «مردی که جهان را فروخت» منتشر شد و دو اثر دیگر اعلام شدند: وی‌پی‌ای فقط برای پخش آنلاین با نام آیا این شگفت‌آور نیست؟ و آلبومی با عنوان تغییرات‌حالابویی که در نوامبر ۲۰۲۰ برای روز فروشگاه‌های موسیقی منتشر شد. در اوت همان سال، مجموعه‌ای دیگر از اجراهای زنده منتشر شد، شامل کنسرت‌هایی از دالاس در سال ۱۹۹۵ و پاریس در سال ۱۹۹۹. این اجراها و کنسرت‌های دیگر، که بخشی از تورهای بویی بین سال‌های ۱۹۹۵ تا ۱۹۹۹ را پوشش می‌دادند، در اواخر ۲۰۲۰ و اوایل ۲۰۲۱ به‌عنوان بخشی از مجموعه ماجراهای زنده درخشان منتشر شدند.
در سپتامبر ۲۰۲۱، املاک بویی قراردادی با گروه موسیقی وارنر امضا کرد که از سال ۲۰۲۳ آثار ضبط‌شده او از سال ۲۰۰۰ تا ۲۰۱۶ را پوشش می‌دهد. در نوامبر همان سال، پنجمین مجموعه با عنوان ماجراجویی درخشان (۱۹۹۲–۲۰۰۱) منتشر شد که آلبوم‌های دهه ۱۹۹۰ بویی و انتشار رسمی آلبوم اسباب‌بازی را در بر می‌گرفت. این آلبوم که در سال ۲۰۰۰ ضبط شده بود، به‌صورت جداگانه در آنچه می‌توانست هفتادوپنجمین زادروز بویی باشد، منتشر شد. در ۳ ژانویه ۲۰۲۲، ورایتی گزارش داد که املاک بویی، کاتالوگ انتشارات او را به وارنر چپل میوزیک به مبلغی بیش از ۲۵۰ میلیون دلار فروخته است.

## زندگی شخصی

### خانواده

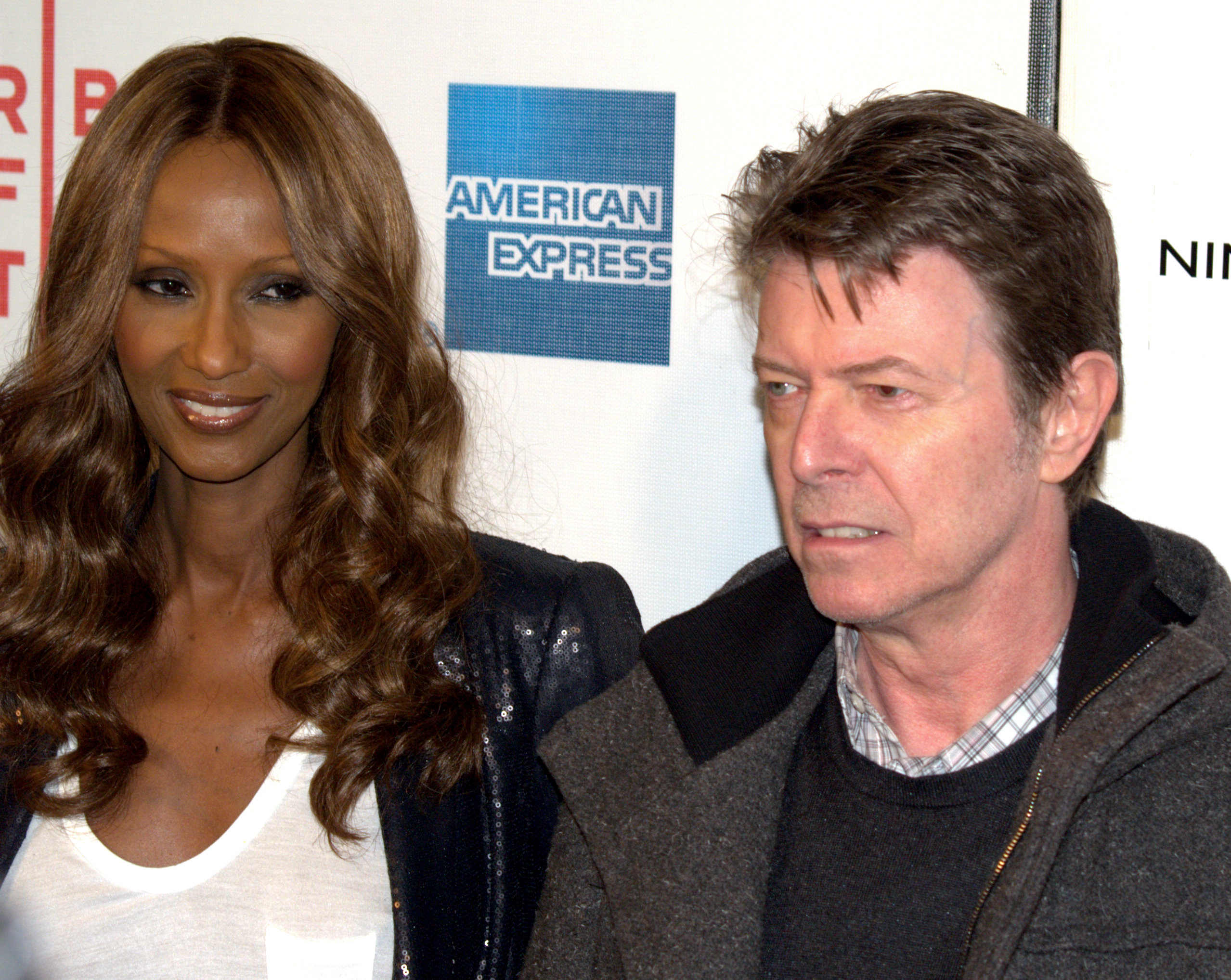
دیوید بویی و همسرش ایمان، ۲۰۰۹

بویی در ۱۹ مارس ۱۹۷۰ با همسر اول خود، مری انجلا بارنت، در دفتر ثبت بروملی در لندن ازدواج کرد. پسرشان، دانکن، که در ۳۰ مه ۱۹۷۱ به دنیا آمد، ابتدا با نام زویی شناخته می‌شد. انجی بعدها این ازدواج را یک ازدواج مصلحتی توصیف کرد: «ما ازدواج کردیم تا من بتوانم [اجازه کار] بگیرم. فکر نمی‌کردم این ازدواج دوام بیاورد و دیوید قبل از ازدواج گفت 'من واقعاً عاشق تو نیستم' و من فکر کردم این احتمالاً چیز خوبی است.» بویی دربارهٔ انجی گفته بود: «زندگی با او مثل زندگی با یک مشعل جوشکاری است.» این زوج در ۸ فوریه ۱۹۸۰ طلاق گرفتند؛ دیوید حضانت دانکن را به عهده گرفت. پس از پایان حکم سکوت که بخشی از توافق طلاقشان بود، انجی کتاب خاطراتش را با عنوان پشت صحنه: زندگی در کنار دیوید بویی منتشر کرد.
بوی پس از پایان تور صدا و تصویر در اکتبر ۱۹۹۰، در لس‌آنجلس با ایمان، مدل سومالیایی-آمریکایی، آشنا شد. آن‌ها در ۲۴ آوریل ۱۹۹۲ در مراسمی خصوصی در لوزان ازدواج کردند و این ازدواج در ۶ ژوئن همان سال در فلورانس رسمیت یافت. این ازدواج بر محتوای آلبوم بلک تای وایت نویز تأثیر گذاشت، به‌ویژه در ترانه‌هایی مانند «عروسی» / «ترانه عروسی» و «شب معجزه‌آسا». آن‌ها صاحب دختری به نام الکساندریا «لکسی» زهرا جونز شدند که در ۱۵ اوت ۲۰۰۰ به دنیا آمد. این زوج عمدتاً در نیویورک و لندن زندگی می‌کردند و آپارتمانی در الیزابت بی سیدنی و خانه‌ای در خلیج بریتانیا در جزیره موستیک داشتند. ایمان پس از درگذشت بویی از این که در زندگی مشترکشان هر دو هویت مستقل خود را نگه داشته بودند، قدردانی کرد.

### روابط دیگر

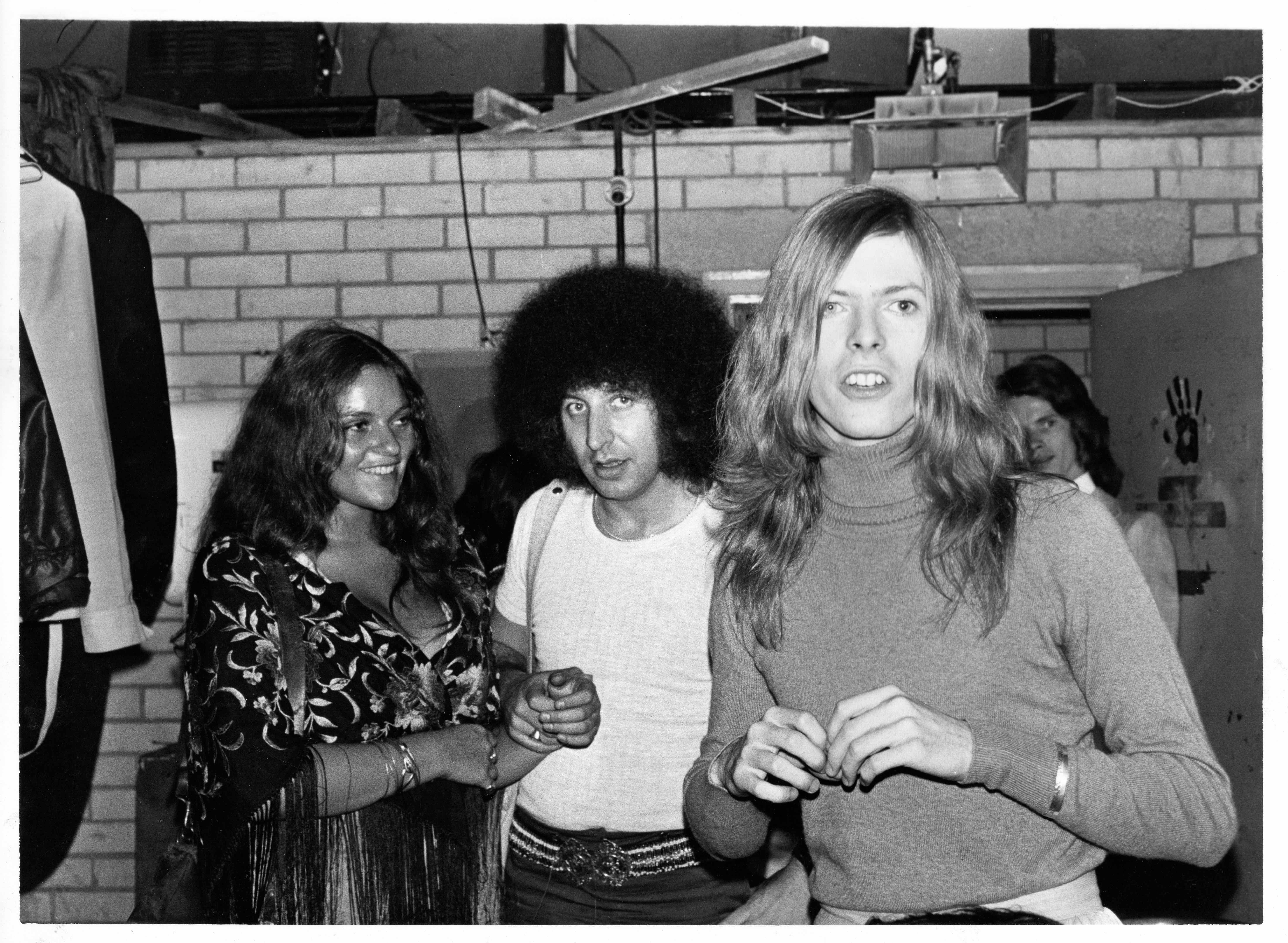
از چپ به راست: دانا گیلیسپی، تونی دِفریس و دیوید بویی در نمایش «خوک اندی وارهول» در راندهاوس لندن، ۱۹۷۱

بویی در سال ۱۹۶۴، در ۱۷ سالگی، رابطه‌ای شخصی و حرفه‌ای با خواننده دانا گیلیسپی که آن زمان ۱۴ ساله بود، آغاز کرد. این رابطه یک دهه ادامه یافت؛ بویی ترانه «اندی وارهول» را برای او نوشت، ژیلسپی در آلبوم زیگی استارداست به‌عنوان خواننده پس‌زمینه حضور داشت و بویی و میک رانسون آلبوم مرد به دنیا نیامدم (۱۹۷۳) او را تهیه کردند. بویی پس از جدایی از انجی ارتباطش با گیلیسپی را قطع کرد. گیلیسپی با یادآوری خاطراتش از بویی، از آن دوران با محبت سخن گفت.
بویی در سال ۱۹۶۷ با رقصنده لیندزی کمپ آشنا شد و در کلاس رقص او در مرکز رقص لندن ثبت‌نام کرد. آن‌ها عاشق یکدیگر شدند و کمپ نقش مهمی در رشد هنری بویی ایفا کرد. کمپ بعدها گفت: «من به او آموختم… چگونه از طریق بدنش خود را بیان کند… چگونه تماشاگران را لمس کند… سکون و اهمیت هر حرکت به همان اندازه مهم بود.» بویی در سال ۱۹۷۲ گفت که دیدار با کمپ نقطه‌ای بود که علاقه‌اش به تصویر «واقعاً شکوفا شد»: «او با احساساتش زندگی می‌کرد، تأثیر فوق‌العاده‌ای داشت. زندگی روزمره‌اش تئاتری‌ترین چیزی بود که تا آن زمان دیده بودم. همه‌چیز همان چیزی بود که فکر می‌کردم بوهمیا باید باشد. من به سیرک پیوستم.» در ژانویه ۱۹۶۸، کمپ صحنه‌ای رقص برای نمایشنامه‌ای از بی‌بی‌سی، «شلیک تپانچه»، طراحی کرد و از بویی و رقصنده‌ای به نام هرمیون فرتین‌گیل استفاده کرد؛ این دو رابطه‌ای عاشقانه آغاز کردند و با هم به آپارتمانی در لندن نقل‌مکان کردند. بویی و فرتین‌گیل اوایل سال ۱۹۶۹ از هم جدا شدند؛ همان زمانی که فرتین‌گیل برای بازی در فیلم ترانه نروژ (Song of Norway) به نروژ رفت. این جدایی بر بویی تأثیر گذاشت و ترانه‌هایی مانند «نامه‌ای به هرمیون» و «رؤیای گاه‌به‌گاه» از آلبوم ۱۹۶۹ به او اشاره دارند؛ همچنین، در ویدیوی همراه ترانه «حالا کجاییم؟» (Where Are We Now?)، بویی تی‌شرتی با نوشته «m/s Song of Norway» پوشید. بویی در سال ۲۰۰۲ خود را مسئول این جدایی دانست و گفت: «من کاملاً بی‌وفا بودم و به هیچ‌وجه نمی‌توانستم خودم را کنترل کنم.» فرتین‌گیل، که در مصاحبه‌ای با پگ از محبت عمیقش به بویی سخن گفت، اظهار داشت که آخرین بار در سال ۱۹۷۰ یکدیگر را دیدند.
دیوید و انجی ازدواج باز داشتند و در طول آن با افراد دیگری نیز رابطه برقرار کردند: دیوید با مدل‌هایی مانند سایریندا فاکس، لولو، ببه بیول و ایوا چری، خواننده پس‌زمینه آلبوم آمریکایی‌های جوان، رابطه داشت؛ انجی نیز با اعضای گروه استوجیز، ران اشتون و جیمز ویلیامسون، محافظ تور زیگی استارداست، آنتون جونز، و درامر روی مارتین رابطه داشت که الهام‌بخش برای ترانه «شیشه‌شکنی» (Breaking Glass) شد.
در سال ۱۹۸۳، بویی برای مدت کوتاهی با مدل نیوزیلندی ژیلینگ انگ، که در ویدیوی «دختر چینی» بازی کرد، رابطه داشت. در همان سال، هنگام فیلم‌برداری «گرسنگی، با هم‌بازی‌اش سوزان ساراندون رابطه‌ای عاشقانه داشت. ساراندون در سال ۲۰۱۴ گفت: «او ارزش ستایش دارد. او فوق‌العاده است.» بین سال‌های ۱۹۸۷ تا ۱۹۹۰، بویی با ملیسا هرلی، رقصنده تور عنکبوت شیشه‌ای، رابطه داشت. این رابطه در پایان تور، زمانی که هرلی ۲۲ ساله بود، آغاز شد. کوین آرمسترانگ، همکار بویی در گروه تین ماشین، هرلی را «فردی واقعاً مهربان و دوست‌داشتنی» توصیف کرد. او الهام‌بخش ترانه «شگفت‌انگیز» در آلبوم تین ماشین (۱۹۸۹) بود. آن‌ها در مه ۱۹۸۹ نامزدی خود را اعلام کردند، اما هرگز ازدواج نکردند؛ بویی در نیمه دوم تور صدا و تصویر این رابطه را به دلیل اختلاف سنی پایان داد؛ او در آن زمان ۴۳ ساله بود. او بعدها از هرلی به‌عنوان «دختری فوق‌العاده، دوست‌داشتنی و پرجنب‌وجوش» یاد کرد.

#### کوکو شواب
کورین «کوکو» شواب برای ۴۳ سال، از ۱۹۷۳ تا زمان مرگ بویی در ۲۰۱۶، دستیار شخصی او بود. او ابتدا به‌عنوان منشی در دفتر لندن شرکت مین‌من کار می‌کرد و سپس به بویی کمک کرد تا از تسلط مالی این شرکت رها شود، پس از آن بویی او را به‌عنوان دستیار شخصی خود دعوت کرد. بویی از شواب به‌عنوان بهترین دوست خود یاد می‌کرد و او را به خاطر کمک به ترک اعتیادش در دهه ۱۹۷۰ ستایش کرد؛ او ترانه «هرگز ناامیدم نکن» در سال ۱۹۸۷ را به او تقدیم کرد. شواب از بویی به‌شدت محافظت می‌کرد و با انجی رابطه خوبی نداشت؛ انجی بعدها شواب را مسئول فروپاشی ازدواجشان دانست. بویی در وصیت‌نامه‌اش ۲ میلیون دلار به شواب اختصاص داد. پس از مرگ بویی، دوستانش، از جمله تونی زانتا و رابین کلارک، از شواب تجلیل کردند.

### گرایش جنسی
گرایش جنسی بویی موضوع بحث‌های زیادی بوده است. او در زمان ازدواج با انجی، در مصاحبه‌ای با مایکل واتس، روزنامه‌نگار مجله ملودی میکر در سال ۱۹۷۲، خود را گی اعلام کرد؛ این اظهارات در بریتانیا و آمریکا جنجال‌ساز شد و بویی در هر دو کشور به‌عنوان یک گی آیکان پذیرفته گردید. به گفته باکلی، «اگر زیگی هم خالقش و هم مخاطبانش را گیج کرد، بخش بزرگی از این گیجی حول موضوع گرایش جنسی بود.» بویی در مصاحبه سال ۱۹۷۶ با پلی‌بوی این موضع را تأیید کرد و گفت: «درست است—من بایسکشوال هستم. اما نمی‌توانم انکار کنم که از این موضوع خیلی خوب استفاده کرده‌ام. فکر می‌کنم بهترین چیزی بود که برایم اتفاق افتاد.» ادعای دوجنس‌گرایی او توسط انجی نیز تأیید شده است.
در سال ۱۹۸۳، بویی به کورت لودر، نویسنده مجله رولینگ استون، گفت که اعلام عمومی دوجنس‌گرایی‌اش «بزرگ‌ترین اشتباه زندگی‌ام» بود و افزود که همیشه یک دگرجنس‌گرا در خفا بوده است. در موارد دیگر، او اظهار داشت که علاقه‌اش به فرهنگ هم‌جنس‌گرایی و دوجنس‌گرایی بیشتر محصول زمانه و موقعیت‌هایی بود که در آن قرار داشت، نه احساسات واقعی خودش. مجله بلندر در سال ۲۰۰۲ از بویی پرسید آیا هنوز معتقد است که اعلام عمومی‌اش بزرگ‌ترین اشتباه او بود. پس از مکثی طولانی، او گفت: «فکر نمی‌کنم در اروپا اشتباه بود، اما در آمریکا خیلی سخت‌تر بود. من مشکلی با این نداشتم که مردم بدانند من دوجنس‌گرا هستم. اما هیچ تمایلی نداشتم که پرچمی بلند کنم یا نماینده گروهی از مردم باشم.» بویی گفت که می‌خواست ترانه‌سرا و اجراکننده باشد، نه تیتر خبرها به خاطر دوجنس‌گرایی‌اش، و در آمریکای «پیوریتنی»، «فکر می‌کنم این موضوع مانع بسیاری از کارهایی شد که می‌خواستم انجام دهم.»
باکلی نوشت که بویی «از جذابیت جنسی برای ایجاد شوک استفاده کرد.» به گفته مری فینیگان—دوست‌دختر کوتاه‌مدت او در سال ۱۹۶۹—بویی و انجی «فانتزی دوجنس‌گرایی خود را خلق کردند.» سندفورد نوشت که بویی «از تکرار این شوخی که او و همسرش در حالی که 'با یک نفر رابطه داشتند' آشنا شدند، فتیش مثبتی ساخت… سکس هم‌جنس‌گرایانه همیشه موضوعی طنزآمیز و خنده‌دار بود.» به گفتهٔ مارک ایستون، نویسندهٔ بی‌بی‌سی، بریتانیا «به مراتب نسبت به تفاوت‌ها تحمل‌پذیرتر شده است» و اگر چالش دوجنسیتی (اندروژنی) بویی در سال‌های گذشته وجود نداشت، حقوق هم‌جنس‌گرایان و برابری جنسیتی «امروزه از حمایت گسترده‌ای که دارند برخوردار نمی‌شدند.»

### معنویت و دین
از سال ۱۹۶۷، بویی تحت تأثیر برادر ناتنی‌اش، به بودیسم علاقه‌مند شد و با اینکه موفقیت تجاری نداشت، حتی به فکر راهب بودایی شدن افتاد. مارک اسپیتز، زندگی‌نامه‌نویس، می‌گوید که این دین به هنرمند جوان یادآوری کرد که اهدافی در زندگی فراتر از شهرت و مادیات وجود دارد و می‌توان از طریق مراقبه و زمزمه خود را شناخت. پس از چند ماه مطالعه در خانه تبت در لندن، لامای او، چیمه رینپوچه، به او گفت: «تو نمی‌خواهی بودایی باشی… باید موسیقی را دنبال کنی.» تا سال ۱۹۷۵، بویی اعتراف کرد: «من کاملاً، مطلقاً تنها بودم. و احتمالاً تنها بودم چون تقریباً خدا را رها کرده بودم.» در وصیت‌نامه‌اش، بویی خواست که پس از سوزانده شدن، خاکسترش در بالی «طبق آیین‌های بودایی» پخش شود.
پس از ازدواج خصوصی با ایمان در سال ۱۹۹۲، بویی گفت که آن‌ها می‌دانستند «ازدواج واقعی ما، که توسط خدا تقدیس شده، باید در کلیسایی در فلورانس برگزار شود.» همان سال، او در کنسرت بزرگداشت فردی مرکوری در برابر مخاطبان تلویزیونی زانو زد و دعای ربانی را خواند. در سال ۱۹۹۳، بویی از «باور پایدار» خود به وجود «بی‌چون‌وچرای» خدا سخن گفت. در مصاحبه‌ای جداگانه در همان سال، هنگام توصیف چگونگی خلق موسیقی آلبوم بلک تای وایت نویز، گفت: «برایم مهم بود که چیزی [موسیقایی] پیدا کنم که هیچ نمایندگی از دین سازمان‌یافته و نهادی نداشته باشد، که من به آن اعتقاد ندارم، باید این را روشن کنم.» در سال ۲۰۰۵، بویی گفت در مورد وجود خدا با لحن طنز گفت: «سؤالی نیست که بتوان به آن پاسخ داد… من کاملاً خدانابور نیستم و این مرا نگران می‌کند. یه ذره از من هنوز مقاومت می‌کنه: 'خب، من تقریباً بی‌خدا هستم. چند ماه بهم وقت بده… تقریباً به جواب رسیدم'» او خالکوبی دعای آرامش را به زبان ژاپنی روی ساق پای چپش داشت.
بویی اظهار داشت که پرس‌وجو کردن دربارهٔ زندگی معنوی‌اش همیشه برای ترانه‌سرایی او اساسی بود. ترانه «ایستگاه به ایستگاه» بسیار به ایستگاه‌های صلیب مربوط است؛ این ترانه به‌طور خاص به کابالای مسیحی اشاره دارد. بویی این آلبوم را «بسیار تاریک… نزدیک‌ترین آلبوم به یک رساله جادویی که نوشته‌ام» نامید. آلبوم زمینی «نیاز همیشگی من به نوسان بین بی‌خدایی یا نوعی گنوسی‌گرایی» را نشان داد… آنچه نیاز دارم یافتن تعادل معنوی با نحوه زندگی‌ام و مرگم است.» آلبوم ساعت‌ها به‌وضوح دارای مضامین مسیحی بود، با طراحی جلدی الهام‌گرفته از باکره سوگوار. ترانه «لازاروس» در آلبوم بلک‌استار با این کلمات آغاز می‌شود: «اینجا را نگاه کن، من در بهشتم»، در حالی که بقیه آلبوم به موضوعات عرفان و مرگ می‌پردازد.

## درگذشت

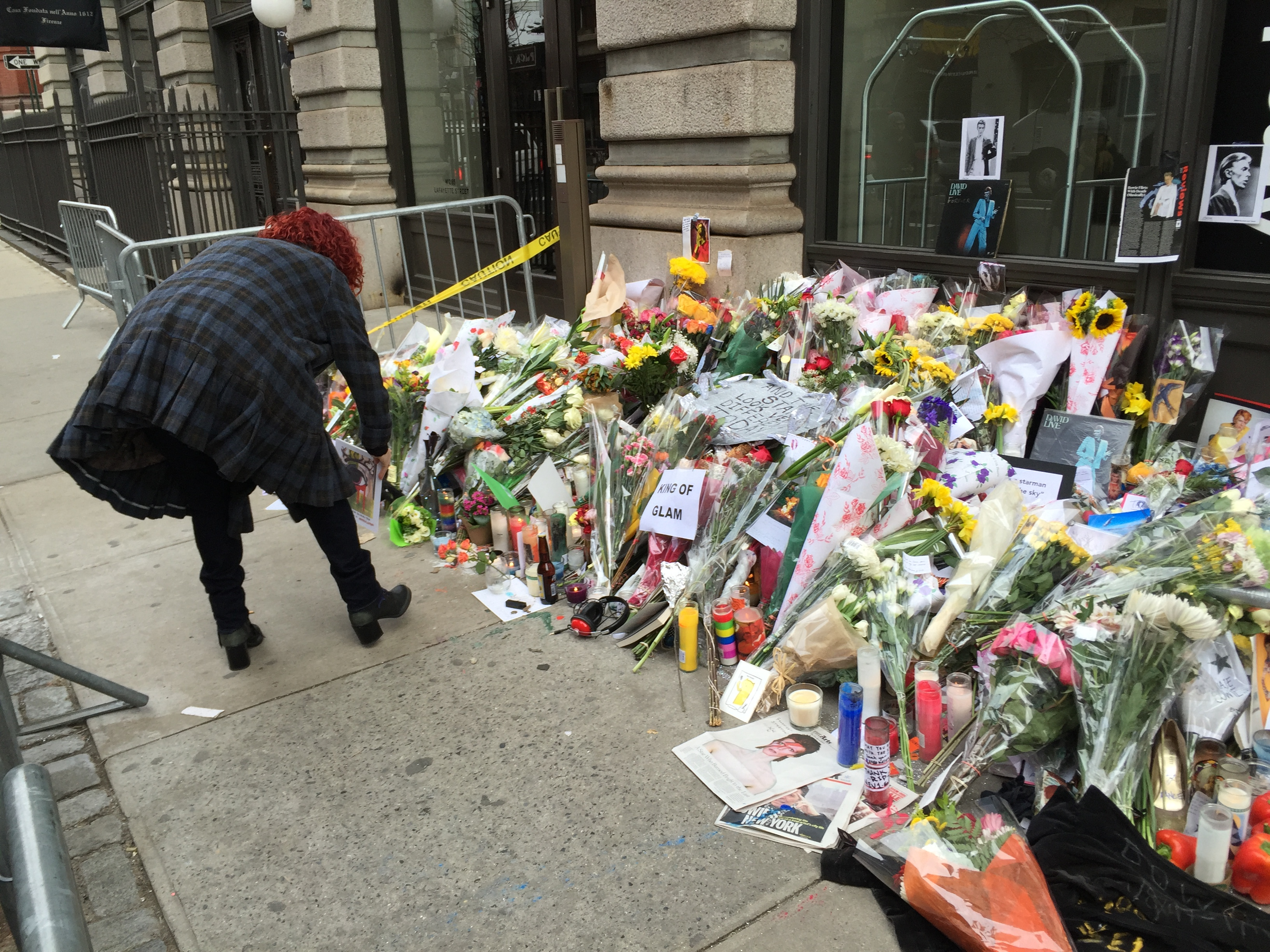
زنی یک روز پس از اعلام مرگ بویی در بیرون آپارتمان او در نیویورک گل می‌گذارد.

بویی در ۱۰ ژانویهٔ ۲۰۱۶ بر اثر سرطان کبد در آپارتمان شهر نیویورک درگذشت. سرطان او از ۱۸ ماه قبل تشخیص داده شده بود اما بویی وضعیت خود را در میان عموم علنی نکرده بود. کارگردان بلژیکی تئاتر، ایوو ون هوو که با او در موزیکال آف برادوی لازاروس کار کرده بود، گفت بویی به علت پیشرفت بیماری قادر به حضور در تمرینات نبود. او خاطرنشان کرد که بویی در طول بیماری کار خود را ادامه داده است. تونی ویسکانتی نوشت: «او همیشه آنچه را که می‌خواست انجام می‌داد. و او می‌خواست به روش خودش و به بهترین شکل انجام دهد. مرگ او با زندگی‌اش — که یک اثر هنری است — تفاوتی نداشت. او هدیهٔ خداحافظی‌اش ستارهٔ سیاه را برای ما ساخت. اما من آماده نبودم. او مردی خارق‌العاده بود، سرشار از عشق و زندگی. او همیشه با ما خواهد بود.»
به دنبال مرگ بویی، طرفداران بدون آمادگی قبلی در زیارتگاه‌های خیابانی تجمع کردند. در کنار نقاشی دیواری او در زادگاهش بریکستون، که او را در شخصیت علاءالدین سالم به تصویر کشیده شده است، طرفداران گل گذاشتند و ترانه‌های او را خواندند. سایر مکان‌های یادبود شامل برلین، لس آنجلس و خارج از آپارتمان او در نیویورک می‌شد. پس از اعلام خبر مرگ او، فروش آلبوم‌ها و تک‌آهنگ‌هایش افزایش یافت. بویی پیش از مرگش اصرار داشت که مراسم تشییع جنازه نمی‌خواهد، و طبق گواهی درگذشت، جسد او در ۱۲ ژانویه در نیوجرسی سوزانده شد. همان‌طور که او در وصیت‌نامهٔ خود ذکر کرده بود، خاکسترش در یک مراسم بودایی در بالی اندونزی پخش شد.

## میراث و تأثیر

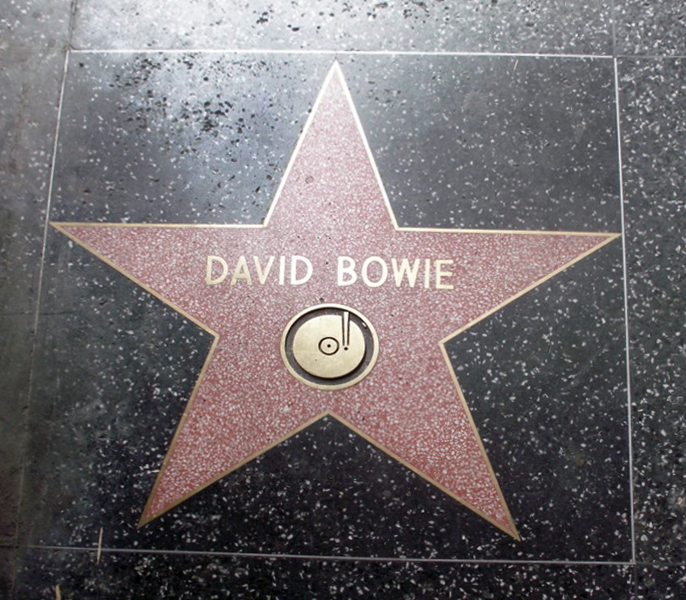
ستارهٔ بویی در پیاده‌روی مشاهیر هالیوود

بویی عموماً یکی از تأثیرگذارترین موسیقی‌دانان تاریخ دانسته می‌شود. بنا به گفتهٔ الکسیس پتریدیس در گاردین، بویی تا سال ۱۹۸۰ «مهم‌ترین و تاثیرگذارترین هنرمند از زمان بیتلز» بود. تأثیر او به‌سبب بازآفرینی سبک هنری‌اش بسیار چشمگیر بود، و مسیر را برای هنرمندانی همچون مدونا و لیدی گاگا هموار ساخت. به همین سبب از او با لقب «هزارچهرهٔ راک» یاد شده است. توماس فورگت، زندگی‌نامه‌نویس، در سال ۲۰۰۲ نوشت: «از آنجایی که او در بسیاری از سبک‌های مختلف موسیقی موفق بوده است، تقریباً غیرممکن است که امروزه هنرمند محبوبی را پیدا کرد که متأثر از دیوید بویی نبوده باشد.» نیل مک‌کورمیک در دیلی تلگراف بیان کرده که بویی «یکی از والاترین حرفه‌ها را در موسیقی، هنر و فرهنگ عامه‌پسند قرن بیستم» داشت و «او برای همه بیش از حد مبتکر، بیش از حد غیرقابل پیش‌بینی، بیش از حد عجیب بود که به‌جز فداکارترین طرفدارانش نمی‌توانستند پا به پای او باشند».
ترانه‌ها و مهارت صحنه‌سازی بویی در اوایل دههٔ ۱۹۷۰ بُعد جدیدی را برای موسیقی عامه‌پسند به ارمغان آورد و شدیداً بر فرم‌های ضروری و پیشرفت‌های پس از آن نیز تأثیر گذاشت. موسیقی‌شناس جیمز ئی پرون، بویی را «آورندهٔ پیچیدگی به موسیقی راک» می‌داند و بررسی‌های منتقدان نیز همواره شدت خردمندی در آثار و تاثیرش را تأیید کرده‌اند. ویل گومپرتز، سردبیر هنری بی‌بی‌سی، بویی را به پابلو پیکاسو تشبیه کرد و نوشت او «هنرمندی مبتکر، بلندپرواز و بی‌امان است که مفاهیم آوانگارد پیچیده را در آثاری بسیار قابل فهم ترکیب و به قلب و ذهن میلیون‌ها نفر نفوذ کرد.» شیندر و شوارتز، مورخان موسیقی، بویی و مارک بولان را پایه‌گذار ژانر گلم راک دانسته‌اند. بویی همچنین الهام‌بخش مبتکران جنبش موسیقی پانک راک بود و با گروه تین مشین به تجربهٔ سبک‌های گرانج و آلترناتیو راک پرداخت؛ پیش از اینکه این سبک‌ها محبوب شوند. جان پارلز در روزنامهٔ نیویورک تایمز بیان کرد که بویی «از موسیقی، هنر و مد فراتر رفت» و مخاطبان خود را با سبک فانک فیلادلفیا، مد ژاپنی، الکترونیکای آلمانی و موسیقی رقص درام اند بیس آشنا کرد. جو لینچ در مجلهٔ بیلبورد بر این باور بود که بویی «بیش از هر ستاره راک دیگری بر ژانرهای موسیقی تأثیر گذاشت»، از گلم راک، فولک راک و هارد راک گرفته تا الکترونیک، اینداستریال راک و سینث-پاپ، حتی هیپ هاپ و ایندی راک.
جان پیل بویی را متمایز با هم‌عصران پراگرسیو راک خود توصیف کرد و گفته که او «یک نوع جذاب از شخصیت‌های اقلیت است… در گوشه و کنار چیزها». به گفتهٔ پیل، او «ایدهٔ باز خلق کردن خودش را دوست داشت… یک وجه تمایز در مورد پراگرسیو راک اوایل دههٔ ۷۰ این بود که پیشرفت نکرد. پیش از اینکه بویی بیاید، مردم تغییر خیلی زیادی نمی‌خواستند». سپس بویی «کل مفهوم ستارهٔ راک بودن را زیر و رو کرد». باکلی بویی را «هم ستاره و هم نماد» توصیف کرد که «مجموعهٔ عظیمی از آثاری که او تولید کرده است … شاید بزرگ‌ترین کیش را در فرهنگ عامه ایجاد کرده است … تأثیر او در فرهنگ عامه بی‌مانند بوده است—او نسبت به هر چهرهٔ قابل قیاسی در زندگی‌های بیشتری نفوذ کرده و آن را تغییر داده است.»
مارک ایستون، خبرنگار بی‌بی‌سی، استدلال کرد که بویی با به چالش کشیدن نسل‌های آینده به‌منظور داشتن «هدف والا، جاه‌طلبی و تحریک‌آمیزی و ریسک کردن»، محرک مورد نیاز «نیروگاه خلاقی که بریتانیا به آن تبدیل شده است» را فراهم کرد و به این نتیجه رسید که او تغییردهندهٔ «نگاه جهان به بریتانیا… و آن گونه که بریتانیا خود را می‌بیند» بوده است. در سال ۲۰۰۶، بویی در یک نظرسنجی که به وسیلهٔ برنامه فرهنگ بی‌بی‌سی برگزار شد، به مقام چهارم بزرگ‌ترین نماد در قید حیات بریتانیا رسید. در سال ۲۰۰۰، بویی در نظرسنجی ان‌ام‌ئی از سوی سایر ستارگان موسیقی به عنوان «تاثیرگذارترین هنرمند تمام ادوار» انتخاب شد. انی زالسکی نوشت: «هر گروه یا هنرمند تک‌خوانی که تصمیم گرفته خط مشی خود را پاره و دوباره شروع به کار کند، به بویی مدیون است.»

## جایزه‌ها و دست‌آوردها

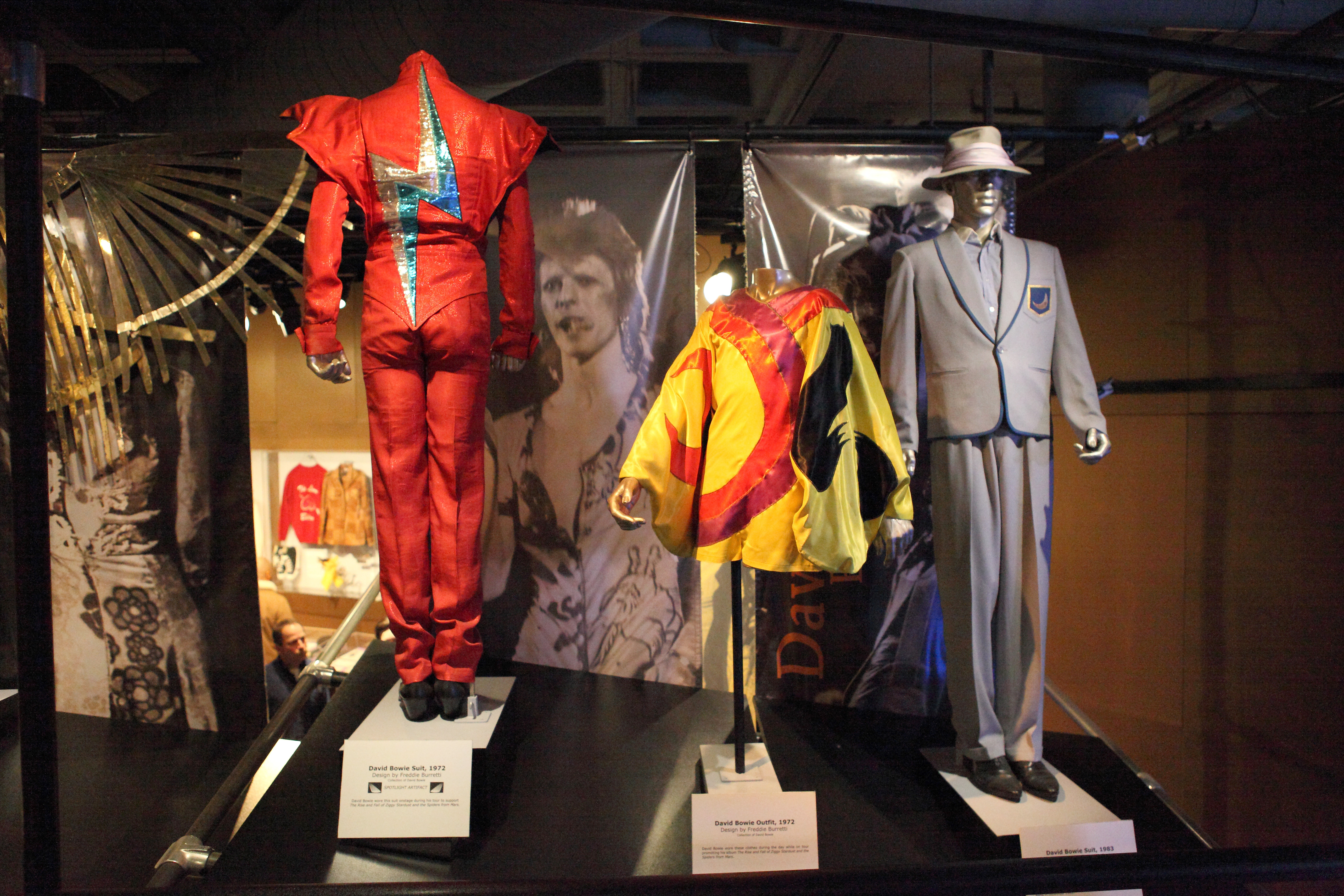
لباس‌های دیوید بووی در تالار مشاهیر راک اند رول در کلیولند، اوهایو.

بویی برای ترانهٔ موفق سال ۱۹۶۹ «شگفتی فضایی» جایزهٔ ویژهٔ آیور نوولو بابت خلاقت را برنده شد. نقش‌آفرینی او در فیلم مردی که به زمین سقوط کرد برای او جایزه ساترن برای بهترین بازیگر مرد را به دنبال داشت. در دهه‌های بعدی، او شش جایزهٔ گرمی و چهار جایزهٔ بریت به دست آورد که دوبار آن در رشتهٔ بهترین هنرمند مرد بریتانیایی بود؛ جایزه مشارکت ممتاز در موسیقی در سال ۱۹۹۶؛ و جایزه نماد بریت برای «تأثیر ماندگار او بر فرهنگ بریتانیا» پس از مرگ در سال ۲۰۱۶ به او داده شد.
بویی در سال ۱۹۹۹ از سوی دولت فرانسه نشان فرماندهٔ هنر و ادب را دریافت کرد و مدرک دکترای افتخاری کالج موسیقی برکلی به او اهدا شد. او در سال ۲۰۰۰ نشان سلطنتی فرمانده والامقام امپراتوری بریتانیا (CBE) را نپذیرفت و در سال ۲۰۰۳ هم از دریافت نشان شوالیه خودداری کرد. بویی بعداً گفت: «هرگز قصد پذیرش چیزی شبیه به این را ندارم. جدا نمی‌دانم به چه دردی می‌خورد. این چیزی نیست که زندگی‌ام را صرفش کردم.»
بووی در طول دوران زندگی بیش از ۱۰۰ میلیون نسخه از آثارش را در سراسر جهان فروخت و به یکی از پرفروش‌ترین هنرمندان موسیقی تبدیل شد. منابع دیگر رقم فروش آثار او را بین ۱۰۰ تا ۱۵۰ میلیون عنوان می‌کنند. بویی در سال ۲۰۲۲ پرفروش‌ترین هنرمند وینیل در سدهٔ بیست و یکم معرفی شد. نام چهار ترانهٔ او در فهرست تالار مشاهیر راک اند رول از ۵۰۰ ترانه‌ای که راک اند رول را شکل دادند گنجانده شده است.
در نظرسنجی سال ۲۰۰۲ بی‌بی‌سی از ۱۰۰ بریتانیایی کبیر، بویی در رتبهٔ ۲۹ قرار گرفت. رولینگ استون در سال ۲۰۰۴ نام او را در فهرست ۱۰۰ هنرمند بزرگ تاریخ در رده ۳۹ قرار داد. بویی در سال ۱۹۹۶ به تالار مشاهیر راک اند رول و در سال ۲۰۰۵ به تالار مشاهیر ترانه‌پردازان راه یافت. او در سال ۲۰۱۳ وارد تالار مشاهیر علمی تخیلی و فانتزی شد. چند روز پس از مرگ بویی، راب شفیلد، یکی از نویسندگان رولینگ استون، او را «بزرگ‌ترین ستاره راک تاریخ» معرفی کرد. این مجله همچنین او را به عنوان سی و نهمین ترانه‌سرای بزرگ تاریخ رتبه‌بندی کرد. در سال ۲۰۲۲، اسکای آرتس او را تأثیرگذارترین هنرمند ۵۰ سال گذشته در بریتانیا معرفی کرد. بویی در فهرست سال ۲۰۲۳ رولینگ استون از ۲۰۰ خواننده بزرگ تاریخ، در رتبه ۳۲ قرار گرفت.

## دیسکوگرافی
- دیوید بویی (۱۹۶۷)
- دیوید بویی (۱۹۶۹)
- مردی که دنیا را فروخت (۱۹۷۰)
- رضایتمندانه (۱۹۷۱)
- ظهور و سقوط زیگی استارداست و عنکبوت‌ها از مریخ (۱۹۷۲)
- علاءالدین سالم (۱۹۷۳)
- پین‌آپ‌ها (۱۹۷۳)
- سگ‌های الماسی (۱۹۷۴)
- آمریکایی‌های جوان (۱۹۷۵)
- ایستگاه به ایستگاه (۱۹۷۶)
- کم (۱۹۷۷)
- «قهرمانان» (۱۹۷۷)
- مستأجر (۱۹۷۹)
- هیولاهای ترسناک (و ابروحشتناک‌ها) (۱۹۸۰)
- بیا برقصیم (۱۹۸۳)
- امشب (۱۹۸۴)
- هیچ‌وقت ناامیدم نکن (۱۹۸۷)
- بلک تای وایت نویز (۱۹۹۳)
- بودای حومه‌نشینان (۱۹۹۳)
- بیرون (۱۹۹۵)
- زمینی (۱۹۹۷)
- ساعت‌ها (۱۹۹۹)
- هیتن (۲۰۰۲)
- واقعیت (۲۰۰۳)
- روز بعد (۲۰۱۳)
- ستاره سیاه (۲۰۱۶)

### یادکردها
1. ↑  Sheffield, Rob (11 January 2016). "Thanks, Starman: Why David Bowie Was the Greatest Rock Star Ever". Rolling Stone. Archived from the original on 8 March 2021. Retrieved 13 February 2018.
2. ↑  Krol, Charlotte (17 January 2022). "David Bowie is best-selling vinyl artist of the 21st Century". NME. Retrieved 17 January 2022.
3. ↑  "David Bowie". Biography.com (FYI/A&E Networks). Archived from the original on 14 March 2021. Retrieved 20 June 2022.
4. 1 2  "Bowie mourns mother's death". BBC News. 2 April 2001. Archived from the original on 11 January 2016. Retrieved 9 February 2022.
5. ↑  Gillman & Gillman 1987, p. 17: "[Peggy] was born in the hospital at Shorncliffe Camp [near Folkestone, Kent] on October 2nd, 1913.".
6. ↑  Gillman & Gillman 1987, p. 15: "[Her father] Jimmy Burns's parents were poor Irish immigrants who had settled in Manchester"; p. 16: "[Jimmy] had known [her mother] in Manchester. Her name was Margaret Heaton".
7. ↑  Gillman & Gillman 1987, p. 44: "At the end of the war, Peggy Burns was working as a waitress at the Ritz cinema in Tunbridge Wells".
8. ↑  Gillman & Gillman 1987, p. 44 "John Jones was born in the grimy Yorkshire town of Doncaster in 1912.".
9. ↑  Sandford 1997, pp. 9–16.
10. ↑  Palmer, Jim (11 January 2016). "18 south east London places where David Bowie lived, learned and played". News Shopper. Archived from the original on 6 August 2021. Retrieved 31 August 2020.
11. ↑  Sandford 1997, pp. 18–19.
12. ↑  Buckley 2000, p. 21.
13. 1 2 3  Sandford 1997, pp. 19–20.
14. ↑  Doggett, Peter (January 2007). "Teenage Wildlife". Mojo Classic (60 Years of Bowie): 8–9.
15. 1 2  Marsh, Joanne (18 February 2016). "David Bowie's cousin pens letter about their childhood: 'He exceeded all his father's dreams'". NME. Archived from the original on 17 November 2016. Retrieved 26 December 2020.
16. ↑  Sandford 1997, pp. 21–22.
17. 1 2 3  O'Leary 2015, chap. 4.
18. ↑  O'Leary 2015, chap. 3–4.
19. ↑  "Commencement 1999 – Berklee College of Music". www.berklee.edu. Archived from the original on 10 February 2018. Retrieved 10 February 2018.
20. ↑  Sandford 1997, p. 25.
21. ↑  Evans 2006, p. 57.
22. ↑  Basu, Tanya (12 January 2016). "The Story Behind David Bowie's Unusual Eyes". The Cut. Archived from the original on 17 November 2017. Retrieved 21 January 2016.
23. ↑  Buckley 2005, p. 19.
24. ↑  Sandford 1997, p. 28.
25. 1 2  Sandford 1997, pp. 29–30.
26. ↑  Pegg 2016, pp. 166–167.
27. 1 2  O'Leary 2015, chaps. 1–2.
28. ↑  Trynka 2011, pp. 65–66.
29. ↑  Cann 2010, pp. 64–67.
30. ↑  Trynka 2011, pp. 54–59.
31. ↑  Buckley 2000, p. 33.
32. 1 2  Pegg 2016, pp. 55–57.
33. ↑  Trynka 2011, pp. 69–70.
34. ↑  Sandford 1997, pp. 35–39.
35. ↑  Sandford 1997, pp. 41–42.
36. ↑  Pegg 2016, pp. 146, 157.
37. ↑  O'Leary 2015, chap. 2.
38. ↑  Buckley 2005, p. 46.
39. ↑  Buckley 2005, pp. 49–52.
40. 1 2  Sandford 1997, p. 53.
41. ↑  Paytress 2009, p. 199.
42. ↑  McKay 1996, p. 188.
43. ↑  Pegg 2016, pp. 636–638.
44. 1 2  Pegg 2016, pp. 255–260.
45. ↑  Spitz 2009, p. 104.
46. ↑  O'Leary 2015, chap. 3.
47. ↑  Sandford 1997, pp. 49–50.
48. ↑  Parker, Lyndsey (10 July 2019). "The odd story of 'Space Oddity': How a 'cheap shot' 'novelty record' launched David Bowie into the stratosphere 50 years ago". Yahoo!. Archived from the original on 11 July 2019. Retrieved 22 March 2023.
49. 1 2  Sandford 1997, pp. 54–60.
50. ↑  Cann 2010, pp. 169–171.
51. ↑  Pegg 2016, p. 338.
52. ↑  Spitz 2009, pp. 131–132.
53. 1 2  Sandford 1997, pp. 62–63.
54. ↑  Buckley 2000, pp. 89–90.
55. 1 2  Sandford 1997, p. 67.
56. ↑  Smith, Karl (6 October 2014). "Random Ultra-Violence: Simon Critchley On David Bowie". The Quietus. Archived from the original on 6 October 2014. Retrieved 14 December 2014.
57. ↑  Perone 2012, p. 90.
58. ↑  Kot, Greg (10 June 1990). "Bowie's Many Faces Are Profiled On Compact Disc". Chicago Tribune. Archived from the original on 16 April 2016. Retrieved 30 July 2015.
59. ↑  Doggett 2012, p. 106.
60. 1 2 3  Sandford 1997, pp. 73–74.
61. ↑  Pegg 2016, pp. 338–343.
62. ↑  Spitz 2009, p. 177.
63. ↑  (Sullivan 2017، ص. 494); (Doggett 2012، ص. 11).
64. ↑  Sandford 1997, pp. 85–86.
65. ↑  Trynka 2011, p. 174.
66. ↑  Pegg 2016, pp. 343–350.
67. ↑  Buckley 2005, p. 104.
68. ↑  Pegg 2016, pp. 348–349.
69. ↑  Gallucci, Michael (17 December 2016). "Revisiting David Bowie's First Masterpiece 'Hunky Dory'". Ultimate Classic Rock. Archived from the original on 20 September 2019. Retrieved 23 April 2020.
70. 1 2  Buckley 2005, pp. 135–136.
71. ↑  "Why David Bowie gave away All the Young Dudes to Mott the Hoople". Wales Online. 18 January 2016. Archived from the original on 12 October 2019. Retrieved 12 October 2019.
72. ↑  Sandford 1997, pp. 93–95.
73. ↑  Buckley 2000, p. 156.
74. ↑  Sheffield, Rob (13 April 2016). "How America Inspired David Bowie to Kill Ziggy Stardust With 'Aladdin Sane'". Rolling Stone. Archived from the original on 14 May 2020. Retrieved 14 May 2020.
75. ↑  Pegg 2016, pp. 361–364.
76. ↑  Sandford 1997, p. 108.
77. ↑  Sandford 1997, pp. 106–107.
78. ↑  Carr & Murray 1981, p. 7.
79. ↑  Buckley 2005, pp. 165–167.
80. ↑  Buckley 2005, p. 163.
81. ↑  Sandford 1997, p. 115.
82. ↑  Buckley 2005, p. 3.
83. ↑  Buckley 2005, pp. 180–183.
84. 1 2  Buckley 2005, pp. 204–205.
85. ↑  Egan 2015, p. 66.
86. ↑  Sandford 1997, p. 128.
87. ↑  Sandford 1997, p. 138.
88. ↑  Carr & Murray 1981, pp. 68–74.
89. ↑  O'Leary 2015, chap. 9.
90. ↑  Roberts 2001, p. 120.
91. ↑  Sandford 1997, pp. 135–136.
92. ↑  Sandford 1997, pp. 137, 153.
93. 1 2  Pegg 2016, pp. 380–382.
94. ↑  Buckley 2005, p. 238.
95. 1 2  Carr & Murray 1981, pp. 78–80.
96. ↑  Spitz 2009, pp. 259–266.
97. ↑  Wilcken 2005, pp. 7–8.
98. ↑  Pegg 2016, pp. 566–568.
99. ↑  Buckley 2000, pp. 289–291.
100. ↑  Paytress, Mark (January 2007). "The Controversial Homecoming". Mojo Classic (60 Years of Bowie): 64.
101. ↑  Carr & Murray 1981, p. 11.
102. ↑  MacKinnon, Angus (13 September 1980). "The future isn't what it used to be David Bowie talks about loneliness, insecurity and myth. And the dangers of messing with Major Tom". NME. Archived from the original on 6 January 2017. Retrieved 30 January 2016.
103. ↑  Williams, Stereo (12 January 2016). "On Race, David Bowie Delved Deep into the Darkness and Came Back Human". The Daily Beast. Archived from the original on 7 June 2017. Retrieved 8 April 2016.
104. ↑  Greene, Andy (13 May 2014). "Flashback: The Clash Rock Against Racism in 1978". Rolling Stone. Archived from the original on 8 February 2018. Retrieved 21 March 2015.
105. 1 2 3  Pegg 2016, pp. 384–389.
106. ↑  Seabrook 2008, pp. 82–88.
107. ↑  Buckley 2005, p. 257.
108. ↑  Pegg 2016, pp. 266–267, 384.
109. ↑  Sandford 1997, p. 149.
110. ↑  Erlewine, Stephen Thomas. "Low – David Bowie". AllMusic. Archived from the original on 2 September 2013. Retrieved 29 September 2020.
111. ↑  Gallucci, Michael (14 January 2017). "40 Years Ago: David Bowie Cleans Up and Branches Out on 'Low'". Ultimate Classic Rock. Archived from the original on 29 June 2019. Retrieved 29 December 2019.
112. ↑  Pegg 2016, pp. 487–488.
113. ↑  Spitz 2009, pp. 279–282.
114. ↑  Seabrook 2008, p. 116.
115. ↑  Buckley 2005, p. 272.
116. 1 2  O'Leary 2019, chap. 2.
117. ↑  Carr & Murray 1981, pp. 91–92.
118. ↑  Dombal, Ryan (22 January 2015). "David Bowie: "Heroes" Album Review". Pitchfork. Archived from the original on 24 January 2016. Retrieved 22 January 2015.
119. ↑  Pegg 2016, pp. 111–112.
120. ↑  Buckley 2005, p. 282.
121. ↑  Pegg 2016, p. 391.
122. ↑  Pegg 2016, pp. 208–209.
123. ↑  Buckley 2005, p. 293.
124. ↑  Sandford 1997, p. 189.
125. ↑  Pegg 2016, p. 489.
126. ↑  Seabrook 2008, pp. 191–192.
127. ↑  Carr & Murray 1981, pp. 102–107.
128. ↑  O'Leary 2019, chap. 3.
129. ↑  Pegg 2016, pp. 394–396.
130. ↑  Buckley 2005, p. 281.
131. ↑  Sandford 1997, pp. 191–192.
132. ↑  Sandford 1997, p. 197.
133. ↑  Pegg 2016, pp. 490–493.
134. ↑  Tilden, Imogen (30 January 2018). "Philip Glass completes his David Bowie trilogy with Lodger symphony". The Guardian. Archived from the original on 31 January 2018. Retrieved 31 January 2018.
135. ↑  Thomson 1993, p. xiii.
136. ↑  Carr & Murray 1981, pp. 108–114.
137. ↑  Sandford 1997, p. 204.
138. 1 2  Pegg 2016, pp. 397–401.
139. ↑  Buckley 2005, pp. 321–322.
140. ↑  Pegg 2016, p. 291.
141. ↑  O'Leary 2019, chap. 4.
142. ↑  Sandford 1997, pp. 208, 211–212.
143. ↑  Pegg 2016, p. 57.
144. ↑  Buckley 2005, pp. 334–338.
145. ↑  Doggett 2012, p. 389.
146. ↑  Brown, Mick (11 January 2016). "David Bowie interview from 1996: 'I have done just about everything that it's possible to do'". The Daily Telegraph. Archived from the original on 11 November 2017. Retrieved 14 March 2016.
147. 1 2 3  O'Leary 2019, chap. 5.
148. ↑  Buckley 2000, p. 344.
149. ↑  Buckley 2005, pp. 340–341.
150. ↑  Pegg 2016, pp. 400–404.
151. ↑  Dee, Johnny (7 January 2012). "David Bowie: Infomania". The Guardian. Archived from the original on 8 January 2014. Retrieved 12 January 2016.
152. ↑  Pegg 2016, pp. 576–582.
153. ↑  "1984 Video Music Awards". MTV. Select "Winners", and then "View all nominees" under the relevant category. Archived from the original on 6 February 2013. Retrieved 17 August 2016.
154. ↑  Elder, Sean (9 November 2014). "David Bowie: The Man Who Showed the World". Newsweek. Archived from the original on 16 November 2019. Retrieved 16 November 2019.
155. ↑  Lockett, Dee (12 February 2017). "David Bowie Swept The 2017 Grammys". Vulture. Archived from the original on 25 December 2019. Retrieved 25 December 2019.
156. ↑  Buckley 2005, pp. 165–166.
157. ↑  Greene, Andy (26 January 2016). "Flashback: David Bowie Triumphs at Live Aid in 1985". Rolling Stone. Archived from the original on 27 January 2018. Retrieved 5 May 2018.
158. ↑  O'Leary 2019, chap. 6.
159. ↑  Isler, Scott (August 1987). "David Bowie Opens Up – A Little". Musician. No. 106. pp. 60–73.
160. ↑  Pegg 2016, pp. 410–411.
161. ↑  McNair, James (January 2007). "Tumble & Twirl". Mojo Classic. No. 60 Years of Bowie. p. 101.
162. 1 2 3  Pegg 2016, pp. 584–588.
163. ↑  Greene, Andy (27 August 2013). "Flashback: David Bowie Faces Heat on Glass Spider Tour". Rolling Stone. Archived from the original on 27 August 2013. Retrieved 27 August 2013.
164. ↑  Pegg 2016, pp. 411–412.
165. ↑  Buckley 2005, p. 387.
166. 1 2  O'Leary 2019, chap. 7.
167. ↑  Sandford 1997, p. 274.
168. 1 2  Pegg 2016, pp. 414–415.
169. ↑  Sandford 1997, p. 273.
170. ↑  Allender, Mark. "Tin Machine – Tin Machine". AllMusic. Archived from the original on 17 January 2016. Retrieved 12 January 2016.
171. ↑  Asregadoo, Ted (22 May 2015). "The History of David Bowie and Tin Machine". Ultimate Classic Rock. Archived from the original on 14 October 2021. Retrieved 15 October 2021.
172. ↑  Buckley 2005, p. 391.
173. ↑  Pegg 2016, pp. 588–589.
174. ↑  Buckley 2005, p. 394.
175. ↑  Sandford 1997, pp. 278–279.
176. ↑  Sandford 1997, pp. 280–286.
177. 1 2  Pegg 2016, pp. 415–417.
178. 1 2  Sandford 1997, pp. 288–289.
179. 1 2  Sandford 1997, p. 292.
180. ↑  Buckley 2005, pp. 408–410.
181. ↑  Pegg 2016, pp. 594–595.
182. ↑  Sandford 1997, pp. 298–299.
183. 1 2  Kaye, Jeff (22 April 1992). "(Safe) Sex, (No) Drugs and Rock 'n' Roll: A Star-Filled Send-Off to Freddie Mercury". Los Angeles Times. Archived from the original on 8 March 2021. Retrieved 11 January 2016.
184. ↑  Buckley 2005, pp. 413–414.
185. ↑  Perone 2007, pp. 107–112.
186. ↑  Sandford 1997, pp. 301–308.
187. ↑  Sullivan, Jim (12 April 1993). "New wife, new album keep David Bowie in fine spirits". The Boston Globe.
188. 1 2  Pegg 2016, pp. 417–421.
189. 1 2 3  O'Leary 2019, chap. 8.
190. 1 2 3  Pegg 2016, pp. 421–423.
191. ↑  Keefe, Michael (16 October 2007). "David Bowie: The Buddha of Suburbia". PopMatters. Archived from the original on 27 March 2019. Retrieved 6 January 2017.
192. 1 2  Buckley 2005, pp. 421–425.
193. ↑  Hooper, Mark (24 October 2007). "Catch of the day: Bowie's great lost album". The Guardian. Archived from the original on 8 October 2021. Retrieved 2 November 2021.
194. ↑  Pegg 2016, pp. 423–430.
195. ↑  Buckley 2000, pp. 623–624.
196. ↑  Buckley 2000, pp. 512–513.
197. ↑  Spicer, Nathan (21 March 2011). "David Bowie Birthday Celebration Live Album an Unauthorized Bootleg". Paste. Archived from the original on 24 March 2011.
198. ↑  Pegg 2016, pp. 430–433.
199. ↑  Pegg 2016, pp. 128–129.
200. ↑  "David Bowie Launches New Album 'earthling' With Network Television Appearances, A Pay-per-view Concert, A National Radio Broadcast, And Star On Hollywood Blvd's Walk Of Fame". David Bowie Official Website. 30 January 1997. Archived from the original on 13 January 2020. Retrieved 5 July 2013.
201. ↑  Buckley 2000, pp. 533–534.
202. ↑  de Lisle, Tim (9 November 1997). "Oh, it's such a perfect song". The Independent. Archived from the original on 29 November 2021. Retrieved 13 January 2016.
203. ↑  O'Leary 2019, chap. 11.
204. ↑  Thompson 2006, pp. 203, 212.
205. ↑  Buckley 2005, p. 466.
206. ↑  Perone 2007, p. 125.
207. ↑  "David Bowie: How Tin Machine Saved Him From Soft Rock". WMMR. 22 May 2019. Archived from the original on 1 July 2020. Retrieved 1 July 2020.
208. 1 2  Pegg 2016, pp. 438–440.
209. ↑  Buckley 2005, pp. 488–489.
210. ↑  "Bowie ends 'best-ever' Glastonbury". BBC News. 26 June 2000. Archived from the original on 4 September 2016. Retrieved 13 January 2016.
211. ↑  Blisten, Jon (2 October 2018). "David Bowie's Glastonbury 2000 Set Getting Full Release". Rolling Stone. Archived from the original on 24 February 2020. Retrieved 16 November 2019.
212. ↑  Thompson 2006, p. 257.
213. ↑  Buckley 2005, p. 485.
214. 1 2  Sawer, Patrick; McNulty, Bernadette (30 January 2016). "David Bowie's lifetime interest in Buddhism to culminate in Bali scattering of his ashes". The Telegraph. Archived from the original on 24 September 2019. Retrieved 24 September 2019.
215. ↑  "Bowie, Moby, Matthews Spark Tibet House Benefit". Billboard. 27 February 2001. Archived from the original on 24 September 2019. Retrieved 24 September 2019.
216. ↑  Dansby, Andrew (9 January 2003). "Bowie Back in Tibet House". Rolling Stone. Archived from the original on 24 September 2019. Retrieved 24 September 2019.
217. ↑  Buckley 2005, p. 491.
218. ↑  Buckley 2005, pp. 493–495.
219. ↑  Pegg 2016, pp. 618–626.
220. 1 2 3 4  O'Leary 2019, chap. 13.
221. ↑  Buckley 2005, pp. 504–505.
222. ↑  Pegg 2016, pp. 58–59.
223. ↑  Perone 2007, p. 142.
224. ↑  Thompson 2006, pp. 291–292.
225. ↑  Thompson 2006, p. 293.
226. ↑  Yuan, Jada (1 May 2006). "David Bowie Takes Time Off, Sneaks into Movies". New York. Archived from the original on 6 December 2010. Retrieved 16 September 2010.
227. ↑  "Bowie surprise at Gilmour concert" (به انگلیسی). BBC News. 30 May 2006. Retrieved 11 August 2024.
228. ↑  Pegg 2016, chap. 6.
229. ↑  Schinder & Schwartz 2007, p. 500.
230. ↑  "Ten Days on a High". New York. 16 January 2016. Archived from the original on 19 August 2017. Retrieved 21 April 2020.
231. ↑  Collins, Paul. "Live Santa Monica '72". AllMusic. Archived from the original on 10 January 2022. Retrieved 17 November 2019.
232. ↑  "David Bowie to release 'Space Oddity' multi-tracks to celebrate moon landing". NME. 6 July 2009. Archived from the original on 23 May 2017. Retrieved 2 September 2010.
233. ↑  Diver, Mike (5 February 2010). "David Bowie A Reality Tour Review". BBC. Archived from the original on 21 April 2010. Retrieved 2 September 2010.
234. 1 2  Pegg 2016, pp. 461–470.
235. 1 2  O'Leary 2019, chap. 14.
236. ↑  Petridis, Alexis (11 January 2013). "The inside story of how David Bowie made The Next Day". The Guardian. Archived from the original on 7 December 2013. Retrieved 19 June 2013.
237. ↑  Levine, Nick (8 January 2013). "David Bowie announces first album in 10 years and releases new single". NME. Archived from the original on 30 January 2017. Retrieved 8 January 2013.
238. ↑  "David Bowie scores first Number 1 album in 20 years". Official Charts Company. Archived from the original on 6 September 2017. Retrieved 17 March 2013.
239. ↑  Teeman, Tim (12 January 2013). "Tony Visconti spills the beans on cocaine, AA and sushi with David Bowie". The Times. Archived from the original on 26 June 2019. Retrieved 13 January 2020.
240. ↑  Barton, Laura. "Arcade Fire: Voodoo rhythms, dance music and David Bowie". The Guardian. Archived from the original on 9 March 2021. Retrieved 22 September 2014.
241. ↑  Michaels, Sean (16 October 2013). "David Bowie voted the best-dressed person in British history". The Guardian. Archived from the original on 8 March 2021. Retrieved 22 September 2014.
242. ↑  "Brit Awards 2014: David Bowie wins best British male trophy". BBC News. 20 February 2014. Retrieved 2 June 2024.
243. 1 2  Sandle, Paul; Faulconbridge, Guy (11 January 2016). "David Bowie dies after 18-month battle with cancer". Reuters. Archived from the original on 2 August 2017. Retrieved 11 January 2016.
244. ↑  Barnes, Anthony (9 September 2014). "David Bowie to release retrospective album 'Nothing has Changed' with single 'Sue (Or in a Season of Crime)' in November". Irish Independent. Archived from the original on 21 April 2019. Retrieved 22 September 2014.
245. ↑  Pegg 2016, pp. 471–475.
246. ↑  Pegg 2016, p. 200.
247. ↑  Grow, Kory (31 August 2015). "David Bowie, Aerosmith, Flaming Lips Pen Songs for 'SpongeBob Musical'". Rolling Stone. Archived from the original on 28 December 2017. Retrieved 26 August 2017.
248. ↑  Kreps, Daniel (22 September 2015). "David Bowie Records Theme Song for 'Last Panthers' Series". Rolling Stone. Archived from the original on 28 December 2017. Retrieved 23 September 2015.
249. ↑  Carley, Brennan (24 October 2015). "David Bowie Will Reportedly Release New Album, 'Blackstar,' in January". Spin. Archived from the original on 29 November 2017. Retrieved 11 January 2016.
250. ↑  Adams, Char (23 February 2016). "Last Pictures of David Bowie: Icon Looked in Good Spirits at Final Public Appearance a Month Ago". People. Archived from the original on 18 January 2018. Retrieved 8 April 2021.
251. ↑  "Reviews for Blackstar by David Bowie". Metacritic. Archived from the original on 27 December 2015. Retrieved 27 December 2015.
252. ↑  Furness, Hannah (11 January 2016). "David Bowie's last release, 'Lazarus', was 'parting gift' for fans in carefully planned finale". The Daily Telegraph. Archived from the original on 25 March 2016. Retrieved 12 January 2016.
253. ↑  Payne, Chris (11 January 2016). "David Bowie's Final Album Blackstar & 'Lazarus' Video Were Goodbye Notes". Billboard. Archived from the original on 13 January 2016. Retrieved 13 January 2016.
254. ↑  Griggs, Brandon (13 January 2016). "Blackstar: Haunting final album hints at David Bowie's death". CNN. Archived from the original on 14 January 2016. Retrieved 12 January 2020.
255. ↑  Hiatt, Brian (13 January 2016). "David Bowie Planned Post-Blackstar Album, 'Thought He Had Few More Months'". Rolling Stone. Archived from the original on 16 January 2016. Retrieved 14 January 2016.
256. ↑  Lelinwalla, Mark (14 January 2016). "David Bowie Breaks Vevo Record with 51 Million Video Views in One Day". Tech Times. Archived from the original on 5 December 2017. Retrieved 16 January 2016. Bowie's catalog generated 51 million video views on Vevo on Monday, Jan. 11, the day after he died, making him the most viewed artist in a single day in the video-streaming platform's history, the company reported Thursday morning via a press release.
257. ↑  Copsey, Rob (15 January 2016). "David Bowie is the Starman of this week's Official Chart as the nation pays tribute to a music icon". Official Charts Company. Archived from the original on 5 December 2017. Retrieved 16 January 2016.
258. ↑  Gibsone, Harriet (15 January 2016). "David Bowie dominates UK album charts as latest album hits No 1". The Guardian. Archived from the original on 5 December 2017. Retrieved 15 January 2016. Elsewhere, 19 Bowie albums and 13 singles have entered the top 100
259. ↑  "David Bowie's final album Blackstar rockets to top of charts". ABC. 17 January 2016. Archived from the original on 17 January 2016. Retrieved 17 January 2016.
260. ↑  Caulfield, Keith (17 January 2016). "David Bowie's Blackstar Album Debuts at No. 1 on Billboard 200 Chart". Billboard. Archived from the original on 17 January 2016. Retrieved 17 January 2016.
261. ↑  Slate, Jeff (23 September 2016). "The Making of David Bowie's Lost Soul Album". Esquire. Archived from the original on 28 April 2019. Retrieved 9 January 2020.
262. ↑  Young, Alex (8 January 2017). "Final David Bowie songs collected on new EP released for his 70th birthday". Consequence of Sound. Archived from the original on 23 May 2017. Retrieved 8 January 2017.
263. 1 2  Kreps, Daniel (8 January 2017). "Watch David Bowie's Mysterious 'No Plan' Video". Rolling Stone. Archived from the original on 5 January 2018. Retrieved 8 January 2017.
264. ↑  Kreps, Daniel (12 July 2017). "David Bowie's Berlin Trilogy Highlights 11-Disc Box Set". Rolling Stone. Retrieved 28 November 2024.
265. ↑  Randle, Chris (29 June 2017). "David Bowie: Cracked Actor (Live Los Angeles '74) Album Review". Pitchfork. Archived from the original on 11 July 2017. Retrieved 10 July 2017.
266. ↑  "Two years since his death, Bowie is still selling millions of records". The Independent (به انگلیسی). 10 January 2018. Archived from the original on 28 January 2018. Retrieved 27 January 2018.
267. ↑  Brandle, Lars (8 February 2017). "Drake Named IFPI Global Recording Artist of 2016". Billboard. Archived from the original on 14 August 2020. Retrieved 22 March 2020.
268. 1 2  Kelley, Seth (12 February 2017). "David Bowie's 'Blackstar' Wins All Five Nominated Categories at 2017 Grammys". Variety. Archived from the original on 20 December 2017. Retrieved 12 February 2017.
269. ↑  Kaye, Ben (18 July 2018). "New 80's-era David Bowie box set, Loving the Alien, to feature unreleased music". Consequence. Retrieved 28 November 2024.
270. ↑  Prisco, Jacopo (9 January 2020). "Rare and unreleased music by David Bowie is coming this year". CNN. Archived from the original on 9 January 2020. Retrieved 9 January 2020.
271. ↑  Tan, Emily (6 August 2020). "David Bowie's Something in the Air (Live Paris 99) Set for Digital Release". Yahoo! Entertainment. Archived from the original on 22 October 2021. Retrieved 6 August 2020.
272. ↑  "Ch-Ch-Ch-Changes: David Bowie's 'Brilliant Live Adventures' Series Continues with 'Live Paris 99'". The Second Disc. 24 February 2021. Archived from the original on 24 February 2021. Retrieved 24 February 2021.
273. ↑  Brandle, Lars (16 September 2021). "David Bowie Estate and Warner Music Partner to Bring Icon's Entire Catalog to Label". Billboard. Archived from the original on 16 September 2021. Retrieved 16 September 2021.
274. ↑  Sinclair, Paul (18 September 2021). "Next David Bowie era box confirmed as 'Brilliant Adventure 1992-2001'". Super Deluxe Edition. Retrieved 28 November 2024.
275. ↑  "David Bowie: 'Lost' album Toy set for birthday release". BBC News. 29 September 2021. Archived from the original on 29 September 2021. Retrieved 29 September 2021.
276. ↑  Aswad, Jem (3 January 2022). "David Bowie's Estate Sells His Publishing Catalog to Warner Chappell (Exclusive)". Variety. Archived from the original on 3 January 2022. Retrieved 3 January 2022.
277. 1 2  Saner, Emine (17 March 2006). "Angie Bowie: 'Why I gave up my son Zowie'". Evening Standard. Archived from the original on 8 March 2021. Retrieved 13 April 2021.
278. ↑  Pegg 2016, pp. 147–148.
279. ↑  Sandford 2009, p. 197.
280. ↑  Bowie, Angie (11 January 2016). "David Bowie's first wife Angie on her fiery marriage to 'one in a million' music genius". Daily Mirror. Archived from the original on 8 March 2021. Retrieved 5 October 2019.
281. ↑  Pegg 2016, pp. 304–305.
282. ↑  Dumas, Daisy (16 January 2016). "Bowie Down Under: star hooked on Sydney". The Sydney Morning Herald. Archived from the original on 6 June 2017. Retrieved 16 January 2016.
283. ↑  Buckley, Christopher (31 August 1992). "David Bowie's House on the Island of Mustique". Architectural Digest. Archived from the original on 30 March 2021. Retrieved 13 April 2021.
284. ↑  Khomani, Nadia (14 December 2022). "'He's not my "late" husband': Iman speaks of grief over death of David Bowie". The Guardian. Archived from the original on 14 December 2022. Retrieved 7 January 2022.
285. ↑  Cann 2010, p. 43.
286. ↑  Jones 2017, pp. 22, 28.
287. ↑  Cartright, Garth (12 August 2021). "Bowie, bed-hopping and the blues: the wild times of Dana Gillespie". The Guardian. Archived from the original on 12 August 2021. Retrieved 27 May 2024.
288. 1 2  Thian, Helene Marie (24 March 2015). "Moss Garden".  In Eoin Devereux (ed.). David Bowie: Critical Perspectives. Abingdon, United Kingdom: Routledge. p. 131. ISBN 978-1-317-75449-7. Archived from the original on 30 August 2023. Retrieved 26 August 2017.
289. ↑  Meet Lindsay Kemp: David Bowie's muse and lover, BBC Newsnight, 12 May 2016
290. ↑  Lindsay Kemp, My Life & Work with David Bowie - in conversation with Marc Almond
291. ↑  Buckley 2005, pp. 41–42.
292. ↑  Pegg 2016, pp. 655–656.
293. ↑  Heawood, Sophie (8 January 2013). "David Bowie has gone from new to old – and what a beautiful thing it is". The Independent. Archived from the original on 26 September 2015. Retrieved 8 April 2018.
294. 1 2 3  Pegg 2016, pp. 160–161.
295. ↑  Seale, Jack (8 January 2013). "David Bowie rocks music world with Where Are We Now?". Radio Times. Archived from the original on 4 March 2016. Retrieved 8 April 2018.
296. ↑  Lulu 2002, p. 168.
297. ↑  Trynka 2011, p. 205.
298. ↑  Buckley 2005, p. 178.
299. ↑  Feitelberg, Rosemary (12 January 2016). "Bebe Buell Details David Bowie's Early Rock 'n' Roll Days in New York". Women's Wear Daily. Archived from the original on 4 June 2024. Retrieved 4 June 2024.
300. ↑  Trynka 2011, pp. 211–212.
301. ↑  Clerc 2021, pp. 256–257.
302. ↑  Pegg 2016, p. 61.
303. ↑  Hickey, Shane (26 July 2014). "Susan Sarandon reveals past sexual relationship with David Bowie". The Guardian. Archived from the original on 18 November 2018. Retrieved 7 January 2023.
304. 1 2  Trynka 2011, pp. 414–415, 422.
305. ↑  Clerc 2021, p. 391.
306. ↑  Pegg 2016, pp. 367–372.
307. 1 2 3 4  McNulty, Bernadette (30 January 2016). "David Bowie's PA Coco Schwab: the woman who saved his life". The Daily Telegraph. Archived from the original on 30 January 2016. Retrieved 7 January 2023.
308. ↑  Pegg 2016, pp. 192–193.
309. ↑  Lowder, J. Bryan (11 January 2016). "Was David Bowie Gay?". Slate. Archived from the original on 24 March 2023. Retrieved 9 April 2023.
310. ↑  Rogers, Katie (13 January 2016). "Was He Gay, Bisexual or Bowie? Yes". The New York Times. Archived from the original on 31 March 2023. Retrieved 9 April 2023.
311. ↑  Walters, Barry (14 January 2016). "David Bowie, Sexuality and Gender: A Rebel Who Changed the Face of Music". Billboard. Archived from the original on 8 November 2022. Retrieved 9 April 2023.
312. ↑  Watts, Michael (22 January 2006). "On the cusp of fame, Bowie tells Melody Maker he's gay – and changes pop for ever". The Observer. Archived from the original on 7 July 2017. Retrieved 11 August 2012.
313. ↑  Cann 2010, pp. 239–240.
314. ↑  Pegg 2016, pp. 351–360.
315. ↑  Buckley 2005, p. 140.
316. ↑  "Interview: David Bowie". Playboy. September 1976. Archived from the original on 1 August 2010. Retrieved 14 September 2010.
317. ↑  Hodgkinson, Will (19 May 2017). "Angie Bowie: 'I didn't care about David's lovers as long as they realised I was the queen'". The Times. Archived from the original on 10 April 2023. Retrieved 10 April 2023.
318. ↑  Loder, Kurt (12 May 1983). "David Bowie: Straight Time". Rolling Stone. Archived from the original on 8 April 2023. Retrieved 9 April 2023.
319. ↑  Spitz 2009, p. 185.
320. ↑  Buckley 2005, p. 106.
321. ↑  Collis, Clark (August 2002). "Dear Superstar: David Bowie". Blender. Archived from the original on 10 May 2008. Retrieved 16 September 2010.
322. ↑  Buckley 2005, pp. 141.
323. ↑  Pegg 2016, pp. 182–183.
324. 1 2  Sandford 1997, p. 48.
325. 1 2  Easton, Mark (12 January 2016). "Bowie: the creative force who changed Britain". BBC News. Archived from the original on 30 November 2017. Retrieved 14 March 2016.
326. 1 2  Spitz 2009, p. 83.
327. ↑  "Thurston Moore Reflects on David Bowie". Pitchfork. 12 January 2016. Archived from the original on 8 March 2021. Retrieved 24 September 2019.
328. ↑  Cann 2010, pp. 113–114.
329. 1 2 3  Parsons, Tony. "Bowie, what is he like?". Arena. Vol. Spring/Summer 1993. Archived from the original on 25 July 2018. Retrieved 31 January 2016 – via Exploring David Bowie.
330. ↑  THE WEDDING OF DAVID BOWIE AND IMAN بایگانی‌شده  در ۲۵ اکتبر ۲۰۲۱ توسط Wayback Machine. Hello!, 13 June 1992
331. ↑  Simon Bates radio interviews, BBC Radio 1, 29–31 March 1993
332. 1 2  DeCurtis, Anthony (5 May 2005). In Other Words: Artists Talk About Life And Work. Hal Leonard Corporation. pp. 262–263. ISBN 978-0-634-06655-9. Retrieved 14 May 2012.
333. ↑  Morley 2016, p. 437.
334. ↑  Egan 2015, p. 116.
335. 1 2  Cavanagh, David (February 1997). "ChangesFiftyBowie". Q. No. 125. pp. 52–59.
336. ↑  Pegg 2016, pp. 433–437.
337. ↑  Clement, Olivia (11 January 2016). "'Look Up Here, I'm in Heaven' – Poignant Lyrics to Bowie's 'Lazarus' Signal His Farewell". Playbill. Archived from the original on 27 September 2017. Retrieved 18 January 2016.
338. ↑  Gallagher, Paul (11 January 2016). "David Bowie died from liver cancer he kept secret from all but handful of people, friend says". The Independent. Archived from the original on 12 January 2016. Retrieved 12 January 2016.
339. ↑  "Shock and condolences as the Netherlands reacts to David Bowie's death" (به انگلیسی). DutchNews.nl. 11 January 2016. Archived from the original on 11 January 2016. Retrieved 11 January 2016.
340. ↑  "David Bowie's Death a 'Work of Art,' Says Tony Visconti". Rolling Stone. 11 January 2016. Archived from the original on 12 January 2016. Retrieved 11 January 2016.
341. ↑  "David Bowie: Friends and stars pay tribute". BBC News. 11 January 2016. Archived from the original on 11 January 2016. Retrieved 11 January 2016.
342. ↑  "Bowie 'died from liver cancer'". The New Zealand Herald. 14 January 2016. Archived from the original on 4 February 2016.
343. ↑  "David Bowie fans create makeshift London shrines". BBC News. 14 January 2016. Archived from the original on 12 December 2017. Retrieved 21 June 2018.
344. ↑  "David Bowie: Brit Awards tribute for 'visionary' musician". BBC News. 14 January 2016. Archived from the original on 28 November 2017. Retrieved 21 June 2018.
345. ↑  Hunt, Elle (13 January 2016). "Global streams of David Bowie's songs on Spotify soar 2,822% after his death". The Guardian. Archived from the original on 13 January 2016.
346. ↑  Barron, James (29 January 2016). "David Bowie's Will Splits Estate Said to Be Worth $100 Million". The New York Times. Archived from the original on 30 January 2016. Retrieved 30 January 2016.
347. ↑  Woolf, Nicky. "David Bowie's Will Detailed, Ashes Scattered in Bali". The Guardian. Archived from the original on 10 March 2016. Retrieved 7 May 2016.
348. ↑  "NME poll places Bowie as most influential artist of all-time". NME. 27 November 2000. Archived from the original on 28 February 2017. Retrieved 13 April 2021.
349. 1 2 3  Pareles, Jon (11 January 2016). "David Bowie Dies at 69; Star Transcended Music, Art and Fashion". The New York Times. Archived from the original on 15 January 2016. Retrieved 3 June 2024.
350. 1 2  Lynch, Joe (15 January 2016). "David Bowie Influenced More Musical Genres Than Any Other Rock Star". Billboard. Archived from the original on 21 January 2022. Retrieved 3 June 2024.
351. ↑  Petridis, Alexis (11 January 2016). "David Bowie: the man who thrilled the world". The Guardian. Archived from the original on 2 January 2018. Retrieved 7 February 2016.
352. ↑  Filicky, Brad (10 June 2002). "Reviews; David Bowie: Heathen". CMJ New Music Report. 71 (766): 13.
353. ↑  O'Leary, Naomi (11 January 2016). "David Bowie: Chameleon of rock". Business Insider. Archived from the original on 12 April 2020. Retrieved 12 April 2020.
354. ↑  Bell, Susan (14 January 2016). "The life and death of David Bowie, rock's crafty chameleon". USC News. Archived from the original on 12 April 2020. Retrieved 12 April 2020.
355. ↑  Forget, Thomas (2002). David Bowie (Rock & Roll Hall of Famers). New York City: Rosen Publishing Group. p. 7. ISBN 978-0-8239-3523-9.
356. ↑  McCormick, Neil (11 January 2016). "A one-man melting pot of ideas: why we will never solve the mystery of David Bowie's music". The Daily Telegraph. London. Archived from the original on 31 July 2017. Retrieved 12 March 2016.
357. 1 2 3  Schinder & Schwartz 2007, p. 482.
358. ↑  Perone 2007, p. 183.
359. ↑  Paytress 2003, p. 218.
360. ↑  Gompertz, Will (11 January 2016). "David Bowie: The Picasso of pop". BBC News. Archived from the original on 16 April 2016. Retrieved 19 March 2019.
361. ↑  Campbell 2011, p. 345.
362. ↑  Perone 2007, pp. 99–103.
363. ↑  Buckley 2005, pp. 524, 529.
364. ↑  Buckley 2005, pp. 516–517.
365. ↑  Thompson, Jody (8 January 2007). "Sixty things about David Bowie". BBC News. Archived from the original on 10 January 2007. Retrieved 22 August 2020.
366. ↑  "NME poll places Bowie as most influential artist of all-time". NME. 27 November 2000. Archived from the original on 28 February 2017. Retrieved 13 April 2021.
367. ↑  Zaleski, Annie (12 January 2016). "How David Bowie influenced our scene". Alternative Press. Archived from the original on 2 July 2017. Retrieved 14 August 2016.
368. ↑  "Ivor Novello Awards". Bucks Music Group. Archived from the original on 22 August 2007. Retrieved 16 September 2010.
369. ↑  "Grammy Award Winners". National Academy of Recording Arts and Sciences. Archived from the original on 29 November 2014. Retrieved 16 September 2010.
370. ↑  "Lifetime Achievement Award: Past Recipients". National Academy of Recording Arts and Sciences. Archived from the original on 26 August 2010. Retrieved 16 September 2010.
371. ↑  "Brit Awards 2016: Adele dominates with four awards". BBC. 25 February 2016. Archived from the original on 9 March 2017. Retrieved 21 June 2018.
372. ↑  "Brit Awards 2014: David Bowie wins Best Male and wades into Scottish independence debate via Kate 'Ziggy' Moss". The Independent. 11 January 2015. Archived from the original on 21 July 2017. Retrieved 26 August 2017.
373. ↑  "Read Annie Lennox And Gary Oldman's David Bowie Tribute Speeches at the Brit Awards 2016". NME. 4 October 2016. Archived from the original on 5 October 2016. Retrieved 21 April 2020.
374. ↑  Lichfield, John (8 May 2009). "The Big Question: How does the French honours system work, and why has Kylie been decorated?". The Independent. Archived from the original on 11 December 2012. Retrieved 17 September 2010.
375. ↑  "ChChChChanges". Berklee College of Music. Archived from the original on 26 March 2012. Retrieved 17 September 2010.
376. ↑  Thompson, Jody (8 January 2007). "Sixty things about David Bowie". BBC News. Archived from the original on 24 November 2010. Retrieved 17 September 2010.
377. ↑  "David Bowie turns down knighthood". music-news.com. 18 April 2015. Archived from the original on 17 June 2018. Retrieved 11 January 2016.
378. ↑    - Wilkinson, Peter (22 March 2013). "Bowie exhibition charts life of pop's ultimate Starman". CNN. Archived from the original on 30 July 2017. Retrieved 29 April 2017.
  - Anderson, Kyle (21 January 2016). "David Bowie EW cover story: How the singer, style icon, and eternal chameleon, ch-ch-ch-changed pop culture forever". Entertainment Weekly. Archived from the original on 22 June 2017. Retrieved 29 April 2017.
  - Gill, Andy (2 January 2016). "Rebel, rebel: We profile singing legend David Bowie". Belfast Telegraph. Archived from the original on 21 December 2019. Retrieved 28 April 2017.
379. ↑  Krol, Charlotte (17 January 2022). "David Bowie is best-selling vinyl artist of the 21st Century". NME. Archived from the original on 14 February 2022. Retrieved 17 January 2022.
380. ↑  "The Songs That Shaped Rock and Roll". Rock and Roll Hall of Fame. Archived from the original on 17 March 2010. Retrieved 12 January 2008.
381. ↑  "100 great British heroes". BBC. 21 August 2002. Archived from the original on 3 May 2003. Retrieved 11 January 2015.
382. ↑  "100 Greatest Artists: 39 David Bowie". Rolling Stone. 11 January 2015. Archived from the original on 22 January 2018. Retrieved 26 August 2017.
383. ↑  "David Bowie: Rock and Roll Hall of Fame Induction". Rock and Roll Hall of Fame. Archived from the original on 8 March 2021. Retrieved 16 September 2010.
384. ↑  "David Bowie: Fabled innovator in popular music". Songwriters Hall of Fame. Archived from the original on 17 October 2021. Retrieved 28 June 2022.
385. ↑  "Science Fiction and Fantasy Hall of Fame: EMP welcomes five major players". EMP Museum. June 2013. Archived from the original on 18 August 2013.
386. ↑  "David Bowie: Shape-shifting musician and movie star". EMP Museum. Archived from the original on 25 September 2013. Retrieved 11 September 2013.
387. ↑  Sheffield, Rob (11 January 2016). "Thanks, Starman: Why David Bowie Was the Greatest Rock Star Ever". Rolling Stone. Archived from the original on 8 March 2021. Retrieved 10 February 2016.
388. ↑  "100 Greatest Songwriters of All Time". Rolling Stone. Retrieved 26 January 2022.
389. ↑  Graye, Megan (11 August 2022). "50 most influential artists in Britain revealed: David Bowie, Steve McQueen and Russell T Davies among top spots". The Independent. Archived from the original on 22 January 2023. Retrieved 22 January 2023.
390. ↑  "The 200 Greatest Singers of All Time". Rolling Stone. 1 January 2023. Retrieved 6 January 2023.